# 戦場のヴァルキュリアシリーズの登場人物
本稿は、セガのコンピュータゲームシリーズ『戦場のヴァルキュリアシリーズ』作品に登場する架空の人物一覧である。
戦場のヴァルキュリアシリーズはアニメや漫画などの他メディア展開も行われており、どの作品も征暦という架空の紀年法が用いられる架空のヨーロッパが舞台。
戦争をテーマとしていながらファンタジーの要素も持ち、ヴァルキュリアと呼ばれる超人的な民族が登場するシリーズ作品である。シミュレーションロールプレイングゲームであるため、プレイアブルキャラクターにはそれぞれの特性が存在し、各ユニット毎兵に兵科が分けられている。本稿ではそうした作品世界に登場するキャラクターについて解説する。

## キャラクターデザイン
シリーズに登場する主要人物や衣装デザインは本庄雷太が担当している。その他のサブキャラクターはセガのスタッフが考案している。作品の年代設定は征歴1930年代であるが、現実世界の西暦1930年代とは異なり、登場人物の着る服装にはファンタジー特有のレトロ感を出すために、第一次世界大戦時の軍服をモチーフにしている。また、そうした方向性から甲冑のようなものを部分的に装備した服装となっている。
また、敵として登場する東ヨーロッパ帝国連合軍のモデルはドイツとロシアである。

## 戦場のヴァルキュリア
この節では第1作『戦場のヴァルキュリア』から登場する人物について解説する。『1』ではヨーロッパの小国・ガリアと東ヨーロッパ帝国連合の戦争が描かれている。声優はゲーム・3OVA『誰がための銃瘡』 / テレビアニメの順。特筆無き場合には両作品共通。

### ガリア公国

#### 義勇軍第3中隊
特記の無い者は第7小隊の隊員。年齢は『1』時点。第7小隊の隊員の視点から『ガリア戦線記』は展開されている。
第7小隊のメンバーはアニメではザカを加えた6人に加えイーディ分隊からリィンを除いた5名、アイシャ、カロス、ベイラート兄弟。『3』ではザカを加えた6人とクライス、イーディ分隊全員、カロスが配属されている。
ウェルキン・ギュンター (Welkin Gunther)
声 - 千葉進歩、粕谷雄太（幼少期〈TVアニメ〉）
『1』の主人公。第一次ヨーロッパ大戦におけるガリアの英雄ベルゲン・ギュンター将軍の息子であり、生物社会学を専攻する22歳の大学生。故郷ブルールが帝国軍の攻撃を受け、国民皆兵制度により義勇軍に入隊した。高校の機甲訓練と大学の幹部候補教練過程を履修していたため、少尉として義勇軍第3中隊の第7小隊隊長に任せられる。
性格はのんびり屋で穏やか。無類の生物好きであり、自然に関する豊富な知識を作戦立案に役立てることも多いが、事あるごとに自然を引き合いに出すので周囲がついていけず、困惑させることもある。
父の遺した戦車「エーデルワイス」を駆り第7小隊を率いて次々と戦果をあげ、『1』の終盤では敵の総司令官マクシミリアンを打倒する。戦いの中で徐々にアリシアに惹かれていく。『1』エピローグでは数年後の姿が描かれ、アリシアと結婚して一人娘のイサラを儲け、父親となる。
『2』では24歳となり大学を卒業し教師となっている。教師になってからの勤務先がランシールのある南部ガリアだったため、アリシアベーカリーの手伝いで学校にも赴いている。購買部に現れた時は、彼からオーダーを教わる事が出来る。『2』本編クリア後に特定ミッションをクリアすると偵察兵ユニットとして使用できる。
『3』では『1』と同じく、22歳。一部の任務においてネームレスと共同作戦にあたった。クルトからは部隊運営術を高く評価された。カラミティ・レーヴェンとも交戦している。DLC「激突！ウェルキン対ダハウ」をクリアすると、自軍ユニットとして使用可能になる。
イェーガーを主人公とするDLC「終戦、そして旅立ち」では直接の登場はないが、イェーガーが民間の家に潜んでいる所にガリア正規軍の兵士がやってきて、マクシミリアンとマーモットを撃破したウェルキンを称える場面がある（ウェルキンは第一次ヨーロッパ大戦の英雄であるベルゲン・ギュンター将軍の息子であることから、兵士が「やはり英雄の血は受け継がれるものなんだな」と感心していた）。イェーガーもそれを盗み聞きし、自分に留まらず、マクシミリアンすら撃破したウェルキンを「奴（ウェルキン）こそ、真の英雄なのかもしれんな」と評した。
『4』ではDLC「第7小隊との共同戦線」にて登場。連邦及びE小隊との合同演習及び共同しての帝国軍迎撃に当たり、別れの際には互いに再会を誓った。クリアすると、自軍ユニットとして使用可能になる。
名前の由来はガリア戦争の英雄、ウェルキンゲトリクス。
アリシア・メルキオット / アリシア・ギュンター (Alicia Melchiott / Alicia Gunther)
声 - 井上麻里奈
『1』のヒロイン。国境の村ブルールの孤児院育ちの19歳。偵察兵。軍曹としてウェルキン付きの補佐を任されている。戦前はパン職人になる事を夢みてブルールのパン屋に住み込みで働いていた。トレードマークはパン職人としての想いが込められたスカーフ。ゲーム開始時にはブルール自警団の分隊長であり、ブルールの陥落後にウェルキンと共に避難して義勇軍に入隊する。その後はウェルキン付きの下士官として第7小隊へ配属される。
明るく優しい性格で責任感が強い。ヴァルキュリア人の末裔であり、本人に自覚はなかったが『1』にて狙撃され瀕死に陥ったことでヴァルキュリアとして覚醒する。その力量には先にヴァルキュリアとして猛威を振るっていたセルベリアを退けるほどのものがある。『1』のエピローグおよびアニメOVAでは数年後の姿が描かれ、ウェルキンと結婚し、一人娘イサラの母親となり、パン職人のマイスター試験に合格して念願だったパン屋(アリシアベーカリー)を開業している。
アニメではナジアル会戦後にダモン将軍の命令により、正規軍第1大隊第5中隊に転属させられ、第7小隊と切り離され、そのため功績が認められ、4階級特進が授与され、大尉となり、ガリア軍の決戦兵器にされた。また幼い頃にセルベリアと同じ帝国の研究所にいたことになっている。
パン職人となった『2』では21歳。「アリシアベーカリー」のパンをランシールの購買部に納入しており、購買部にいるときはオーダーを教わることができる。G組に編入したヴァルキュリアのエイリアスに出会った際は、自分がヴァルキュリアであることと、子供を身ごもっていることを教え、ヴァルキュリアの力の使い方を諭した。条件をクリアすれば『1』のアリシア（偵察兵）をユニットとして使用することも可能。また、テレビアニメ版DVD封入特典のパスワードを入力するとアニメ版のアリシア「アリシア（TV）」も使えるようになる。
『3』では『1』と同じく、19歳。ネームレスとの共同作戦でリエラと知り合うも、お互いがヴァルキュリア人である事を知らないまま親交を深めた。DLC「激突！ウェルキン対ダハウ」をクリアすると、自軍ユニットとして使用でき、リエラと同じく11章中盤から特殊コマンド「ヴァルキュリア化」が使用可能になる。
『4』ではDLC「第7小隊との共同戦線」にて登場。E小隊の面々に手作りのパンを振舞った。クリアすると、自軍ユニットとして使用可能になる。
フィギュア化もされており、壽屋のアニメ版1/8フィギュア、セガによるオリジナルフィギュア、アミューズメント専用プライズのエクストラフィギュア、タカラトミーアーツのカプセルフィギュア、トレーディングフィギュア が存在する。また、電撃文庫を主体とした格闘ゲーム『電撃文庫 FIGHTING CLIMAX』では家庭用版追加サポートキャラクターとして登場し、セルベリア専用のサポートキャラクターとして登場する（条件を満たすと使用可能になる）。
イサラ・ギュンター (Isara Gunther)
声 - 桑島法子
ウェルキンの義理の妹。16歳の戦車操縦手・整備士。幼いころに両親を事故で失い、父テイマーの友人で上官であったベルゲンに引き取られた。
実父に同じく機械に精通しており、実父の残した戦車エーデルワイス号を整備し、いつでも使用できるようにしていた。義勇軍第7小隊に入隊後は伍長。兄とともにエーデルワイス号に搭乗する。ダルクス人であることからロージーとの折り合いが悪く些細なことから度々衝突していたが、次第に打ち解けていく。
自ら言うところによると合理主義者で、仲間によると頑固なのが玉にキズ。ダルクス人への差別をいつか撤廃したいという願いを持っている。
休暇の時は実父の残した資料を元に飛行機の研究と開発を行っており、完成した時は真っ先にウェルキンを乗せようと考えていた。
『1』のマルベリー海岸戦闘後、敵の残兵の急襲による銃撃を受けて戦死した。彼女の死により、実父テイマーの血筋は途絶えた。
彼女の飛行機の研究と開発はリオンに引き継がれ、終章までにその飛行機は完成し、マーモットからの脱出を図るも絶望視していた、ウェルキンとアリシアを救出するという重要な役割を果たし、ウェルキンが飛行機に乗ったことにもなり、彼女の願いは叶った。
エピローグではウェルキンとアリシアの一人娘（イサラから見ると義理の姪に当たる）にイサラの名前が付けられている。
アニメでは戦死後に2階級特進が授与され、曹長になった。
『3』では『1』と同じく、16歳。ネームレスとの共同作戦で一緒になった際にイムカの武器ヴァールに対して助言をし、完成の手助けをした。後に、ナジアルでウェルキンやアリシアと再会したイムカはヴァールの完成の礼を述べようとしたが、その時には、イサラは戦死しており、それが叶うことはなかった。DLC「激突！ウェルキン対ダハウ」をクリアすると、自軍ユニットとして使用可能になる。DLC「イサラ、走る!」ではアスロン市に向かう途中、カラミティ・レーヴェンと交戦し、捕縛される。ジグと対面し、互いの素性を教え合い、カラミティ・レーヴェン加入を打診されるも、断った。その際、ジグから「頑固だ」と評された。そして、ジグに見逃され、ネームレスと合流し、共闘した。その共闘の際、ウェルキン達を一刻も早く援護したいという一心からいきり立つ気持ちをイムカに諫められ、落ち着きを取り戻す。また、リエラのヴァルキュリア化を目撃している。
『4』ではDLC「第7小隊との共同戦線」にて登場。レイリィに技術の助言をしてくれるよう聞き出し、別れの際に煙幕弾の設計図を手渡した。また、マイルズに好意を寄せられていた。幕間となる「技術者ふたり」をクリアすると、自軍ユニットとして使用可能になる。
フィギュアはセガプライズのエクストラフィギュア、タカラトミーアーツのカプセルフィギュア、トレーディングフィギュア がある。
ロージー (Rosie)
声 - 豊口めぐみ / 皆川純子、石黒千尋（幼少期）
27歳の突撃兵、伍長。曰く「第7小隊の切込み隊長」。本名は「ブリジット・シュターク」。
いささか乱暴な性格の女性で、以前は酒場で歌手をやっていた（そのときの芸名が「ロージー」）。またダルクス人に差別意識を持っているため、イサラが部隊にいることを快く思っていない。
生まれた村にダルクス人が多く住んでいたため、帝国のダルクス狩りの焼き討ちに遭って母親と弟を失い、それをダルクス人のせいだと恨むようになった。しかし、イサラとの出会いやファウゼンで起きた悲劇を境に内心に大きな変化が訪れ、マルベリー海岸でイサラを失ったのを機に逆恨み的な差別意識を捨てた。
戦後、歌手デビューを果たす。彼女の歌う「受け継がれる想い」は戦後復興中のガリア国民を励ました。イサラの命日には必ずその墓を訪れている。
『2』では29歳。ヨーロッパ全土で人気の高い歌手となっている。イサラの遺志を受け継ぎ、歌で差別を無くそうと活動している。ヴァリオ・クラーツのイベントに登場。
『3』では『1』と同じく、27歳。ネームレスと共闘している。本編クリア後のミッションを攻略すると自軍ユニットとして使用可能になる。
『4』ではDLC「第7小隊との共同戦線」にて登場。ラズとは互いに反目しあったが、最終的に互いの実力を認めた。クリアすると、自軍ユニットとして使用可能になる。
ラルゴ・ポッテル (Largo Potter)
声 - 江川央生 / 乃村健次
36歳の豪腕の対戦車兵。軍曹。第一次大戦にも参戦した古参の兵士。それゆえに何よりも経験を重視し、ひょっこり隊長となった軍務経験のないウェルキンには懐疑的。しかし口にした約定は違えず友情には厚く、また仲間思いである。そのため、ウェルキン不在時の第7小隊はラルゴが指示を出す。
中隊長のバーロット大尉は第一次ヨーロッパ大戦時の同僚であったため、他の面々とは異なり名前の「エレノア」で呼ぶ。
実家が農園だったため、野菜に対して強い思い入れを持ち、大地を踏みしめると（そこが不毛の砂漠であっても）両手でガッツポーズをとり「野菜万歳!」と雄叫びを上げてしまうポテンシャルがある。宿舎の裏で、（無断で）野菜を育てている。
戦後は実家の農園を復興させて野菜作りをすることが夢で、ガリア中を野菜畑にしたいと語ったことがある。
エピローグでは退役したバーロットに10年来の思いを込めて両手いっぱいの花束と指輪を贈りプロポーズ。結婚する。自身も大戦終結後、軍を退役し、故郷に戻って野菜農園の建て直しに尽力している。
『2』では、ウェルキンとアリシアの会話から無事農園を復興できたことがうかがえる。本編クリア後、とある条件を満たすと使用可能になる。
『3』では『1』と同じく、36歳。ネームレスと共闘している。本編クリア後のミッションを攻略すると自軍ユニットとして使用可能になる。
『4』ではDLC「第7小隊との共同戦線」にて登場。クリアすると、自軍ユニットとして使用可能になる。
ザカ (Zaka)
声 - 中井和哉
33歳の戦車兵（アニメでは戦車整備兵、操縦士）。軍曹。ファウゼンのダルクス人収容所のリーダーでレジスタンスの中心メンバー。第7小隊の工作作戦に協力する。子供の頃から工場で働いていたため、機械に強い。また戦車兵の経験があり、小型戦車・シャムロック号の戦車長として第7小隊に加わる。アニメはイサラ亡き後に配属され、エーデルワイス号の操縦と整備を担当する。
少なくとも表面上は悪意ある発言を受け流すような強い心の持ち主であり、また現実主義的で過去の恨みは抱かず今後のことを重視する。ダルクス布を頭にバンダナ状に巻いており、「了解しやした!」など、屈託のない癖のある口調をしている。
測量の癖で片目を瞑っていることが多いが両目とも視力は2.0。
戦後は戦争被害に遭った子供達を楽しませるため、ファウゼンの玩具工房を開く。100種類の形を作ることができる木製立体パズル「エニグマボックス」は渾身の一作で大ヒット商品となった。
『2』ではストーリー上では登場しないが、本編クリア後、とある条件を満たすと対戦車兵科として使用可能になる。
クライス・チェルニー (Kreis Czherny)
声 - 野島健児
整備兵→戦車整備兵・操縦士、上等兵→伍長、20歳
軍の研究開発所で主に兵器の修理とメンテナンスを担当。イサラの死後は、エーデルワイス号の整備と操縦を担当する。戦後は大学に復学し、修士課程に進学。航空工学を専攻し、寝る間を惜しんで、日々研究に励んでいる。新しい視点から導き出された自身の論文が近年注目され始めている。アニメではザカにポジションを取られたため未登場。
エレノア・バーロット (Eleanor Varrot)
声 - 田中敦子
35歳のガリア公国軍人。義勇軍第3中隊長、大尉。趣味は読書。第一次ヨーロッパ大戦の時は義勇軍で狙撃兵をしており、ラルゴとは同僚だった。前大戦後も軍に残り、『1』ではウェルキンやファルディオにとって直接の上官である。部下を見下すことをしないため、ダモンと異なり義勇軍メンバーとは一定の信頼関係を築いている。
前大戦後も軍に残っているのは、恋仲だったフレデリックを拷問して殺した帝国軍人ヨルギオス・ゲルドへの復讐のためだった。しかし、ラルゴから叱責を受け、囚われの過去から断ち切った。
エピローグでは軍を退役し出版事業を起こし、経営者として手腕を振るう。その後、ラルゴからのプロポーズを受け入れ、結婚。「エレノア・ポッテル」となり、休日には麦わら帽子を被りラルゴが復興した農園を手伝っている。
『2』ではストーリー上においては登場しないが、本編クリア後、とある条件を満たすと偵察兵科として使用可能になる。
『3』では『1』と同じく、35歳。ネームレスと協力して帝国軍と戦っている。『1』のセーブデータと連動、または『EXTRA EDITION』（E2）の説明書に記載されているパスワードを入力することで自軍ユニットとして使用可能になる。
ファルディオ・ランツァート (Faldio Landzaat)
声 - 櫻井孝宏
義勇軍第1小隊隊長であり、ウェルキン同様に戦車長である。首都の大学で民俗考古学を学んでおり、ウェルキンとは同級生で友人である。23歳。少尉。
ウェルキンによると、大学で彼を知らない女子はいないというほどの美形。軽い人間と思われがちだが、根は真面目な性格で愛国心や責任感が強く、大学では士官資格だけでなく参謀資格の授業も選択していた。
小国のガリアがこの先どうやって生き残れば良いか苦悩しており、そんな中アリシアがヴァルキュリア人であることに気付いたことから、彼女を瀕死にさせることで強制的に覚醒させる。最終決戦にて、第7小隊に敗れて暴走するマクシミリアンを道連れにして戦死。アニメではマーモット艦内にて道を開くために特攻して戦死。
『2』ではストーリー上においては登場しないが、設定されたパスワードを入力すると、対戦車兵として自軍ユニットで使用可能になる。
『3』では直接登場していないが、彼について言及された新聞記事が載っている。
ハンス (Hans)
声 - 池田千草
ハネブタと呼ばれる豚。背中に羽根のような物があるが空を飛ぶことはできない。クローデンの森で親を亡くした所をアリシアに拾われ、ウェルキンの許可を得て第7小隊の隊員になる。言葉を話すことはできないが人語を理解しているようで、伝令係などをこなし隊のマスコットになっている。
終戦後、ゲームではウェルキンに引き取られて『2』でも一緒に登場するが、アニメでは故郷に戻るマリーナにそのまま付いていった。
コスパからぬいぐるみが発売されている。

##### イーディ分隊
追加シナリオによる番外編に登場。マルベリー海岸攻略戦より後のとある任務で本隊とはぐれた隊員達が臨時に作った分隊。帝国軍が村を襲っているところに出くわし、イーディが張り切って分隊長を名乗り出た。分隊メンバーの5人は人気投票の上位5人とのこと。
アニメ版では、モブ扱いのリィンを除いた全員が第7小隊に配属されている。
『2』では、設定されたパスワードを入力すると、イーディ分隊全員が自軍ユニットとして使用可能になる。
『3』ではリィンを含めた6人全員が第7小隊に所属している。 DLC「激突!?イーディ対ダハウ」では、カラミティ・レーヴェンと遭遇し、戦火を交えている様子が描かれている。このミッションをクリアすると、イーディ分隊全員が自軍ユニットとして使用可能になる
イーディ・ネルソン (Edy Nelson)
声 - 鹿野優以
自称分隊長、突撃兵、上等兵、17歳。
お嬢様言葉を使うツインテールのツンデレ娘。出身地ではもてはやされていたため第7小隊のアイドルを自称するが、予想していない状況に対する対応は大の苦手で、パニック持ちと知られる。
突撃兵のリーダーということで明らかに場数を踏んでるロージーを一方的にライバル視しているが、足を引っ張ることで成り代わるような意図は好まず、あくまで正当な活躍で評価される事を望んでいる。ジャイアン並みの致命的な音痴だが、本人は歌唱センスがないことに全く気づいていない。
戦場のヴァルキュリア公式ブログ、陣中日誌 では進行役を務めておりその人気は高く、追加シナリオではめでたく志願兵初の主役を獲得した。
妹はランシール王立士官学校のG組突撃兵科に属するリコリス・ネルソン。
『2』では19歳。リコリスの様子を見にランシールに訪れる。リコリスのイベントと特定イベントのみの登場。自称、英雄兼アイドルと努力家という設定が追加された。
『3』では『1』と同じく、17歳。第3章のネームレスと第7小隊との共闘ミッションに出撃メンバーとして名を連ねている。
『4』では、追加ミッションDLC「先行特別作戦」をクリアすることで、イーディ分隊の中ではイーディのみが使用可能になる。
ホーマー・ピエローニ (Homer Peron)
声 - 庄司宇芽香
支援兵、上等兵、15歳。
虚弱体質なのに、戦場の危機に快感を覚える真性のマゾヒスト。不幸な美少年の自分に酔える。「陣中日誌」で相方のイーディに暴行を受けているが、ノってくるとそれも感じるらしく、時折イーディが畳み込む。エピローグでは義勇軍に残り伍長に昇進。
『2』では義勇軍の使者としてランシールを訪問したという見出しでロッテニュースに登場。
『3』では『1』と同じく、15歳。『3』にて、姉はガリア軍422部隊「ネームレス」No.23ことレイラ・ピエローニであり、今の性格が形成されたのは姉の教育の賜によると設定された。
ヤン・ウォーカー (Jann Walker)
声 - 平井啓二
対戦車兵、上等兵、27歳。
筋肉好きが高じてオカマに目覚めたマッチョ。ラルゴに惚れており、他の隊員に彼を（主に筋肉について）見習うよう諭している。時折、男の本性が現れる事があり、平常時とのギャップが激しい。 戦前はベビーシッターをしていた。『3』でも27歳。
リィン (Lynn)
声 - 川庄美雪
突撃兵、20歳。
同じ第7小隊に所属する支援兵カロス・ランザートの恋人。ダルクス人で生真面目な性格であり差別を恐れており、条件を満たさないと登場しない隠れキャラになっている。イーディ分隊大作戦において、イサラが死んだことを機にその夢を受け継ぎ、ダルクス人への偏見と差別に立ち向かう決意を固めた事を明かしている。
所持するポテンシャルから最強の突撃兵とも称されるがアニメではイーディ分隊のメンバーで唯一第7小隊に配属されなかった。ドラマCDにてカロスの恋人という形で名前は出なかったものの、最終話でモブ扱いとして故郷に戻ったカロスに抱きつく形で登場。『3』で第7小隊の隊員としてガリア戦役を戦い抜いたことが明らかになる。なお、『3』でも『1』と同じく、20歳。
スージー・エヴァンス (Susie Evans)
声 - 戸塚利絵
偵察兵（『2』では支援兵科）、上等兵、19歳、後頭部の辺りに桃色の大きなリボンを結んでいる。
貴族の令嬢で博愛主義者という戦場には向かない人物だが、分隊大作戦の中でイサラが死んだことを機に戦争を終わらせるために銃を取る覚悟を決めた事を明かした。
アニメでは出身地がブルールとされ、自警団の団員として第1話から登場。家は資産家で、エヴァンスカンパニー社などの企業経営も行っている。
『3』でも『1』と同じく、19歳。
マリーナ・ウルフスタン (Marina Wulfstan)
声 - 阿川りょう（『2』までは臺奈津樹名義）
狙撃兵（2では偵察兵科）、上等兵、24歳
孤独を愛する美人スナイパー。騒がしいのは嫌いで口数も少ない。可愛い動物が好き。本業は猟師で、幼少時から父親に狙撃の技術を厳しく鍛えられていた。『3』でも『1』と同じく、24歳。

##### その他の隊員
アイシャ・ノーマン (Aisha Neumann)
声 - 伊藤かな恵 / 井上ひかり（アニメ）
突撃兵、12歳。
12歳で中学の軍事教練を修了した天才少女。本来国民皆兵制度は15歳以上の男女に適用されるものだが、彼女に限り特例で認められた。
『2』ではストーリー上においては登場しないが、本編クリア後、とある条件を満たすと使用可能になる。
カロス・ランザート (Karl Landzaat)
声 - 坂熊孝彦
支援兵（『2』では技甲兵科）、21歳。
リィンの恋人。
『2』ではストーリー上においては登場しないが、本編クリア後、とある条件を満たすと使用可能になる。
オスカー・ベイラート (Oscar Bielert)
声 - 外村茉莉子
狙撃兵（『2』では突撃兵科）、16歳。
ベイラート兄弟の兄。いわゆるブラコン。
『2』にて出身地がユエル市であることが判明。7月のロッテニュースにてG組の救援に感謝しているという手紙を送っている。本編クリア後、とある条件を満たすと使用可能になる。
エミール・ベイラート (Emile Bielert)
声 - 日比愛子
狙撃兵（『2』では支援兵科）、15歳。
ベイラート兄弟の弟。ホーマー同様病弱体質のため、療養地で静養していたが兄の危機を知り志願する。リィン同様条件を満たさないと登場しない隠れキャラ。アニメでは最初から配属されている。
『2』にて彼の描く絵がクロエ・プリクセンに大きな衝撃を与え、彼女と共に絵を描くようになる。本編クリア後、とある条件を満たすと使用可能になる。
ミンツ (Mintz)
声 - 菅沼久義
支援兵、上等兵、15歳。
『-wish your smile-』の主人公。7年前に帝国の爆撃で家族を失い、孤児院で育ったダルクス人の少年。第2次大戦の勃発で国民皆兵制度により徴兵される。元々臆病な性格のため、過去のトラウマから大きな音を聞くと気を失ってしまう事がある。脱走しようとしたが、帝国兵に見つかり射殺されそうになった所をユリウスに助けられ、以降コンビを組む。鉱石採取が趣味。
『2』ではストーリー上においては登場しないが、パスワードを入力することでユニットとして使用することが可能。
ユリウス・クローゼ (Julios Croze)
声 - 三宅淳一
狙撃兵（『2』では偵察兵科）、伍長、24歳。
『-wish your smile-』のオリジナルキャラクター。元は第3小隊の隊員だったが第7小隊へ転属となった。きわめて優秀な能力を持ち何でも器用にこなすが、他人にはほとんど心を開く事が無い。
『2』ではストーリー上においては登場しないが、パスワードを入力することでユニットとして使用することが可能。
ラマール・ヴァルト (Ramal Valt)
声 - 成瀬誠
第1小隊所属、突撃兵、軍曹、15歳-16歳、155cm、53kg
アニメオリジナルキャラクターで、第1小隊隊長ファルディオ付きの下士官。当初はダルクス人であるイサラを毛嫌いしていたが、徐々に好意を抱くようになる。
ファウゼン解放戦ではイサラとコンビを組み帝国軍の戦車を奪い装甲列車エーゼルの破壊することに成功した。
ナジアル会戦で、セルベリアの振るうヴァルキュリアの力からファルディオを庇って戦死する。それを目の当たりにしたファルディオが、強硬手段に出るきっかけを作ることになった。
『2』ではストーリー上においては登場しないが、パスワードを入力することでユニットとして使用することが可能。
ヴァイス・イングルバード (Vyse Inglebard)、アイカ・トンプソン (Aika Thompson)、ファイナ・セラーズ (Fina Sellers)
声 - 河本啓佑、安田早希（『1』）→藤堂真衣（『3』）、池田千草
3人とも『エターナルアルカディア』からのゲスト。詳細は「エターナルアルカディア#『戦場のヴァルキュリア』へのゲスト出演」を参照。
『3』では第3章の第7小隊との共闘ミッションに出撃メンバーとして全員が名を連ねている。本編クリア後のミッションを攻略すると自軍ユニットとして使用可能になる。

#### 政府・軍関係者
コーデリア・ギ・ランドグリーズ (Cordelia Gi Randgriz)
声 - 能登麻美子
代々ガリアの元首を務めるランドグリーズ家の現当主。16歳（『2』では18歳）。ランドグリーズ家は「ヴァルキュリア人の血を継いでいる」と言われるが、実際のところランドグリーズ家は「ダルクス人の家系」であり国民にそのことは隠している。
16歳と若年なこともあり大公には即位しておらず、国政は宰相ボルグに委ねている。自らの意思を表すことはほとんどなく、無気力な態度が目立つ。
9章「7月事件」で連邦によって拉致されかけたが、第7小隊により救出される。この時のウェルキンの教えを胸に徐々に自分の考えを示すようになっていった。なお、アニメではウェルキンではなく一緒に拉致されたアリシアに一喝されたことで目を覚ます。
戦後には国民にランドグリーズ家と歴史の真実を公表し、大きな衝撃を与えるが、多くの国民から支持されて大公に即位することとなった。国内外からの婚姻の話が相次いでいるが独身を貫いている。
18歳となった『2』ではかなり積極的な性格になっており、かつてのように宮殿に引き籠もることなく、危険を承知の上で革命軍の被害を受けた各地を慰問している。G組小隊に護衛された際には、感謝の気持ちとして、アバン達にかつて、「7月事件」の解決の後にアリシアから渡され、自身が食べたシナモンパンと全く同じパン（自作の物）を渡している。革命軍がランドグリーズを占領した際に一時的に囚われの身となる。G組と革命軍の最終決戦では自ら海軍を率いて駆け付け、革命軍を壊滅させた。
マウリッツ・ボルグ (Maurits von Borg)
声 - 柴田秀勝
68歳の侯爵。ガリア公国の宰相でランドグリーズ家とも縁続きのボルグ侯爵家の当主。若年のコーデリアに代わり国政を治めている。貴族政推進派であるため、民主化を目指した先代の大公とは対立していた。
国家存亡の危機においても祖国より自らの地位を最優先する野心家。開戦とともに連邦にすり寄るも7月事件によって裏切られる。ついで交戦中の帝国に取り入ろうとしてマクシミリアンと内通するようになるが、最後にはマクシミリアンに裏切られて処刑された。
アニメではコーデリアの拉致はボルグと連邦が結託して行ったことになっている。帝国と内通することは無く、マクシミリアンがマーモットでランドグリーズに突入してきた際にも驚いた様子であった。マクシミリアンに処刑される描写もなく物語からフェードアウトした。
ゲオルグ・ダモン (Georg Von Damon)
声 - 塩屋浩三
ガリア中部方面総司令官、大将、54歳。
ダモン家は代々軍人の家系であり、彼自身も軍人の道を選んだが、軍事の才能は無く、軍人らしかぬ肥満体である。中隊長として従軍した一次大戦では多くの部下の命を無駄に犠牲にしており、『3』の断章「カリサの格言」では一次大戦でボーガー市から逃げ出したことが示唆されている。ボルグ家と縁続きであったため、ボルグが宰相になると戦歴に反比例して昇進が早まった。第二次大戦で再び帝国と開戦するとボルグの意向で中部方面軍の司令官に任じられた。
無能な将軍であるが貴族としてのプライドだけは非常に高く、庶民を見下し、部下を使い捨ての駒としか思っていない。ダモンには誰もがおべっかを使うが、バーロットだけは公然と意見してくるため彼女を恨み、義勇軍に執拗に絡んでくる。DLC「撃て、セルベリアと共に」のギルランダイオ防衛戦では条約違反の毒ガスを使用する など卑怯な性格である。
15章「ギルランダイオ攻略戦」でも義勇軍第7小隊による要塞攻略の手柄を横取りしたが、その結果セルベリアの自爆に巻き込まれ正規軍の彼の部隊もろとも消滅した。
アニメでも味方側から第7小隊の足を引っ張る厄介な存在であったが、アニメだけの展開でアリシアがヴァルキュリア人と判明すると彼女を正規軍に転属させて第7小隊と切り離し、その後彼女のヴァルキュリアの力を使って連戦連勝の戦果をあげた。最期はゲーム版と同様。
カレルヴォ・ロドリゲス (Calvaro Rodriguez)
声 - 岸野幸正
第7小隊の軍事教練担当教官。階級は軍曹。鬼教官として名を馳せている。「戦場においては貴賎貧富や老若男女、人種などは関係なく、プライドや差別感情ばかりで弱い兵士は、戦死してウジまみれになるだけである」という彼なりの冷徹な戦場訓を持つ。
一次大戦では対戦車兵として活躍し、「デビル・ロッド」の異名を取ったという
『2』にて本名が判明。エピローグでは第7小隊隊員のジェーン・ターナーに後を任せてランシール王立士官学校に着任。G組の軍事教練を担当する。
リオン・シュミット (Leon Schmidt)
声 - 小野坂昌也
整備兵、上等兵、20歳。
軍の研究開発所で主に兵器の研究と開発を担当。整備中や開発中の機材を試運転と称して乗り回すのが趣味。
イサラの夢であった飛行機の魅力に取り付かれ、彼女が戦死した後も開発を続行し、『1』のラストで完成させてウェルキンとアリシアを崩壊するマーモットから間一髪で救出した。それまで兵器開発以外には目立った活躍がなかったが、最後にもっとも良い場面をかっさらった人物である。
戦後は飛行機を操縦した時のスピードに魅せられてプロレーサーとなる。初出場のレースで優勝するなど、ヨーロッパ各地を転戦しながら、華々しい活躍を続けている。

#### 民間人
イレーヌ・エレット (Irene Ellet)
声 - 進藤尚美
従軍記者、25歳。
ラジオGBS所属で第二次ヨーロッパ大戦の取材をしていたが帝国のガリア侵攻以後、従軍記者になった。ウェルキンの思想に共感を覚え、第7小隊の従軍記者として取材を行うことになる。
『1』の終盤、ウェルキン達がイェーガーをヴァーゼル橋で撃破し、ランドグリーズに進撃中であるということをラジオGBSから臨時ニュースで伝え、ガリア国民にまだ希望は残っており、最後まで困難に立ち向かう強い心を持つよう訴えていた（本人曰くイレーヌ・エレットとしてウェルキン達と一緒に戦いたいとのことからこのような行動に出た。また、「エレット」という名前での最後の大仕事であるとも言及している）。
作中では専ら姓で呼ばれるが、物語の終盤では、「ガリア戦線記」の著者「イレーヌ・コラー」が、戦後結婚して姓の変わった彼女のことであることが明かされる。なお、『1』ではこの本を読み進める形でストーリーが進行するが、その際のタイトルコールとナレーションを行っているのは彼女である。
『2』での直接の登場はないが、ロッテ・ネッツェルは彼女に憧れていることをアバンに告白している。
マーサ・リッポネン (Martha Lipponen)
声 - 斉藤貴美子
ギュンター家使用人、38歳。
若い頃からギュンター家で働いていた、恰幅のいい女性。母を早くに亡くしていたウェルキンやイサラにとって、母親代わりの人。5人目の子供を身ごもっていたが、帝国軍の進撃と同時に陣痛に襲われ、戦車の中で新たな命を産むという稀有な体験をする。
『1』の終盤、エレットのラジオGBSの放送（ウェルキン達がイェーガーを撃破してヴァーゼル橋を突破し、ランドグリーズに進撃中との臨時ニュース）を聞いて、ウェルキンにエールを送っていた（5人目の子供もそれに呼応するように声を発していた）。

#### その他
ベルゲン・ギュンター (Belgen Gunther)
声 - 高塚正也（TVアニメ）
ウェルキンの父で、イサラの養父でもあり、『1』エピローグに登場するウェルキンとアリシアの一人娘イサラの祖父に当たる。第一次ヨーロッパ大戦での英雄で、ガリア国内でギュンター将軍の名は広く知られている。指揮官として戦況視野が広く火力と数で劣るガリア軍を軽装戦車である事を活かした高機動戦術を用いる事で侵攻してきた帝国軍を撃退せしめ、現在のガリア軍の武装と戦法の礎を築いた。
親友のテイマー以外の人間には多弁ではなかったそうだが、息子のウェルキンによると休日に一緒に出かける時は明るく元気な父親だったとのこと。
テイマーが亡くなった時に、イサラを養女として迎え入れた。物語が始まった時点では既に病没。アニメでは回想シーンのみ登場。
漫画版『戦場のヴァルキュリア』では、「ガリアの蒼き一角獣」と呼ばれている。ウェルキンによれば生前、戦車のことについて話していたが、妻（ウェルキンの母）が戦火に巻き込まれて亡くなってからは話さなくなったそうである。
テイマー (Theimer)
イサラの実父。ダルクス人であるが高い技術力を持つためガリア軍開発局の技師を務め、戦車をはじめ様々な兵器開発に携わる。この貢献から敬意を込められて名前を冠した銃器類もある。エーデルワイス号は当時のテイマーが持ちうる最高技術の結晶。
根っからの機械好きで、仕事とは直接関係のない飛行機の資料を集めていたりした。
防戦向け軽装戦車に限界を感じ攻勢型戦車の必要性を訴えるが、親友ベルゲンの活躍で現行戦法に自信を持った軍部に却下された。
イサラが生まれてまもなく不慮の事故により死亡。この時、夫人も亡くなり生まれたばかりのイサラだけが残されたためベルゲンが引き取った。
イサラ・ギュンター (Isara Gunther)
声 - 桑島法子
『1』エピローグに登場するウェルキンとアリシアの一人娘で、イサラとは義叔母と義姪、ベルゲンとは祖父と孫娘の関係である。名前はイサラから付けられている。生年は不明だが、『2』でウェルキンとアリシアがエイリアスと対面した時点ではまだアリシアのお腹にいた。

### 東ヨーロッパ帝国連合
マクシミリアン (Maximilian)
声 - 福山潤
ガリア方面侵攻部隊総司令官、階級は大将、29歳。
皇帝の実子であるが、母親が身分の低い妾であるため嫡子と認められず「準皇太子」の称号を与えられた。
母を殺害されたことから父や帝国を憎んでおり、復讐心を抱いている。ガリアに古代ヴァルキュリア兵器が秘匿されていることを掴んだマクシミリアンはこれを手に入れるためにラグナイト資源確保を名目にガリア侵攻を提案し、ガリア方面侵攻部隊総司令官の地位に収まった。
徹底した能力至上主義者であり、能力のある者は身分を問わず取り立てる。セルベリアやイェーガーを取り立て、ダルクス人部隊であるカラミティ・レーヴェンを使う事も厭わない。しかし、期待に応えられなかった部下は容赦なく切り捨てたり、自らの立場を危うくする力を持つ存在としてヴァルキュリアの事を恐れ、その力を持つセルベリアには嫉妬まで向けている等、その本質は非常に利己的である。その為、ナジアル会戦以外では戦況を無視してセルベリアを投入しようとしなかったばかりか、ガリア側のヴァルキュリアであるアリシアに敗北したのを機に、それを口実に彼女へ自爆を命令した挙句に捨てている身勝手さを見せている。
フェルスター博士のスポンサーであり、力への渇望から自らに人造ヴァルキュリア化を施させた。『1』の終章において人造ヴァルキュリア化して第7小隊と交戦するも敗北。第7小隊を道連れにしようとするがファルディオの捨て身の行動で阻止され、彼と共に下層部に落下して死亡した。アニメではファルディオは登場せず、自ら下層部へ身を投げて自殺した。
キャラクターデザインを手がけた本庄雷太によると、当初は黒髪黒衣という風貌にするつもりだったが、後述のドライ・シュテルンの黒とかぶるため、白に変更したという。また、帝国への復讐に燃える黒髪黒衣の皇太子という設定は、余りにも「当時ブームとなったアニメの主人公」に既視感が過ぎたため、決定稿では金髪白衣の皇太子へと変更された。
ちなみに声優については、そのアニメ同様に同じ福山潤が務めている。また、マクシミリアンを葬ることになるファルディオも、「前述のアニメにおいて主人公を葬る人物」と声優が同じ櫻井孝宏であり、セルベリアを演じる大原さやかは「ミレイ・アッシュフォード」と「ルルーシュの幼少期」を演じており、スタッフによる遊び心が垣間見れる。
『2』にはストーリー上は登場しないが、パスワードを入力することで自軍ユニットとして使用することが可能。
『3』では『1』と同じく、29歳。イベントシーンでのみ登場。ダハウのことを「ダルクス人でなければ将軍が4人になっていた」と高く評価していたものの、ダルクス人であることを理由に将軍にすることはためらっている。同時に彼が自分に対して明確な忠誠心を見せないことを警戒していた。DLC「セルベリア、ナジアルを征く」をクリアすると、自軍ユニットとして使用可能となる。なお、このエピソードの中で、「優れた遺物だけを残して、ヴァルキュリア人は滅ぶべき種族である」という旨を心中で呟いており、ヴァルキュリアを利用していながらそれを恐れている事とその力に嫉妬している利己的振りが強調されている。
『4』では直接登場せず名前や存在が語られるのみ。

#### ドライ・シュテルン
マクシミリアン直属である3将軍。ガリア北部はベルホルト・グレゴール、中部はセルベリア・ブレス、南部はラディ・イェーガーがそれぞれ侵攻し、部隊の指揮官を務めた。
物語ではファウゼンにてグレゴールが、キルランダイオ要塞にてセルベリアが戦死。唯一最後まで生き残ったイェーガーも自力で祖国フィラルド王国の復興を選択し、戦闘放棄して実質的に帝国軍から逃亡。ドライ・シュテルンは壊滅した。
セルベリア・ブレス (Selvaria Bles)
声 - 大原さやか
中部ガリア方面侵攻部隊指揮官、大佐、22歳。ドライ・シュテルンのメンバーの中では最年少。
帝国軍の女将校。伝説のヴァルキュリア人の末裔であり、その血を強く継いでいるため長い銀髪と赤い瞳を有する。東ヨーロッパの小国に生まれるも帝国の侵攻を受けた際にヴァルキュリアとして見出され、研究所へ送られた。幼い頃から研究機関で実験体とされていた所をマクシミリアンに救われ、忠誠を誓っている。
ゲーム中では初めてプレイヤーの前に現れるヴァルキュリアであり、ヴァルキュリア化した際には圧倒的な強さで第7小隊に襲いかかる。14章にてヴァルキュリアとして覚醒したばかりのアリシアに敗れ、マクシミリアンに自爆を命じられる形で捨てられる。15章「ギルランダイオ要塞戦」にて捕虜となるが、第7小隊と捕虜となった帝国兵を巻き込まないよう取り計らい、ヴァルキュリア人の力を使いダモンと正規軍を巻き込む形で自爆する。アニメでは捕虜になる前にガリア正規軍を巻き込んで自爆した。
ヴァルキュリア化しないで戦う場合は、マクシミリアンから賜った専用ライフル「Ruhm」を使用して戦う。
研究所で四六時中ラグナイトに囲まれていたトラウマからラグナイトの光が苦手で、治療のためのラグナイトを携行することを嫌い、替わりに専属の支援兵にそれを持たせて戦場に赴いている。無心になれるという理由から趣味は料理。
『2』にはストーリー上は登場しないが、パスワードを入力することでユニットとして使用することが可能。
『3』では『1』と同じく、22歳。ヴァルキュリアの力でイムカの故郷ティルカ村を滅ぼしており、彼女に仇と狙われている。また、DLC「セルベリア、ナジアルを征く」では、オドレイと戦火を交える様子が描かれている。このミッションをクリアすると自軍ユニットとして使用でき、リエラと同じく11章中盤から特殊コマンド「ヴァルキュリア化」が使用可能になる。
『4』では追加断章「ふたりのヴァルキュリア」に登場、大戦2年前なので推定20歳、階級は中佐。クライマリアとは同じ研究所の出身で、クライマリアのヴァルキュリアとしての能力を測るべく「特殊能力調査試験」と称した1対1の実戦訓練にベルガーの命でジークヴァルラインに派遣される。攻撃出力そのものは最高傑作とされる自身をも凌駕するが、力を完全に制御できず「最強にして最弱のヴァルキュリア」と断じた。ベルガーには「破棄」はせず実戦訓練に移行すべきと具申、結果的にクライマリアを救う。同じ研究所出身のヴァルキュリアとして辛い過去を共有する者同士、相通ずる部分があったようで、いつか己の命を懸ける価値のあるもの、自分のいるべき場所となる出会いがあると生き抜くことを諭す。追加断章クリア後は、ヴァルキュリア状態で「偵察兵」として使用が可能になる。
フィギュアはエンターブレインによる1/6フィギュア、アルターの1/7フィギュア、タカラトミーアーツのカプセルフィギュア、トレーディングフィギュア が、また『三国志大戦3 WAR BEGINS』のSR孫尚香のイメージとして出演している。電撃文庫を主体とした格闘ゲーム『電撃文庫 FIGHTING CLIMAX』では家庭用版追加キャラクターで最終ボスとして登場（条件を満たせばプレイヤーも使用可能になる）、ただしこのセルベリアはセルベリア本人ではなく本作の黒幕である絶無が変身したもの。追加要素版の『IGNITION』にて本人が出演。電撃文庫のヒロインや主人公に軍人らしい佇まいで応じたり、年相応の女性らしい顔を引き出される姿も見れる。また、バンダイナムコゲームスのクロスオーバー作品『PROJECT X ZONE』では敵キャラクターとして登場。
ラディ・イェーガー (Radi Jaeger)
声 - 大塚明夫
南部ガリア方面侵攻部隊指揮官、少将、36歳。
かつて帝国に併合された小王国・フィラルド出身の将軍で祖国の復興と独立を目指し、マクシミリアン幕下に加わる。優れた戦略眼を持ち、マクシミリアンからも厚い信任を寄せられている。
専用の重戦車ヴォルフ（終盤では改良型のケーニヒヴォルフ）に搭乗して戦う。『1』では5章「クローデンの森の戦い」でヴォルフに搭乗して第7小隊と初めて交戦し、敗れたものの被害を最小限に止めて鮮やかに撤退した。15章「ギルランダイオ要塞戦」にてセルベリアが死亡した為、ドライ・シュテルン最後の1人となり、17章「ヴァーゼル橋突破作戦」においてケーニヒヴォルフに搭乗して再び第7小隊に挑むが敗北。第7小隊が見せた「国を愛する者の不屈の戦い」に感化され、自分の力で祖国を解放する決意を固め、戦場から去る。ドライ・シュテルンのメンバーの中で唯一ガリア戦役を最後まで戦い抜いて生き残り、終戦を迎えた。
アニメではマクシミリアンの飽くなき野心に愛想を尽かして彼の下を離れようとしたが、マクシミリアンに拳銃で撃たれた。死亡したと思われていたが、最終話ではイーディとホーマーの後ろにイェーガーらしき人物が確認できる。
『3』にも登場。『1』と同じく、36歳。ダハウ断章では似た境遇にあるカラミティ・レーヴェン隊長ダハウと激励し合っていた。ヴォルフに搭乗して部隊を率いてギルランダイオから出撃しようとした際、奇襲して来たネームレスを迎撃している。
終戦後についての消息は不明だったが、『3』のDLC「終戦、そして旅立ち」である程度明かされた。なお、このエピソードの中で国づくりの必要なのは国土でも国名でもなく、人（人間）であり、今の自分に必要なのは同じ志（フィラルド王国再興）を持つ強き民で、それこそが国にとってかけがえのない財産であり、これから各地を放浪し、そのまだ見ぬ仲間達を捜す旅に出ることを決意している（国は自分達フィラルド人の胸（心）の中にあり、天に広がる星々の如く世界中に散らばる同胞達を集めるのが自分の使命とし、蒼き天に自分の新しい人生の始まり（フィラルド王国復興への道）を祝福してくれと叫んだ）。これをクリアすると自軍ユニットとして使用可能となる。
ベルホルト・グレゴール (Berthold Gregor)
声 - 大塚周夫
北部ガリア方面侵攻部隊指揮官、少将、51歳。ドライ・シュテルンのメンバーの中では最年長。
マクシミリアン幕僚の初老の将軍。皇室と繋がりがある伯爵家出身。皇帝に絶対的忠誠を誓っており、マクシミリアンを監視するために彼の部下となった。
キャラクターモチーフは第二次大戦のナチス・ドイツ武装親衛隊将校。鋭角な鼻とこけた頬、刈り上げられかっちりと固められた髪型、乗馬ズボンという、ある意味テンプレートな容姿となった。
帝国至上主義者であり、他民族を蔑視している。特にダルクス人に対する差別心が強く、ファウゼンにおいてダルクス人を強制収容所送りにして過酷な強制労働を行わせていた。
勝利のためには手段を選ばず、必要とあらば部下を犠牲にすることも厭わない。その一方で『3』において、奇襲を防ぐために野戦に打って出ることを進言したダハウに対し、「これ以上兵の犠牲が増えて帝国の威信に傷を付けては皇帝陛下に申し訳が立たん」と述べて却下している。ただし、その発言と行動に矛盾している部分がある点からも、実際はダルクス人であるダハウに手柄を取らせたくないという利己的な動機からである可能性も否定出来無い。
帝国の力を知らしめるため圧倒的な戦力差で勝利することを旨とする。帝国の力を信じるがゆえに「ヴァルキュリアの力」に頼ることには懐疑的 で、セルベリアに対して良い感情を持っていない。
かつてイェーガーとの戦いで脚を負傷しておりいつも杖を突いているが、当時の遺恨は持っていないらしく、イェーガーとはチェス仲間である。
最期は装甲列車エーゼルに搭乗して第7小隊と戦うも、橋を爆破されてエーゼルごと川に落下、沈没して戦死した。アニメでは川に落ちることなくエーゼルの爆発で戦死した。原作、アニメ共にドライ・シュテルンのメンバーの中で最初の戦死者となった。
『3』では『1』と同じく、51歳。イベント部分にのみ登場。その有能さはボルジアからも一目置かれていた。リディアやジグからは嫌われていたが、ダハウからは評価されていた。

#### その他の帝国の人物
ヨルギオス・ゲルド (Giorgios Geld)
声 - 岸野幸正
北部ガリア方面侵攻部隊中隊長、大尉、43歳。
他者の苦しみを喜びとするサディストで、残虐非道な手段を好む。入隊後、その性癖が増長し、捕虜虐待などの事件を引き起こしたとされる。大尉の地位も、残虐非道な方法で戦績を積み上げて手に入れたもの。
一次大戦においてバーロットの恋人フレデリックを捕虜虐待の末に殺害した人物。この件はバーロットに深い遺恨を残し、彼女はゲルドに復讐することを誓った。この当時の捕虜虐待の罪で禁固刑に処せられている。
ガリア戦線では民間人を捕虜にとって撤退しようとしたが、バーロットの命を受けて出動した第7小隊によって阻止され、捕虜となった。その後、捕虜交換で釈放され帝国軍陣地に戻るも、ダルクス人以外の民間人を人質にしたことがマクシミリアンの耳に入り、軍規違反の罪に問われ、軍法会議にかけられた末に処刑された。
カール・オザ・ヴァルド / カール・オザヴァルド (Karl Oswald)
声 - 岡本寛志
中部ガリア侵攻部隊第5中隊所属、支援兵（「撃て、セルベリアと共に」）→偵察兵（ゲーム本編）。
DLC「撃て、セルベリアと共に」の主人公。戦争開始から2日後のギルランダイオ攻略戦にて、セルベリア隊の支援兵が怪我をしたため急遽補充される。
攻略戦での功績が認められ「鉄人オザヴァルド」の異名を持つようになった。それによって自信が付き、支援兵から偵察兵へ兵種転換した。
『3』でも、セルベリアと共にエース兵として登場する。
DLC「撃て、セルベリアと共に」と『3』のDLC「セルベリア、ナジアルを征く」で自軍ユニットとして使用できるが、ゲームグラフィック及び能力は他の一般的な帝国兵と変わりない。『3』では他の帝国兵と同じく声を発しない。
敵エースの名前は開発スタッフの名前を元にしている。モデルは制作スタッフの小澤武。
アニメでは新たにキャラクターデザインが起こされている。階級が少尉 となり、出世と引き換えに、中央からマクシミリアンとセルベリアを監視するため派遣された。親孝行息子。中央からは捨て駒扱いだったが、セルベリアに助けられた事で監視役を辞めて彼女の副官的な立場になる。セルベリア亡き後、彼女の死をなんとも思っていないマクシミリアンを通路で詰問するが、その場で射殺された。

#### マクシミリアンの家族
皇太子
声 - 緑川光
アニメオリジナルキャラクター。帝国の第一位の皇位継承権者。マクシミリアンの異母兄弟。兄か弟かは不明。本名も不明。妾腹のマクシミリアンを蔑んでいるが、同時に自分の皇太子の地位を脅かす存在と見て危険視もしている。彼の腹心の貴族たちがその意を汲んでマクシミリアンの暗殺を計画するが、救援に駆け付けたセルベリアが暗殺団を壊滅させたため計画は失敗した。
しかし、その後もマクシミリアンへの敵意を隠さず、ガリア侵攻が停滞したのを機にマクシミリアンの指揮権剥奪を提案する。これを受けてマクシミリアンは短期決戦に打って出るしかなくなり、セルベリアを投入してナジアル会戦に及ぶこととなった。
ゲームには登場しないが、ラフデザインがあるといい、アニメの皇太子はそれを元にデザインされたという。
皇帝
声 - 矢田耕司
アニメオリジナルキャラクター。帝国の最高権力者。マクシミリアンと皇太子の実父。ガリア戦線から凱旋したマクシミリアンと謁見する。

### 大西洋連邦機構
ジャン・タウンゼント (Jean Townshend)
声 - 平井啓二 / 平野正人
45歳（『2』では47歳）。
連邦外務省の高官で特命全権大使。
コーデリア姫を保護を名目に拉致してガリアを保護国にしようと企む。アニメでは宰相ボルグも姫の拉致に協力している。
『2』でも引き続き大使を務めている。公にはコーデリアを支持しているが、裏では革命軍総統ギルベルト・ガッセナールと通じており、ガリアを連邦の勢力下に置くべく、革命軍に連邦の兵器や武器弾薬を供給している。バルドレンがギルベルトを暗殺した後は、彼に脅される形で補給援助を強制させられる。『2』の最終決戦で沈没した戦艦ダンダリアスに乗艦していたが、生死については不明とされている。
『4』ではDLC「第7小隊との共同戦線」にて登場。ガリア義勇軍との合同演習をE小隊に命じた他、ランドグリーズでの更なる従事（恐らくコーデリアの拉致）を命じたが、クロード自ら辞退した。

## 戦場のヴァルキュリア2
この節では戦場のヴァルキュリア2から登場する人物について解説する。『2』ではガリア国内の内乱が描かれており、士官学校生による部隊とガリア革命軍による戦いが物語の中心となる。年齢は『2』準拠。

### ランシール王立士官学校

#### G組
アバン・ハーデンス (Avan Hardins)
声 - 吉野裕行
全兵科に対応（作中アニメーション及びメディアミックス、『2』及び『3』での一部イベント出撃では偵察兵）、17歳。
『2』の主人公。ヒートホルン村 出身。赤毛の癖毛と同色の目が特徴。
性格は何事にも積極的で熱血タイプだが考えが浅いいわゆる「バカ」。だが、何者も恐れず、常識に囚われず、普通に考えればバカで危険な真似でも平気でやってのけ、結果的に大事な仲間たちを守ってみせるため、次第にリーダーとしての人望を集めることになっていく。
兄の死の真相とそれに絡む「特殊任務」の内容を知るためランシールへ入学し、落ちこぼれの集まりであるG組に編入。成り行きでゼリ、コゼットとトリオを組むことになり、更には学級委員長（部隊長）になる。先の大戦では義勇兵ながら「赤き獅子」と称される英雄的な対戦車兵だった兄のレオンを深く尊敬しており、形見の手帳と写真を常に携帯している。
学業は最低のCランクを総なめにする問題児だが、実技は全て最高のAランク評価。このため『2』ではアバンだけが全兵種を選択可能。レーヴァテイン杯での活躍の際に、フェルスターによりユリアナとアバンの2人は特殊任務への適性を見出された。その単純明快な前向きさと、常に仲間の事を考えそして信頼する姿勢は、自分達を落ちこぼれとし、志気も低かったG組メンバーの意識を着実に変えていき、最終的には、G組のレーヴァテイン杯優勝、ガリア内乱終結に大きく貢献することになる。
卒業後は軍を離れ、ガリア各地を周りながら復興の支援を行っている。
『3』にて少なくとも2年以上はメルフェアにて出稼ぎのため働いていたことが判明。この時点で、15歳。メルフェアに迫る巨大戦車エヒドナ撃退のため、単独で正規軍に救援を要請しに走り、ネームレスと共闘することになる。本編クリア後のミッションを攻略すると使用可能になり、2と同様に兄やゼリ、コゼット、ユリアナとの共闘も可能になる。だが、空腹になると突然行動終了する欠点も持つ。
ゼリ (Zeri)
声 - 神谷浩史
突撃兵科（裸眼ゼリでは技甲兵科、『3』では突撃兵）、17歳。
アバンとは腐れ縁のダルクス人。ランドグリーズ出身。アバンとは対照的に冷静で知的。
G組においては作戦参謀として活躍する。学業トップの天才児ミシュリットに次ぐ成績。しかし、ダルクス人差別を受けると熱くなるという一面も持ち合わせている。だが、その憤りは外にではなく内面にこそ向けるものだと信じている。武勲を挙げて名声を手に入れ、自分がガリアの英雄となることでダルクス人差別を無くすためランシールに入学した。学内では密かにファンクラブが結成され、クラスメイトの中にストーカー（メリッサ）がいるほど。
当初はいきがかりでグループにさせられたアバン、コゼットに対して露骨に嫌な顔をしていたが、次第にアバンの痛快な活躍を認めるようになり、やがては無二の親友となる。コゼットに対しては恋愛感情をあまり意識しない女友達として交流を深めていく。
ダルクス人でありながら、その功績によって認められたテイマー技師を深く尊敬している。当初、気位の高いユリアナとは反目していたが、テイマーの書物に関する意見交換などを経て交流を深め、互いに好意を抱くようになっていくがユリアナの戦死に遭遇し彼女を看取る羽目になってしまった。
卒業後はガリア陸軍に入隊し、少尉となる。いまだ軍内の根強いダルクス人差別がある中、頭角を現しているという。ユリアナからもらい受けたお守りが今でも彼を守っている。
『3』では2年前のガリア戦役当時、盗人の疑いを掛けられていたところをクルトに助けられる。彼との出会いから軍人を目指すきっかけが描かれるほか、グスルグからは「自分を変えてくれるような特別な相手が君にも出来るかもしれない。そしてそれがダルクス人とは限らない」という言葉を受けている。この時点で、15歳。本編クリア後のミッションを攻略すると使用可能になる。
コゼット・コールハース (Cosette Coalhearth)
声 - 喜多村英梨
支援兵科（寝起きコゼットでは対戦車兵科）、17歳。
『2』のヒロイン。ガリア中部のユエル市出身。アバン、ゼリと同じクラスで場を和ませるムードメーカー的存在。
父親が医者であった影響で父のような医者になることが夢。それほど裕福ではないので、特待制度目当てでランシールに入学した。慌てやすい性格で、クラスメイトからはドジッ娘と思われている。両親を目の前で殺されたトラウマから血を見ると何もできなくなり、見るものが全てモノクロームになる色覚異常を患っている。この為、部屋の調度品は全て見た目のデザインのみで選ばれており、普通の色覚の者が見ればデタラメな配色となっている。
アバンの無茶のおかげでトラウマを克服し色覚異常も治る。
卒業後は医大生となり、エイリアスと一緒に生活している。たまの休みにはアバンと会っている模様。
また、パスワードを入力することで髪に寝癖が付いた姿の「寝起きコゼット」が自軍ユニットで使用可能になる。
『3』では15歳。帝国軍のユエル市侵攻で両親を喪い、前述の障害を患ったことが判明。自らも難民キャンプで生活しながら怪我人の治療などを手伝っていたが、ユエル市奪還の先陣として情報収集に訪れたネームレスと出会い、彼らの任務である正規軍の進路を切り開くための門の爆破工作に案内役として同道、そのまま戦闘にも参加している。ユエル市の解放後は、街の復興の手伝いをしながら、父の後を継いで医者になる決意を新たにしている。本編クリア後のミッションを攻略すると使用可能になる。
エイリアス (Aliasse)
声 - 戸松遥
偵察兵科（エリちゃんでは支援兵科）、13歳。
銀の髪と赤い眼を持つ純血のヴァルキュリア人の少女。ヴァルキュリアとしての戦闘時は、鞭状にもなる槍と頭についている耳状の飾りが特徴の帝国の戦闘服を着用。戦闘時以外は黒いローブで全身を覆い隠しており、学校内で旧校舎の幽霊として噂になっていた。フェルスターをママと呼び、一般常識を全く知らない。無邪気な性格をしており、学内で度々出会うアバン達と仲良くなる。途中でフェルスターと袂を分かちG組に編入する。
連邦との国境に近い帝国領北西部の村で生まれたという設定。赤ん坊の頃にヴァルキュリアの能力を見出されて両親から引き離されてヴァルキュリア研究所へ送られた。そこでフェルスター博士の実験体となる。フェルスターから大事に扱われているわけではないが、隔絶された環境におかれ愛情に飢えているエイリアスはフェルスターを慕っている。
卒業後はコゼットと一緒に暮らし、改めて公立の学校に入学して学生になっている。園芸部に所属しており、そこのエースとなってガリア造園コンクールで新人賞を受賞した。
また、パスワードを入力することで髪を縛った姿の「エリちゃん」が自軍ユニットで使用可能になる。台詞や性格がやや異なっており、エリちゃんの方がやや残忍で小悪魔的になっている。
『3』では、ゲストキャラクターとして登場。ゲーム初回特典の暗号解読で判明したURLで表示されるパスワードを入力すると自軍ユニットとして使用可能になる。リエラと同じく11章中盤から特殊コマンド「ヴァルキュリア化」が使用可能になる。
外伝漫画『戦場のヴァルキュリア2 蒼光のエイリアス』では主人公を務める。
ラビニア・レイン (Lavinia Lane)
声 - 佐藤聡美
戦車操縦士、21歳。
姉御肌の整備士兼戦車長。
装備品・戦車のパーツ開発及びG組の戦車操縦を担当する。
陽気で明るい性格で陰は見せないように振る舞っているものの、かつて同窓だったレオンと共に亡霊戦車という神出鬼没の戦車に遭遇して仲間の大半を殺された悲しい過去を抱え、亡霊戦車を密かに探していた。亡霊戦車の再出没で過去の悲劇が繰り返されたことでアバンに過去のあらましを打ち明け、G組の助けでこれを撃破し仲間の仇をとった。
アバン達が卒業した後も彼女はランシールに残り、ブリクサムと共に復興に携わった。
ヤーデ (Yarde)
声 - 三上枝織
アバンが飼っているガリアンアマツバメという鳥の雄で、山吹色の羽毛を持っている。アバンの母の手紙を運んできて以降はG組のマスコットとなる。伝書鳥として利用されている。最終局面においてはアバンたちの絶体絶命の窮地を救う働きを見せる。卒業後もアバンと行動を共にし、時々伝書鳥としても働いている。

##### 偵察兵科
ニコル・マルティン (Nichol Martin)
声 - 河本啓佑
16歳。男性。マルティン姉弟の弟。
病弱な身体を押してランシールに入学した。お世辞にも頑健とはいえない体格や少し暗めな話し方など、その外見から受ける弱々しい印象とは裏腹に狙撃の腕は高く、クラスでも1、2を争うほど。同じ気弱なレイモンドとモーリスとは仲が良く、チキントリオとも言われている。
性格もどちらかというと消極的であまり強く自分を主張することは少なく、時に理不尽にも見える日頃からのフランカの罵倒に対しても口答えはほとんどしない。しかしその実、芯の部分はかなり強くてへこむことは一度もなく、一度決めたことはやり通すタイプ。実はフランカとは血の繋がりのない赤の他人であることを知っており、姉を一人の女性として愛している。
卒業後は、姉だけでなくガリアの人達を守りたいとガリア正規軍に入隊する。狙撃兵としてブリクサムの再来と評される程の狙撃手として上層部から期待されている。
ヘルムート・ボーデ (Helmut Bourdais)
声 - 鈴木賢
27歳。男性。士官学校卒業の帝国軍人。
皇族の遠戚で、ガリアと帝国の和平の証しとして「留学」してきた。それゆえにゼリなどの一部の生徒や教師からは目の仇にされている。ダルクス人差別が激しい帝国で生まれ育ったためダルクス人に対してあまり良い印象は持っていないが、任務であれば私情とは関係なしに彼らを助けるなど、任務や命令に忠実で公私を分けて考えられる人物。
ランシール休校を受けて帝国に帰国し、帝国軍に復帰する。しかし、帝国が来るべきガリア再侵攻に備えていることを知り、珍しく動揺していた模様。
シグリッド・エイセル (Sigrid Eissel)
声 - 宮坂俊蔵
17歳。男性。編入生。ライナーの親友。
左目の周囲の古い傷跡が特徴。幼い頃ライナーと交わした「自分達がガリアを守る」という誓いの元、ガリアには変革が必要だと考え反乱軍に所属するが、偶然戦場で再会したライナーから、自分達の理念に共鳴しない民間人を巻き込み、その命や生活を犠牲にすることに何のためらいも覚えない反乱軍のやり方でガリアが守れると思うのかという、説得を受けて眼を覚まし反乱軍から離脱、編入生としてランシールに所属することになる。
その経歴から偏見や非難を浴びることも多く、本人もそれを当然のことを受け入れていたが、ライナーやアバンの信頼に支えられ、自ら結果を出すことで徐々に学校にも馴染んでいく。ピアノが弾ける。単独行動の多い偵察兵としてはかなり優秀な能力の持ち主。
卒業後は、元反乱軍であるがゆえに反乱軍の情報や戦略を熟知していることに加え、高い分析力の持ち主でもあり、そこを評価されて将来の参謀候補として正規軍に入隊する。
ロッテ・ネッツェル (Lotte Netzel)
声 - 斉藤佑圭
16歳。女性。学内新聞「ロッテ通信」の記者も務める情報通。
眼鏡に八重歯が特徴的で、語尾に「～ッス」をつけるのが口癖。スクープの瞬間を逃さないよう常にカメラを持ち歩いている。アバンのことを「編集長」と呼び取材につき合わせたり様々な情報を提供したりする。
2年前の戦争時、壁新聞を張り、権力者の都合などで歪められていない真実を人々に伝えようとしたイレーヌ・エレット（イレーヌ・コラー）に憧れており、自分もそうなりたいと思っている。
卒業後は、世界中の真実を伝えるためガリアを飛び出す。大陸各地を巡り、行く先々で真実を壁に張り出している。
メリッサ・ダレーン (Melissa Dalen)
声 - 平尾明香
17歳。女性。姿を隠すのが得意で、その能力を買われてスカウトされた。
落としたリボンをゼリが拾ったことがきっかけでゼリに一目惚れし、ストーキングするだけでなくゼリに近づく女子を排除するなど暗躍している。アバンにもいつもゼリといるので少し敵愾心を抱いている。「愛しいゼリ様との日々」という日記を、毎日欠かさずつけている。
卒業後は、ガリア正規軍に入隊。その能力を活かし、ゼリが隊長を務める小隊に配属されるよう暗躍している。
クロエ・ブリクセン (Chloe Blixen)
声 - 牛田裕子
21歳。女性。編入生。新進気鋭の画家。サングラスが特徴。
2年前のガリア戦役の際、「描きたいものを描けなかった」ためスランプに陥ってしまい、画家として接されることに対して激しく拒絶する。スランプを吹き飛ばすような珍しいモチーフを探していたが、彼女のため何の得にもならないのにモチーフ探しに奔走するアバンを見ているうちに彼に興味を覚え、彼をモデルとした絵画を制作し、スランプを脱した。
卒業後は、エミール・ベイラートの絵に衝撃を受けて、彼が暮らす街へ移り住み共に絵を描くようになる。

##### 突撃兵科
エリク・カンプマン (Erik Kampmann)
声 - 赤羽根健治
18歳。男性。札付きの不良とされ、狂犬のあだ名で怖れられているためクラスでも忌避されがち。
本人も口が悪く、いつも刺々しい雰囲気を出しているが、本当は正義感が強く心優しい人物で、動物から好かれる体質。過去の暴力沙汰も、悪いのは相手だが釈明しなかったため結果的にエリクが悪者にされたというもの。
ロッテの財布がなくなる騒ぎが起きてクラスから疑いの目を向けられるが、彼を信じたアバンとともに財布を探しに行って無事に見つける。自分をあっさり信じたアバンを呆れつつも心を開くようになる。
本性を見抜かれ親しくなってからもアバンに対しては「ハーデンス」と名前では呼ばないなどやや素直ではない面も残す。
卒業後は、獣医になること決意し、猛勉強をして大学へ進学する。6匹の動物と暮らしている。
ピート・スタング (Pete Stang)
声 - 島﨑信長
15歳。男性。編入生。かつてアバンと一緒に働いていたことがあり、アバンを慕ってランシールに入学した。
傍目から見てアバンと仲のいいゼリを毛嫌いしている。後にゼリに助けられた事で態度が180度変わり、ゼリ兄貴と呼ぶようになる。
卒業後は、メルフェア市に戻り、自警団員として町の復興に尽力する。その後、毎日牛乳を飲んだ成果か、身長がぐんぐん伸びている模様。
ボーダーブレイクのコラボレーションの一環であるアバターパーツにG組クラスメイトのサブキャラクターとして一人だけ出演を果たした。
ネイハム・ドライヤ (Nahum Dryer)
声 - 角田雄二郎
19歳。男性。編入生。ガリアと友好関係にあるドライヤ王国の王子。
為政者としての自覚が全くないことを懸念したドライヤ国王から無理矢理留学させられた。王子であるが故に、横柄な態度でわがままであり、アバンのことを「従者長」と呼び、色んな生徒をこき使っている。弱い者いじめが大好きであったり、予想外のことにパニックになりやすいなど性格には難あり。
士官学校で過ごす中で、徐々に王としての自覚を考え始め、反乱軍が村人に演説と称して協力を強要している時はそれを真っ向から批判するなど精神的に成長している。
そのことが記事で大きく見い出されたことにより国王に認められ、さらに短期留学だったため一度国に帰るものの、国家の財政を破綻しかねないことをしでかしたため放逐され戻ってくる。
卒業後は、ドライヤ国王になるも、その性格が災いし国政が混乱する。現在は妃を探すため、視察と称して各国を歴訪中。
フランカ・マルティン (Franca Martin)
声 - 小松由佳
20歳。女性。性格はややキツめ。マルティン姉弟の姉。弟ニコルのために通っていた大学を中退してランシールに志願入学した。
常にニコルを引き連れて行動し、罵倒しているが、弟が嫌いというわけではない。むしろ大事な弟を戦場から遠ざけ守るために、罵倒することで兵士として無能者だと周囲に認識させるのが目的。本人曰く「ニコルは私の宝物」。
卒業後は、やはりニコルを追ってガリア正規軍に入隊、功績が認められ小隊長となる。なお、姉弟の秘密については一切知らない。
リコリス・ネルソン (Anisette Nelson)
声 - 鹿野優以
16歳。女性。『1』に登場した第7小隊隊員で分隊長イーディ・ネルソンの実妹。
姉を「お姉様」と慕い、同じくアイドルを目指しているが、高飛車な姉と違い自分は未熟と戒めている。しかし、姉に出している手紙には嘘の内容を書いている。それが原因で、後に大変な目に遭う。
運動音痴ではあるがかなりの努力家で、努力が実りランシールを訪れたイーディの前でコンサートを成功させた。
リーダーに任命すると出撃メンバーに対して「リコリス分隊」と呼ぶことがある。
卒業後は、イーディと共に上京し、致命的な音痴をようやく理解したイーディを出し抜きアイドルデビューを果たした。
英語版での名前は「アニセット (Anisette)」に変更されている。
『3』では『2』のセーブデータの連動特典によって、ゲストキャラクターとして自軍ユニットで使用できる。
マリオン・ジークバーン (Marion Siegbahn)
声 - 相沢舞
18歳。女性。名門ジークバーン家出身のお嬢様。
ランシールには志願してやってきた。清楚でおしとやか、編み物が得意と、いかにも良家の息女といった感じだが、実は重度の兵器フェチという変わった性癖の持ち主でもあり、ランシールに入学したのも多種多様な兵器に触れる機会が増えると考えたため。ダルクス人に偏見を持っていたが、天才ダルクス人技師だったテイマー博士の事を知ったことでその考えを改める。
卒業後は、テイマーが通っていたファウゼンの機械整備学校に入学する。「チェスロックの爆発概論」を愛読している。

##### 対戦車兵科
ライナー・トリスタン (Reiner Tristan)
声 - 河本啓佑
17歳。男性。真面目で品行方正な巨漢の青年。
元々は地元の自警団に所属しており、反乱軍を鎮圧するために入学した。歳には見合わぬ頑健な肉体の持ち主で、明朗快活な熱血漢。自分が生まれ育ったガリアという国を深く愛し、子供の頃友人が戦いの巻き添えで亡くなった事もあり、ガリアの平和を守る一助となりたいという強い思いを持っていて、更に強くなること、体を鍛えることに努力を惜しまない。
親友のシグリッドが反乱軍に参加したのを知った時、戦うことを躊躇したが、アバンに励まされシグリッドを止めることを決意し、ある戦場で出会った彼を説得する。その後、シグリットは自分の過ちを気付き、反乱軍を離れランシールに編入する。
卒業後は、ガリア正規軍は入隊する。後に彼の指揮する小隊は、隊員全員が筋骨隆々の猛者達の集団となり、「マッスルアームズ」と呼ばれている。
ヴァリオ・クラーツ (Vario Kraatz)
声 - 宮崎寛務
18歳。男性。編入生。黒いアイパッチが特徴。
性格は極めて自己中心的ないわゆる「俺様キャラ」。ヴァリオ自身の一人称も同様。歌手志望の青年でデビュー直前のところをスカウトされ編入。音楽への情熱は全く失せておらず、暇なときには音楽室でよく熱唱している。
下手ではないが、独り善がりな歌い方をするため評判は非常に悪い。後にアバンと見に行ったロージーのライブで、自分の歌い方は間違っているという事に気付き改善される。その後、激しい戦闘でみんなが疲弊していたのを見て、みんなのための歌を歌って大いに元気づけさせたことで、歌手としての才能を開花させる。
卒業後は、再び音楽の道を目指すもデビューの話は白紙に戻っていた。一から出直そうと、ロージーに弟子入りを願い出るも断られる。
ユジム (Jugin)
声 - 赤羽根健治
21歳。男性。G組最後のメンバーとなるダルクス人。本編クリア後に登校するようになる。
ある理由で寮の中で引きこもり生活を続けており、登校しだしてからも存在感が稀薄で非常に陰が薄い。レオンに対して後ろめたいことがあったらしく、アバンを見る度に逃げ出してしまう。
実はレオンの親友であり、兵士の実力も高かった。そのために、レオンとともに「特殊任務」に候補されるも、その内容を聞いて実験体になるのが恐ろしくなり、その抱えた恐怖をレオンに打ち明ける。その後に、レオンが身代わりになって「特殊任務」を受けたと思い込み負い目を感じ続けていた。候補を辞退したため処分は免れたが、クライファートに監視され続けられた。
しかし、アバンからレオンは「特殊任務」に参加できることを誇りに思っていたこと、レオンからの手紙によく出てくる親友がユジムであり、ユジムを心の底から信頼できる一番の親友と書いていることを聞かされる。それを聞いてユジムは、前に進むことを決意する。
卒業後は、故郷に戻り、家業の家具製造店を継ぐ。寮に引きこもっていた時の経験を活かし、長時間同じ姿勢でも疲れない椅子や寝具を開発する。
実は初回クリア時でユジムがいない本編エンディングにおいてもちゃっかり登場している。
ノエル・ヴィロック (Noel Willoch)
声 - 石黒千尋
19歳。女性。黒い短髪にベレー帽とおどけた口調が特徴。
家族など身近な大切な人たちを守りたいと思い、軍人を志す少女。性格は明朗快活。見た目は細身だが、結構な大食いである。
実はヴィロック財閥の令嬢だが親に黙ってランシールに入学している。
反乱軍に襲撃された父親を助け、父親に自分の決意を示した。入学に反対の父親とも和解する。
卒業は、ガリア正規軍に入隊する。隊のムードメーカーとして活躍する。母の在命中は長かった髪を、もう一度伸ばそうかと考えている。
コリーン・セルシウス (Coleen Celsius)
声 - 三上枝織
18歳。女性。可憐な容姿で男子達から注目の的の女の子。
ルックスの良さから学内においては男子生徒からの人気が高く、告白をされることもよくあるが、本人は恋愛に全く興味が持てず、告白を受けてもそういった意味での好き嫌いが理解できないことを理由に断り続けている。一方、大のおしゃべり好きで、同性のクラスメートと四方山話に花を咲かせていることが多い。
軍事教練中に怪我をした時、モーリスが周囲の奇異の視線や失笑を気にすることなく自分を保健室までおぶって行ってくれたことをきっかけに、彼に対して好意を抱くようになる。初めて異性に恋をするという事を知り、その感情をもてあましたりもするが、紆余曲折を経て無事モーリスと交際を始めた。
卒業後は、おしゃべり好きを活かしてラジオ局に就職、パーソナリティとして活動する。モーリスとは近況を手紙で伝え合っている。
ルネ・ランデル (Rene Randall)
声 - 平尾明香
16歳。女性。赤みがかった茶色の短髪でボーイッシュな女の子。
マガリとは幼なじみで親友。人見知りの激しい彼女に代わって強引なプロポーズをする男子生徒の撃退も行うなど、彼女の事を大切に思っていて保護者的役割を果たすことも多い。気が強くはつらつとした性格などから口の悪い人間にはマガリと比較する形で「美女と野獣」などと陰口を叩かれたりもしているが、料理や洗濯などの家事が好きで得意など、家庭的な側面も持っている。
卒業後は、家事の能力を活かし、ガリア初のハウスクリーニング業を始める。

##### 支援兵科
レイモンド・モーエン (Raymond Moen)
声 - 鈴木賢
20歳。男性。G組でも特に大柄な体格だが気弱で優しい性格の青年。
手先が不器用なことと大きく逞しいその体格から、支援兵には不向きであると教師達からは兵科の変更を勧められているが、本人は人の命を直接的に救えるという理由で、頑なに支援兵にこだわり続けている。やや気の弱いところもあるが、穏やかで気配りのできる持ち主で、支援兵としての勉強も欠かさない努力家でもある。かつては義勇軍に所属していた。ヤーデの飼育係をしている。
支援兵としての仕事がうまくいかなくて悩んでいる時に、アバンに「お前らしいやり方で頑張ればいい」と励まされる。そのことを活かして、ある戦闘で負傷して敵陣地付近に取り残された仲間三人を一人でまとめて抱えて助ける活躍を果たし、支援兵の仕事に体格を活かせたことに自信を得る。それからは、学友達から「走る野戦病院」と呼ばれるようになる。
卒業後は、多くの人命を救う仕事として消防士となる。平時から子供の防災意識を高めようと人形劇を始め、その中の「リスと山火事」は感動の名作となり人気になる。
ランディ・ハムスン (Randy Hamsun)
声 - 島﨑信長
17歳。男性。礼儀正しく成績も優秀な青年。生徒会副会長を務める。
誰にでも好かれる性格だが実際はかなり腹黒く、人当たりの良さも出世のために演じている。本性は相当の毒舌家。
クラス委員長として皆の人気を集めるアバンに嫉妬し、ばれないように地味な嫌がらせをしていたが、アバンの水筒に下剤を入れたことを知ったゼリの策で、逆に自分が飲んで窮地に追い込まれてしまい、二度と嫌がらせをしないようにアバンに約束させられる。
卒業後は、政治家になることを決意し、行政官の秘書兼弟子として活躍する。懲りずに下剤を持ち歩いている。
ハインツ・ギルデン (Heinz Gilden)
声 - 宮坂俊蔵
24歳。男性。編入生。かつては貴族の家で執事をしていた。
前の主が先の戦役で亡くなり、新たな主を探すために入学する。気配り上手で物腰も柔らかい。紅茶を淹れることに関して右に出るものはいない。花粉症でもある。
全ヨーロッパ執事選手権に出場するために、アバンに協力を頼み、アバンを大会に向けて執事の特訓をさせる。
ある戦闘で、反乱軍が村人達を人質にした時に、アバンの人を助けるために自らを犠牲にできる行動を前の主と重なり、アバンを本当の主と決めて執事を申し出る。アバンには断られるが、心のなかで「永遠の主」と定めている。
卒業後は、自分が仕える主はアバン一人と執事を休業。いつかアバンが休息を取りたくなった時のためにと紅茶専門店を開く。
ソフィア・コリンズ (Sofia Collins)
声 - 斉藤佑圭
19歳。女性。プロポーションがよく、小悪魔的な性格の女性。
男を誘惑してその気にさせては頃合を見て手酷く振るということを繰り返しており、女子生徒はもちろん、そうして振られた男子生徒にもよく思われていない。アバンを標的にするが、まったくうまくいかなかった。
実は、前の学校でいじめを受けており、そのことが原因で男嫌いになる。その腹いせに色んな男子生徒に酷く振り続けた。そのことに対してアバンは彼女の頬をはたき、彼女を熱く叱咤し励ました。ソフィアは、そのアバンの「真の男」を見て彼に好意を抱く。それからアバンを憎からず思うも、その想いを胸に秘めている。
アバンには告白せず卒業する。運命の人ならばもう一度会えるはずと、フットボールパブで給仕をしながらアバンとの再会の日を夢見ている。
マガリ (Magari)
声 - 佐藤聡美
16歳。女性。ダルクス人。本ばかり読んでいる内気な少女。
あがり症で人前に出るのは苦手であり、なかなか外に出たがらない。
被差別民族のダルクス人だが、可愛いため、しつこく言い寄って来る男は多い。その都度親友のルネがマガリを守ってあげている。
いつもは図書資料室で本を読み知識を得ており、あまり外に出たがらない。アバンがマガリを外へ出すために出題した「ソライロコガネ」の習性についての問題をあっさり答えるが、たまたま来ていたウェルキンに実際は少し違うと指摘される。本にはそう書いていると主張するマガリだが、ウェルキンに実際にその目で確かめさせるためにリーンブルフの森に誘われ、そこで見た本に書かれていない「ソライロコガネ」の生態に驚く。ウェルキンに世界にはまだ知らないことがたくさんあり、本以外のことにも好奇心を広げ、自分が知ったことを次の世代に伝えてほしいと頼まれ、これを承諾する。後に、マガリはメモ帳を買い、新たに発見したことを書き留めている。
卒業後は、出版社に就職し、編集となる。気難しい作家を任され苦悩するが、メモ帳に書いてあったネタを糸口に打ち解けることができた。
漫画『蒼光のエイリアス』ではメインキャラクターを務める（本編でのコゼットの役割を務めてエイリアスと親身に接している）。
公式サイトやブログで行われた「戦場のヴァルキュリア2」発売特別キャンペーン「発売記念学園祭」の登場人物人気投票において女子一位になっている。
ビッキー・ベイティア (Vicky Baytear)
声 - 相沢舞
15歳。女性。編入生。ガリアの山岳民族・ジャムカ族出身の野生児。
厳しい部族の暮らしから弱肉強食の掟を学んだ結果、弱い者は死んでも仕方ないという考えを持つに至り、怪我人の救助などが主な役割である支援兵という兵科には不満たらたらで、戦場でも味方を助けるよりも敵を倒す方を優先してしまいがち。
戦闘中、足を負傷して動けないでいる時に、危険を顧みずに自分を助けてくれたコゼットを見て、考えを改めて支援兵になることを決意する。
卒業後は、獲物を求めて誤って侵入した牧場の主に気に入られ、そのまま住み込みで働くことになる。

##### 技甲兵科
ヨアヒム・オーセン (Joachim Osen)
声- 宮原弘和
17歳。常に帽子を被った口調が軽い青年。マリオンに好意がある様子。
本人曰く「不幸な男」だと自嘲するが、実は類い稀なる強運の持ち主。だが、他の人にとってラッキーなことを、本人が求めているものではないため自分は運が悪いと思っている。反乱軍との戦闘中に胸に銃弾を受けるが、胸ポケットに入っていた学長ミニチュア像（クイズ大会での残念賞の景品）が銃弾を防いだという強運をみせる。だが、本人は像を気に入り出していたことから、やっぱり自分は運がないと思っている。
卒業を機に自立し、故郷の家族を守りたいと考えてガリア正規軍に入隊する。だが入寮の際、男子寮に空室が足りず、一人だけ女子寮の部屋にあてがわれる。
モーリス・リング (Morris Lling)
声 - 角田雄二郎
18歳。男性。父と自分以外全員女の家庭に育ち、身長の低さがコンプレックスとなっている青年。
温和だが時に臆病にもなる性格もコンプレックスを助長していたが、それをどうにかしたいと思いながらも具体的に動けずにいたが、辺りが暗くなっても一人黙々と射撃訓練を行うコリーンを偶然見かけ、その一生懸命さに惹かれる。彼女に告白するための勇気や自信を得たいと考え、男らしくなりたい一心でアバンに弟子入りし、師匠と呼ぶようになる。その後、実はコリーンとは両想いであった事が発覚、無事交際を始めている。
卒業後は、弱者を救いたいと弁護士を将来の夢に見定め、そのための勉強を始めている。コリーンとは近況を手紙で伝え合い、励ましあっている。
ジャミル・カイネス (Jamill Caines)
声 - 宮崎寛務
32歳。男性。編入生。G組の中では最高齢。
元は学校教師だったが、ガリア戦役の際戦闘に巻き込まれ、教え子たちが全員死亡したにも拘らず自分一人が助かった経験を持つ。その時の心の傷から、全ての努力は無駄であり、人の運命は運のみが決めると考えるようになり、サイコロの目で出たものしか信じられなくなってしまう。士官学校の編入も死に場所を求めるのに適しているとサイコロの目が出たからである。
しかし、ある戦闘で敵の援軍襲来により窮地に陥った際、ジャミルはサイコロに「1」の目が出ないと全滅と宣言するが、アバンのサイコロの目を無理矢理全部「1」に書き換えられるという暴挙に唖然。だが、その瞬間に味方の援軍が到着し危機を脱する。アバンの運命を変える力を見て、その運がどこまで本物なのかを見届けることにした。
卒業後は、ガリア各地を転々とする。その間、とある戦災孤児の少女に懐かれ、渋々面倒を見ることになった。
ミシュリット (Mischlitt)
声 - 石黒千尋
17歳。女性。ダルクス人。落ちこぼれといわれるG組に所属しながら、学年トップになるほどの学力を持つ天才。
性格は理知的かつ合理的で、感情に流されることは少なくそれを表に出すことも滅多にない。その聡明さとダルクス人であることを理由に誹謗中傷や直接的な暴力などを受けることも多かったが、自分達ダルクス人の苦しみはダルクス人にしか理解できないし、ダルクス人と他の人々が分かり合えるはずがないと考え、それもむしろ当たり前のことと冷めた見方をしていた。
しかし、アバンの説得や自分の故郷の解放にG組のクラスメイト達が協力してくれた事で考えを改め、皆が理解しあえる世界を作りたいと思うようになる。
友人が作ってくれたお守り人形が宝物だったが、後にアバンに持っていてほしいとお願いして渡している。
卒業後は、唯一理解できない事象「恋愛」を探求すべく、大学の心理学部に進学する。認知心理学の先駆けとなるも、恋愛については解明できずにいる。
アレクシス・ヒルデン (Alexis Hilden)
声 - 小松由佳
18歳。ガリア公国の近衛兵の家に生まれた。男子の制服を着ているが本当は女性。
男が欲しかった父親によって男として育てられたが、本人は性別などどうでもよく、自分はアレクシス・ヒルデンであることに確固たる信念を持っている。剣術を父親から教わり、高校の時にはフェンシングを専攻していた。
卒業後は、ガリア正規軍に入隊する。元より秀でていたフェンシングの腕が認められ、コーデリア大公の師範として宮廷に仕えることとなる。
女性であるが公式サイトやブログで行われた「戦場のヴァルキュリア2」発売特別キャンペーン「発売記念学園祭」の登場人物人気投票において男子1位になっている。
イングヒルト・ノベール (Inghild Noverre)
声 - 牛田裕子
16歳。女性。編入生。落ちこぼれ揃いのG組でも相当の変わり者。
「あの方」なる謎の存在に祈りを捧げ、不吉なお告げばかりを伝える自称預言者。だが、そのお告げはなぜかよく当たると評判。
頭にかぶっている白い頭巾は「あの方」からのお告げを受けてかぶっており、外すと世界に災厄が降りかかるらしい。本人が口にしている「あの方」については不明。
出撃要請前に、G組に最大の不幸が来るというお告げを言ったことによりG組を動揺させるが、アバン達は全員生還を果たし、アバンから運命は自分達で切り開くものだと諭される。だが、士官学校に戻ると本当のG組最大の不幸が降りかかることになる。
卒業後は、「あの方が呼んでいる」と言い残し、姿を消す。東洋に向かう船に乗っていたとの証言もあるが、消息は不明。

#### A組
ユリアナ・エーベルハルト (Juliana Everhart)
声 - 白石涼子 / 井上麻里奈（戦国大戦）
A組の学級委員長。17歳。女性。技甲兵科（ミッション対戦時は剣甲兵）。一言で表するならシリーズ屈指の女傑。
名門貴族の出身で、ランシールには推薦入学している。極度の自信家でプライドも高いが、それを口だけのものにしないよう努力し磨き上げる事を怠らないという面も持っている。自他に厳しい性格に加え、エリートであることをやや鼻にかけており、事実上A組のメンバーはユリアナに服従させられている。落ちこぼれで自己鍛錬の様子も見られないという理由でG組の面々を、ひいてはダルクス人も見下している。しかし、アバンやゼリとの交流を通してその見方を改め、自分の失策をクラスメート達に責められていたとき、彼女に依存して自分達は何もしようとはしなかった彼らの姿勢を批判し、自分を庇ったゼリに好意を抱くようになる。しかし「特殊任務」に選抜され、ゼリ達と並んで戦える力を欲したユリアナはこれを承諾。人造ヴァルキュリアになり、ランシールを襲撃したディルクと撃ち合った結果、相打ちに近い敗北を喫し戦死。ゼリに看取られて息を引き取った。
装備は彼女専用の大剣「エーベルジュ」。
『3』の時点で、15歳。既にランシールに在籍する士官候補生だが、軍事教練中に侵攻してきた帝国軍と遭遇した際には他の生徒を指揮して戦いに望むなど苛烈ともとれる性格はこの頃から変わっていない。また、隊長が脱走した義勇軍第3中隊第4小隊の指揮を自ら名乗り出ており、隊長補佐のレオンが責任を取る形で指揮を任せていた。本編クリア後のミッションを攻略すると使用可能になる。
『戦国大戦 -1590 葵 関八州に起つ-』にてSS小松姫のモデルとして登場。
リカルド・クリステルセン (Ricardo Kristenson)
A組の生徒。名前のみ。男性。反乱軍のランシール襲撃後、戦死したユリアナに代わってA組をまとめ上げる。A組は彼を中心に団結してほぼ全員学校に留まる。
ヒース・アシュレイ (Heath Ashley)
漫画『戦場のヴァルキュリア2 -our only days-』オリジナルキャラクター。男性。ユリアナの取り巻きの一人で、G組の生徒を落ちこぼれと見下している。レーヴァテイン杯決勝戦でG組に敗北したことで、嫉妬からG組を貶めようとする。

#### D組
ラミ・ノーア (Lami Noah)
D組の学級委員長。名前のみ。男性。レーヴァテイン杯の取材で登場。ユリアナに好意があった。反乱軍のランシール襲撃後は、D組は解体になり彼はA組に転属する。アントホルトの戦いの勝利の後の取材で反乱軍に対する意気込みを力強く語る。

#### その他関係者
ローレンス・クライファート (Laurence Kluivert)
声 - 青野武
ランシール王立士官学校学長。階級は中将。61歳。軍人一家の三男生まれで、ガリア軍時代は参謀として活躍した。左腕は事故で失われており、義手を装着している。ガリア戦役後、フェルスター博士と共にギルベルトが設立した「アスガルド委員会」に所属していた事があり、人造ヴァルキュリア製造プロジェクト「ヴァルハラ計画」にも携っていた。V0完成後、開発方針の違いからフェルスター博士と共に委員会を追放された後も、彼女を学校に招待し極秘裏に「特殊任務」を推進していた。その特殊任務とは、委員会追放後も独自に継続していた「ヴァルハラ計画」の事で、適性を認められた生徒に人体実験を行って技術を改良していた。だが、ランシール襲撃の際にその研究成果を反乱軍に全て奪われたことで絶望し自害する。なお、検体になることを拒否したユジムを常に監視していた。
ユベール・ブリクサム (Hubert Brixham)
声 - 置鮎龍太郎
G組の担任教官。階級は中尉。担当教科は軍事史。34歳。
ガリア戦役時代は「蒼い死神」の異名をとる凄腕の狙撃兵として活躍したが、戦闘中に片目を負傷し前線から退いた。普段は穏やかな笑みを絶やさない飄々とした人物であるが、その表情のまま危険な任務も躊躇なく命ずる冷徹な面を併せ持つ。普段は細目であるが、感情極まると大きく開く。事あるごとにG組の面々を最低呼ばわりしてこき下ろすが、その裏にはG組生徒に奮起してもらいたいという思いが込められていた。実戦では指揮官としてG組に出撃を命ずる。エンディングにおけるアバン達の卒業に際しては感極まって涙ぐむ姿を見せる。その後は、ランシールの復興に携わる。新学長に推されるが、それを固辞して一教師として教鞭をとっている。本編クリア後に偵察兵として使用できる。
『3』では正規軍に所属していた時期の彼が登場。32歳。バルドレンとオドレイのガッセナール兄妹と同じ部隊に所属していたこととナジアル会戦で片目を負傷し前線から引退したことが明かされている。本編クリア後のミッションを攻略すると自軍ユニットとして使用可能になる。
クレメンティア・フェルスター (Clementia Förster)
声 - 小山茉美
ヴァルキュリア人の研究を専門とする39歳の女科学者。人造ヴァルキュリア研究の第一人者
帝国出身でかつては帝国のヴァルキュリア研究施設に所属し、人造ヴァルキュリア計画「ヴァルハラ計画」に中心人物として携わっていた。その過程で人体実験など非道な研究を行った。セルベリアを覚醒させた人物でもある。
研究の支援者だったマクシミリアンが『1』で戦死したため、実験体の一人エイリアスを連れガリアに亡命したところをクライファートにスカウトされた。アスガルド委員会の下で人造ヴァルキュリア研究を行い、その後アスガルド委員会はガッセナール家とクライファートの決裂で空中分解するが、彼女はクライファートが学長を務めるランシールの旧校舎の秘密施設で人造ヴァルキュリア研究を継続する。
人を人とも思わない冷酷な性格で、マッドサイエンティストに分類される人物。自分以外は全て実験材料くらいにしか思っていない。ゲームの途中でエイリアスを捨てて次の研究の場を求めて学校から去り、以後の消息は不明。
『1』のゲーム中には登場しないが、アニメ版第24話「決意」に先行して登場している。
『3』では37歳。リエラにヴァルキュリアの力を認識させるきっかけを作ってヴァルキュリアの槍と盾を渡し、替わりに観察対象になることを課せる。
『4』では直接登場せず、名前が会話や博覧などで挙げられている。
ウェルバー・グレン (Welvar Glenn)
声 - 平井啓二
ランシール王立士官学校購買部店員。36歳。
購買部の仕入れから販売まで一人で手掛けている。ゲーム中では彼からミッションや新聞などを購入する。
兄貴肌で生徒から慕われている。世界のあらゆる情報に通じており、元スパイと噂されているが本人は否定している。
エピローグでは、ギュンター夫妻に触発されて10年来の恋人にプロポーズするも断られ、1週間寝込んだという。

### ガリア革命軍
ギルベルト・ガッセナール (Gilbert Gassenarl)
声 - 銀河万丈
ガリア革命軍の総統。50歳。ランドグリーズ大公家に次ぐガリアの名門貴族ガッセナール伯爵家の当主。
ダルクス人排斥を主張するガッセナール伯爵家は、ダルクス人であることを告白したガリア公国大公コーデリア・ギ・ランドグリーズを廃位に追い込むため、ガリア革命軍を創設した。
ガリア革命軍は貴族層やダルクス人難民に頭を悩ませる国境付近のガリア人などを中心に支持を集め、南部ガリアに大きな勢力圏を持ち、ダルクス人狩りを盛んに行っている。だが、わが子のバルドレンやオドレイほどダルクス人を憎悪しているわけではなく、ランドグリーズを占領した後は世論を気にしてダルクス人狩りをあっさり取り止めようとしていた。
ガリア戦役後、軍の上層部と共謀して極秘裏にヴァルキュリア研究機関「アスガルド委員会」を設立。フェルスター博士を招き、ローレンスらと共に人造ヴァルキュリア開発を行っていた。
またギルベルトは連邦に近い立場をとっており、連邦大使のタウンゼントとしばしば接触している。
物語中盤では、ランドグリーズをガリア革命軍の占領下に置き、コーデリアを幽閉して自ら大公の地位に就く。だが、その際嫡男（長男）バルドレンとガリアに対する思想の食い違いが決定的となり、「祖国ガリアを連邦の支配下に置こうと企む逆賊」として彼の手で粛清され、ガリア革命軍の主要メンバーの中で、最初の死亡者となった。
バルドレン・ガッセナール (Baldren Gassenarl)
声 - 緑川光
ガリア革命軍の歩兵部隊指揮官。ガッセナール伯爵家の第1子で長男（嫡男）。26歳。父ギルベルトの死後は革命軍総統も兼任する。
ガリア戦役の際には南部方面軍に所属する中佐として活躍し、無能な南部方面軍総司令官メルツ将軍に代わって帝国軍の南部侵攻を退けた。
ガリア革命軍が結成された後は、総統たる父ギルベルトにより、歩兵部隊を率いる少将に任命された。
以前はガッセナールの人間として、国家元首コーデリア姫を補佐してガリアの正規軍及び政府首脳の刷新を担うことを考えていたが「コーデリアの告白」により、コーデリア姫が被差別民族であるダルクス人である事を知り激怒。ガリアをガリア人の手に取り戻し、そしてガッセナール家こそがそれを統べるに相応しいとして、父ギルベルトらと共にガリア革命軍を起こす。
強い愛国心の持ち主で、真剣にガリア公国の未来を憂えているのだが、独自の文化を持つダルクス人を国を乱す害悪と決め付けて激しく憎悪したり、自分の理念に理解を示さない民間人を巻き込む事を変革のためのやむをえない犠牲として顧みないなど、その意思は独善的で傲慢である。ガリアとガリア人は選ばれた存在だという選民思想を持っており、ガリア革命軍に秘密裏に協力している連邦に対しても、連邦に恭順的な態度を取る父にも不満を感じており、遂に征暦1937年9月14日、思想の食い違いによって父との決裂が決定的となり、父を暗殺。総統と大公の地位を引き継いだ。
兵科は迎撃時は突撃兵で、移動時は爆剣兵をベースに偵察兵科特有の高い移動力を兼ね備えた彼特有のもの。サブマシンガン「イドゥンSpB」 と爆剣「ヴァルホルSpB」 と彼専用の装備を持つ。
最期は革命軍の敗北が決定的となり戦艦ダンダリアスで連邦に亡命を図るが、G組小隊の活躍によって阻まれる。最終的に人造ヴァルキュリア化して、彼らに立ち塞がるが敗れ、ダンダリアスと運命を共にした。彼の死により、ランドグリーズ大公家に次ぐガリアの名門貴族ガッセナール伯爵家の血筋は途絶え、主要メンバーが全滅したガリア革命軍は完全に士気をなくし、コーデリアの降伏勧告を受け入れ、1年近くに渡って続いたガリア内乱は終結した。
『3』では24歳。正規軍の一員として登場。気位は高いが正義感に厚く、軍上層部の腐敗や正規軍の惰弱を嘆く憂国の志を持った軍人。ブリクサム及びネームレスと共闘。グスルグの戦車砲破壊と敵前逃亡に巻き込まれる。だが、グスルグの真意が判明するや証拠となる毒ガス弾を突きつけて上層部を弾劾した。初登場時は大佐だが、二度の失態と上層部への提言が問題視され中佐に降格する。本編クリア後のミッションを攻略すると自軍ユニットとして使用可能になる。自らの不器用さに悩んでいるなど可愛げも見せる。
オドレイ・ガッセナール (Audrey Gassenarl)
声 - 川澄綾子
ガリア革命軍の機甲部隊指揮官。25歳。ガッセナール伯爵家の第2子で長女。36式戦車重量型をベースにした重戦車ゲイレルルに搭乗する。
ガリア戦役の際には南部方面軍の戦車部隊を指揮する少佐として兄とともに活躍し、帝国軍から「鋼馬の戦乙女」と恐れられた。その時乗車していたのは独自の改良を加えた軽量級戦車である「ナーシサス」。
ガリア革命軍が結成された後は、総統たる父ギルベルトにより、機甲部隊を率いる少将に任命された。
敬虔なユグド教の信者であり、ヴァルキュリア人を崇拝している。そのため、これまでヴァルキュリア人を騙ってきたコーデリアに対して失望している。G組小隊と遭遇した際に、エイリアスに対しては真摯な態度をとっており、彼女を誑かして戦闘に参加させたとしてG組小隊を痛烈に批判した。
終盤でG組が決行した水道橋爆破作戦による洪水に搭乗していたゲイレルルが巻き込まれ、断末魔をあげて爆死する。これにより、ガリア革命軍の主力部隊は壊滅し、追いつめられていくことになる。
『3』では23歳。正規軍の一員として登場、兄バルドレンの冷静沈着な腹心。ブリクサム及びネームレスと共闘している。初登場時は中佐だが、二度の失態と上層部への提言が問題視され少佐に降格される。逃亡したグスルグが作戦に使用しなかった砲弾が毒ガス弾だと確認する。DLC「セルベリア、ナジアルを征く」では、ナジアル平原でセルベリアと交戦しており、自身が初めて見たヴァルキュリア人であるため驚愕しつつも、その姿を目に焼き付けている。本編クリア後のミッションを攻略すると自軍ユニットとして使用可能になり、ナーシサスもパーツが開発可能になる。ただし、戦車兵ではなく歩兵としての参戦であるため潔癖な性格が災いして野戦は苦手とする。
ディルク・ガッセナール (Dirk Gassenarl)
声 - 保志総一朗
ガリア革命軍の特殊部隊（人造ヴァルキュリア部隊）指揮官。
ガッセナール総統の末子とされているが、兄・姉とは異母兄弟と言われる。
ガリア革命軍が結成させた後は、総統ギルベルトにより特別部隊（人造ヴァルキュリア軍団）を率いる准将に任命させた。
プロトタイプの人造ヴァルキュリア装甲V0を常に装着している。
寡黙で必要な時以外ほとんどしゃべることがない。しかし、任務は忠実に遂行する。
彼の正体はヴァルハラ計画の献体で廃人同然になったレオン・ハーデンスである。
最期はG組小隊と交戦時に、エイリアスの攻撃を受けて自我を取り戻し、弟アバンの腕の中で死亡。彼の死により、ガリア革命軍の特殊部隊（人造ヴァルキュリア部隊）は壊滅した。
漫画版では、ラスボスを務めている。
レオン・ハーデンス (Leon Hardins)
声 - 保志総一朗
アバンの兄。21歳。ガリア戦役では義勇軍に参加し、義勇軍第3中隊第4小隊に所属。同中隊の対戦車兵でトップの戦果を挙げてランシールに推薦入学。「赤き獅子」の異名を持つ優秀な生徒で、その将来を嘱望されていた。
書類上では、在学中ある「特殊任務」の最中に戦死したとなっているが、ヴァルハラ計画の実験中に自我を失い、経緯は不明だがガッセナール伯爵家が回収していた。
全ての勲章を集めるとミッションで使用可能になる。ユジムとは盟友関係にあった。
『3』にも登場。19歳。「ガリアの赤き獅子」の名をほしいままに活躍をみせる優秀な対戦車兵。ガリア義勇軍第3中隊第4小隊の隊長補佐としてネームレスとの山岳要塞攻撃任務に挑む。その後、ナジアル南部での戦闘にて隊長が脱走したため、急遽隊長代理となる。ガリア軍の苦境を見かね、近隣で演習中だったランシールの学生ユリアナが指揮官代行を志願したため彼女に指揮を任せ、レオン自身はナジアルに展開した帝国軍相手に暴れ回る。本編クリア後のミッションを攻略すると自軍ユニットとして使用可能になる。勿論、対戦車兵以外の兵種でも運用可能。

## 戦場のヴァルキュリア3
この節では戦場のヴァルキュリア3から登場する人物について解説する。『3』は『1』と同じガリアと東ヨーロッパ帝国連合の戦争が舞台になっており、
基本的なデータはゲーム中の『人物総覧』を参考にする。

### ガリア公国軍

#### 422部隊（通称 ネームレス）
ガリア公国における懲罰部隊である422部隊は、軍規違反者や刑事犯および個人的な事情により自ら志願した者で構成される。隊員は全員氏名を剥奪され番号で呼称される他、戦闘部隊だが諜報部直轄部隊で、戦闘服は黒を基調としたものとなっており、共通して青を基調とするガリア正規軍やガリア義勇軍とは一見して異なっている。また隊員それぞれ軍服のデザインは異なる（その理由はカリサ参照）。隊員の番号は入隊時に空いている物から適宜埋められるが、No.1（エース）だけは文字通りエースにのみ与えられるナンバー。歩兵の兵種は変更が可能であるため、以下の記述においては兵種は記載しない。
ガリア義勇軍に所属するウェルキンが主人公の『1』でもガリア正規軍の実態や腐敗ぶりは義勇軍のウェルキンやバーロットを悩ませていたが、本来存在が許されず存在する筈がないネームレスはガリア正規軍から「手柄は横取りされ、失態の尻拭いはさせられ、謂われもなく罵倒される」など悪し様に扱われるのみならず、「公国の方針上許されない行為」や「国際条約にも明確に反する不法行為」など、ガリア正規軍上層部の意向による理不尽な命令が「命令違反は即銃殺」という脅迫に近い形で押しつけられる。隊員たちの個人情報は軍の機密事項に相当し、戦闘記録は一切残されない。
クルトの就任前までは数多くの戦死者を出しており、「ネームレス送り」は体のいい厄介払いだった。また寄せ集め集団で個々の能力は高いがチームワークはほぼ皆無だった。しかし、クルトとグスルグが隊の在り方を改革し、それぞれが誇りに目覚め、クルトを中心に纏まったことでガリア軍最強部隊への道を歩みだすことになる。
ネームレスの戦果は戦史上は存在しないが「名前も名乗らぬ黒衣黒髪の隊長率いるガリア軍部隊」が大戦下のガリア各地で目撃され、度重なる被災者救済活動や帝国の圧政に苦しむ人々の解放という形で「歴史上は無名にも等しいガリアの民」から深い感謝の念を抱かれるに至る。歴史に名を残すことこそないが大戦後の後世においてその担い手たち に明白な影響を残した。
クルト・アーヴィング (Kurt Irving)
声 - 中村悠一
『3』の主人公。ネームレスの隊長で、No.7。階級は少尉。20歳。
ランシール王立士官学校を首席かつ、歴代最高成績で卒業したエリート 士官。黒髪。ガリア正規軍において将来を嘱望されていたが、身に覚えのない国家反逆罪によりネームレス送りとなる。422部隊の隊長となり、訳ありの隊員達をまとめあげて過酷な任務をこなしていく。「表舞台における大戦の英雄」として戦争報道を通じて市井の誰もがその名を知るウェルキン･ギュンターに対し、「限られた関係者以外は誰もその名を知らぬ大戦の舞台裏における“無名” の英雄」として両者の功績を知るクロウ中佐から引き合いにされる。そのウェルキン本人とも隊務を通じた共同作戦を経て互いに親愛や友情の念を抱いたが、当初は前述通り本名を名乗れず、再会後のウェルキンから強いて頼まれようやく名乗る次第となった。一方、再会時にウェルキンとアリシアの上官と部下という関係だけとは思えぬ親密ぶりに嫉妬混じりの印象を抱いたリエラに対しては「自分たち二人だって負けていない」との本音を覗かせている。
性格は生真面目かつ厳格。決断力に富み、迷いや躊躇は滅多なことでは見せない。基本的には頭でっかちの理屈屋で迷信や俗説、神仏の類いは一顧だにしない極端な現実主義者。「日頃お世話になっている人へのお返し」と称し、その実好意を持つ相手にプレゼントを贈る「精霊節」の風習ですら真っ向から否定しまい、プレゼントを渡そうとしたセルジュを凍り付かせ、「女の子相手にそれはダメ」とヴァレリーから釘を刺される。
指揮官として優秀ではあるものの、他者とのコミュニケーションは苦手。しかしリエラやイムカなどネームレス隊員たちと接する中で他者との関わり方を学んでいった。
ランシール士官学校在籍時は「不効率の天才」と陰口されており、入学時は平凡な成績ながら「98点で満足せず残り2点のために寝る間も惜しむ」不断の努力と弱点克服、広範囲な知識習得により最終的には首席で卒業した。かわりに遊びもせず、一切友人を作ることもなく、軍での出世に必要な人脈形成も行わなかったため、同窓生からは変人として侮蔑の対象となっており、恩師たちからは呆れられている。初陣からして非凡な才能を発揮し、帝国軍との遭遇に及び腰になって本隊への報告を口実に隊の指揮をクルトに丸投げした隊長にかわって士気や実戦経験で大きく劣るガリア正規軍部隊の指揮を担い、勝利して初陣を飾る。
実家は雑貨屋 で貴族の子弟たちが貴族のつとめの一環として在籍するランシール士官学校においても庶民出身という異色の存在。想定外の事態に遭遇すると飴を噛んでボリボリ食う癖がある。趣味は料理。特にカレーのスパイス作りにこだわりがある。ただ、味には煩いが料理が冷めていようがその実お構いなしという本性も垣間見せ、ジュリオに呆れられている。
物語ではカラミティ・レーヴェンの指揮官ダハウ大尉に何度も遅れを取ったことで、彼を宿敵と考えるようになり、徐々に彼に認められていった（15章におけるカラミティ・レーヴェンとの戦いでダハウに「軍人としてはこれからは私が追う立場だな」と言わしめ、完全に認められた）。17章にて、アイスラーから管轄部隊の叛乱を口実に自宅謹慎に追い込まれていたクロウ中佐をアイスラー子飼いのガリア正規軍部隊による妨害に遭いながらもランドグリーズまで保護移送し、軍法会議に出席させることに成功。クルトを無実の罪で陥れ、422部隊の予想外の活躍ぶりから条約に反する毒ガス兵器使用を口実に葬り去ることを画策し、グスルグの命令違反により頓挫すると彼の逃亡罪を口実に造反部隊としてガリア正規軍による粛正を目論見、その実帝国や連邦と密かに通じ、ダハウ同様にユグド教枢機卿ボルジアとも相通じて「大戦の長期化とガリア焦土化」、「帝国を早期に勝利させかねない指揮官マクシミリアン暗殺」、「ヴァルキュリア思想をその実像と異なる永久不滅の信仰対象にする陰謀成就」、「単一宗教による大陸統一」と大戦の陰で数々の謀略を目論み、ボルジアの引き立てにあやかろうとしていたアイスラー少将を間接的にではあるが失脚に追い込んだ。このことにより、晴れて422部隊は恩赦により過去の罪が赦免された上でガリア正規軍に編入された。19章にて、ネームレスの手の内を知り尽くすグスルグ、グスルグに協力して足止め役に徹していたリディアをそれぞれランドグリーズ市街地と郊外で撃破する。遺恨もあったがクルトにとっては無二の親友でもあったグスルグについて叛乱罪を問われぬよう取り計らった上で隊員たちと共に弔った。ランドグリーズの度重なる危機を鮮やかに救い、アイスラー少将、マクシミリアン皇太子、ボルジア枢機卿と次々に有力な後ろ盾を喪って凋落の一途を辿り、理想の実現から遠のくカラミティ・レーヴェンを「帝国の粛正対象」へと追い詰めていく。大戦末期にガリア軍諜報部により帝国領内で発見が報告された「古代遺跡」についてその脅威を知るや制圧のため再びネームレスに戻る決断を下し、ガリアと帝国の停戦交渉が行われる微妙な情勢を加味した上で作戦に参加する全隊員のガリア国籍放棄と軍籍除名 をクロウ中佐に申し入れ、再度、帝国領内に侵入。国境付近で「万が一にもガリア領内から侵入してくる部隊」への警戒のため布陣中のジグ率いる部隊と交戦して撃破し、ランドグリーズへの威力攻撃実施とそれを事実とした大陸各国への脅迫により、「大罪人」の汚名と引き替えにダルクス人新国家建国を目論んだダハウの野望をカラミティ・レーヴェン残党と共に粉砕。その後、既に発射態勢に入っていた長距離弾道兵器（ヴァルキュリアの鉄槌）によるランドグリーズ殲滅を阻止し、発射角を変えて大陸への落下・被弾を防いだ。最後の命令として、ネームレス部隊を解散させた。その後、大戦を通じて愛を育んだ最愛の女性 と結ばれた。422部隊を名実ともにガリア軍最強部隊に育て上げたと臆面も無く自負する。「最後の作戦後は軍務から離れる」と宣言した通りになり、部下からは「ガリアのみならず大陸全土にその名を轟かせるだけの非凡な軍才」を惜しまれている。
同社のゲーム「初音ミク -Project DIVA- extend」では、鏡音レン用のモジュールが用意されている。
バンダイナムコゲームスのクロスオーバー作品『PROJECT X ZONE』では味方キャラクターとして登場。リエラとペアを組む。
リエラ・マルセリス (Riela Marcellus)
声 - 遠藤綾 / 水樹奈々（戦国大戦）
『3』のヒロイン。No.13。階級は二等兵。21歳。
開戦後に志願して義勇軍に入隊したが、配属された部隊が5回も全滅し、彼女だけが常に生き残ったため、周囲から「死神」と呼ばれて忌み嫌われた末にネームレス送りとなった。ネームレス内でもはじめは孤立していたが、クルトのおかげで他の隊員たちにも受け入れられるようになり、クルトに好意を抱くようになった。陰気で物憂げで孤立がちとみられていたがクルトの隊長就任以降は生来の明るさや溌剌さに加えて、極度の負けず嫌いや人の間に漂う空気は一切読まないという本性も露わにしていく。
捨て子であり、老夫婦に拾われて育てられた。赤い眼、赤と銀の髪という外見のせいで子供のころから苛められたが、祖父母からは愛され、それが彼女の優しさや他者への献身の源泉となっている。義勇軍に志願した元々の理由は、祖父に続いて祖母も死んで村に居場所がなくなったためで、常に自分の居場所を求めて生きてきた。そのためネームレスが自分にとって最後の居場所だと考え、そこに居続けることに執着している。
好物は牛乳。祖母に「牛乳を飲むと強い子になる」と言われて飲み続けるようになったという。
彼女が常に携帯し、初対面で背後から近付いたクルトの喉元につきつけたナイフは祖父の形見の品であるが、実は度重なる部隊全滅で彼女だけが生き残った原因でもあり、重大な秘密が隠されている。それを形見として彼女に残していたことから、自身の出生の秘密について養父母が知っていたことも悟る。
9章にて自身がヴァルキュリア人の血を引くことを知る。ただ、その力はヴァルキュリアの槍と盾を提供したクレメンティアの口から「覚醒と再眠を繰り返した結果、不完全な失敗例」と断じられている。ヴァルキュリアの力を行使すると極度の疲労によりその後、一定期間の静養を必要とするほど憔悴する。その後はヴァルキュリアの力について、マクシミリアン暗殺実行のためギルランダイオ要塞に乗り込んだ際にヴァルキュリアとして立ちはだかったセルベリアの脅威を目の当たりにした仲間たちに知られて恐怖され、隊を追われ居場所をなくすことを恐れるようになる。11章にてネームレス部隊の窮地をしのぐため、仲間たちの前でヴァルキュリアの力を解放する。彼女自身が忌み嫌い恐れた力は一度は諦めざるを得なかった苦渋の場面においてクルトに異なる選択肢を与え、クルトとグスルグの人としての格の違い を証明する結果にもなった。
リエラ選択時のエンディングではイムカとグスルグ（の替わりに参列したお馴染みのネームレス戦車）も含めた仲間たちに祝福されてクルトと結婚し、夫婦となっている。年齢はリエラの方が1つ上であるため、いわゆる姉さん女房となる。断章『力の秘密』では周囲の空気や雑音など一切おかまいなしで常日頃から自分たちだけの世界に浸り、イムカが断念させられるほど余人の立ち入る隙が全くない似たもの同士の「バカップル」だと他の隊員たちに呆れられている。
フィギュアはグッドスマイルカンパニーのねんどろいど、ボークスの1/8フィギュア がある。
『戦国大戦 -1600 関ヶ原 序の布石、葵打つ-』にてSS白井局のモデルとして登場。
バンダイナムコゲームスのクロスオーバー作品『PROJECT X ZONE』では味方キャラクターとして登場。クルトとペアを組む。
イムカ (Imca)
声 - 浅野真澄
『3』のもう一人のヒロイン。ダルクス人。No.1。階級は一等兵。17歳。
ネームレス最古参の隊員で部隊最強のエース。ネームレスにスカウトされて入隊した唯一の隊員。2年前にヴァルキュリア人であるセルベリア・ブレスによって故郷のティルカ村を滅ぼされ、後に判明した仇への復讐の機会を伺う。放浪中に寒さで行き倒れていた所をクロウ中佐に拾われた。寒さが苦手であり、クルトに好意を抱いた契機も寒さに震えるイムカに自身の毛布を差し出したことによる。
ライフルや対戦車槍などの機能を持ち、また白兵戦用の剣も装着している自作の専用武器「ヴァール」を使用する。この武器の発想元となったのは、故郷で使っていたナタと弓が一体となった狩猟具。同じダルクス人で作戦上共闘した義勇軍第7小隊の戦車操縦士イサラ・ギュンターのアドバイスを得て未完成だったヴァールを完成させる。完成した真のヴァールは彼女の特殊能力「武装開放」に不可欠なマルチロックオン機能を備えた多段式誘導ミサイル兵器。ヴァールを他人に触られるのは極端に嫌がっており、好意でヴァールに触れたコゼットにも激怒している。再会後にイサラの戦死を伏せようとした彼女の義兄ウェルキンの言葉を嘘だと断じた上で、イサラへの追悼のためヴァールを空に向けて撃っている。
言葉数が少なく、「～ない」と、話し言葉の最後を否定語で〆る癖がある。無愛想で復讐以外何も考えずに生きてきた為、他者とのコミュニケーション能力が著しく欠落している。上官の命令も一切聞かないが、エースナンバーのNo.1を背負うだけの突出した戦果を挙げている。しかしクルトが赴任してくると彼の交換条件を受け入れてその指揮権を認めた。その後、徐々にクルトと打ち解けて心を開くようになったが、後述の出来事まではクルトの本名を一切呼んでおらずNo.7で通している。
リエラとの関係は当初は他の隊員同様、無関係だったが、11章でヴァルキュリア人の力を解放したリエラの姿を見て錯乱し、襲いかかった（しかしそれが打ち解ける契機ともなった）。ヴァルキュリア人は強烈なトラウマで恐怖で足が竦むなど取り乱す。そのトラウマを乗り越えてギルランダイオ要塞に単身乗り込み、要塞の守将であるセルベリアに一騎討ちを挑む。だが、イムカの人間離れした実力に「能力を棄てる」という誓いを曲げ、ヴァルキュリア人の能力を解放したセルベリアに完敗。意識を失って捕虜となるが「ネームレス撤退」を条件にクルトとセルベリアの間で直接交渉が行われ、セルベリアの手でクルトに返還された。その際、セルベリアとの会話で初めてクルトの名を口にしたことが本人に知られてしまい、要塞陥落後に虜囚となったセルベリアが壮絶な爆死を遂げたこと、彼女からの事実上の遺言で「敗者は生き残れ」と伝言されたことを病床を見舞ったクルトから告げられる。アイデンティティーの喪失と追い求めた仇から「生き残れ」と命じられたことに苦悩するが、かわりにクルトへの思慕を自覚するようになる。
かなりの偏食家で、キノコ類、ミルク、コーヒーなどを嫌う。これは放浪生活での教訓によるもので、今では安全だと判っていても口に出来なくなっている。特にキノコはクルトから「食わせる」と脅されると渋々従うなど大の苦手。
イムカを選ぶエンディングではクルトと結ばれ、帝国領内の自分の故郷だったティルカ村へ連れて行く。その後、両親を殺されたダルクス人の少女と出会ったことで、戦争で孤児となった子供達の新しい故郷を作ることを決める。その後、孤児院を開き、クルトと共に孤児達と暮らしている。また、口調も女性らしい優しい口調になっている。
フィギュアはグッドスマイルカンパニーのねんどろいど、ボークスの1/8フィギュア が発売されている。
同社のゲーム「初音ミク -Project DIVA- extend」では、鏡音リン用のモジュールが用意されている。
バンダイナムコゲームスのクロスオーバー作品『PROJECT X ZONE』では味方キャラクターとして登場。
グスルグ (Gusurg)
声 - 桐本琢也
ネームレスの戦車長を務めるダルクス人。No.6。戦車長。階級は曹長。25歳。
ダルクス人としては裕福な家庭の生まれ。開戦とともに義勇軍に入隊したが、以前からダルクス人の人権保護運動に熱心だったため、危険思想の持ち主と看做されてネームレス送りにされた。姉が一人いる。
人望に恵まれ、他のネームレス隊員たちの信頼が厚く、前隊長亡き後は彼を隊長に推す者が多かったほど。着任したばかりのクルトとすぐに打ち解け、彼を隊長に相応しい人物として推薦する。クルトの指揮を拒絶した隊員たちが職務放棄。クルト、リエラ、イムカ、グスルグの僅か4人という状況でもクルトが作戦を見事に成功させたことに誰よりも感激する。周囲からはリーダーシップを発揮していると思われているが、自らはリーダーに向かないタイプだと断じている。
物語序盤ではクルトの親友かつ頼りになる副官として部隊とクルトを支え、他人との交流が苦手なクルトと他の隊員たちを繋ぐパイプ役ともなる。だが、カラミティ・レーヴェンとの交戦を経てその指揮官として理想を追うダハウの思想に共感を覚え始める。物語の折り返し地点ではダルクス人を虐待する帝国軍に対するガリアもまたダルクス人を容赦なく虐待している事実に不満を募らせていき、ついにはガリアの上層部が、彼自身に新兵器と称して渡した条約違反兵器の毒ガス弾を同胞であるダルクス人に向けて撃たせようとした事が決定的原因となって決別を決意。戦車砲を破壊して使用不能にした挙げ句、敵前逃亡の重罪を犯す。このため、予定していた戦車による支援砲撃が得られなくなった影響でネームレス部隊および共同作戦を担うガッセラール兄妹らガリア正規軍部隊は敵の反撃を許す深刻な苦戦に陥った。さらに、アイスラーの画策でグスルグの離反が原因でネームレスはガリア正規軍に排除されそうになっている。また、クルトの弁明と報告を受け、オドレイ自身が毒ガス弾頭を確認したことや、命令系統など事実関係を詳細に調査し、アイスラーにねじ込んだガッセラール兄妹はガリア軍上層部の腐敗と愚劣さに憤りの念を強くし、大戦後ガリア革命軍を決起する動機の一つとしている。
離反後は、ネームレスの宿敵で、ダルクス人独立の為に戦うカラミティ・レーヴェンの一員に志願。ネームレス隊員の個人情報をダハウからの信頼を得るための道具に利用。また、クルトに対してヴァルキュリア人であるリエラ殺害が目的だと口にした上で別働隊を率いてネームレスを執拗に追撃する。クルトの手の内と思考パターンを熟知するため、元来神出鬼没でしかもガリア正規軍から逃亡中のネームレスを正確に追跡するなど情け容赦のない行動に出る。しかし、スパイを疑うリディアの一存で半端な戦力でしか追撃することができず、クルトからは愚弄と受け取られる。在籍時よりも団結力や予測以上の成長を発揮するネームレスに連戦連敗し、作戦参加を申し出たジグは自らの目でネームレスの強さを目の当たりにして、元仲間相手に一切手を抜いていないグスルグへの信頼を深くする。
ガリア軍主力のファウゼン攻略作戦中という状況下におけるグスルグ率いる別働隊がダハウら本隊の企図するランドグリーズ襲撃の陽動目的だとクルトに看破され、ネームレスが防衛に向かう結果となった。もともと首都陥落が目的ではなく、襲撃はガリア正規軍部隊に撃退されて失敗に終わる手はずになっていたが、ダハウは作戦を挫かれた格好になり、やがては歯車が狂い出す。リディアからは長らくスパイと疑われていたが、戦いを通じて徐々に信頼されるようになり、ボルジアの口封じから彼女を助けながら「俺の手で殺されるか全滅必至の作戦に参加するか選べ」と脅迫し、自分の同類で悪党だとみなされ親密になる。最期は首都ランドグリーズ破壊作戦でネームレスによって作戦が阻止され、リディア共々戦死を遂げた。前述の通りクルトによって反乱罪の事実を隠蔽された上で密かに弔われる。
彼自身に「同胞殺し」を犯させようと目論んだ張本人であるアイスラーと間接的に共闘する部隊にその後身を置き、アイスラーの目的に合致した「ネームレス抹殺」を彼自身を事ある事に痛めつけてきたガリア正規軍との共同作戦により執拗に実施し、帝国軍人を同胞とは思えず撤退に失敗した帝国軍部隊を見殺しにした事実を離反後も彼を慕うネームレス隊員たちに目撃され、因縁の相手である筈のアイスラーを口封じで殺害するため、ランドグリーズに住まうダルクス人の同胞や自らの命と引き替えにしてまで成そうと目論み、理想家であるダハウの手を汚させまいとして敢えて買って出た汚れ役をグスルグ自身とそれに協力したリディアの戦死が引き金となることで「大罪人」に堕ちる苦渋の決断をダハウにさせてしまう結果になるなどと悉く裏目に出ている。
DLC「空」では、姉（声 - 鈴木麻里子）が登場し、グスルグは名誉の戦死ではなく、帝国のダルクス人部隊（カラミティ・レーヴェン）に所属し、ガリア公国に対する反逆者として死んだのでここに来た人間として名を残すべきではないとイムカに止められた。クルト、リエラ、イムカと対面し、離反後にグスルグが家族に宛てて、手紙を送っていたことを明らかにした。その内容はクルトと出会い、運命に感謝した事、ガリア軍と決別することを決意できたのもクルトのおかげである事、理想を実現したら必ず家族の下へ帰るというものであった。この手紙と姉の「弟のことを覚えていて欲しい」という言葉によって、クルトはグスルグのことを一生忘れないと誓い、空を仰ぎ見、涙を流した。
リエラのエンディングでは故人となった彼に替わり、彼のナンバーが貼られた愛用の戦車が親友の晴れの舞台を祝った。
レイラ・ピエローニ (Leila Peron)
声 - 庄司宇芽香
「大陸の女王」を自称する、ホーマー・ピエローニの姉。20歳。No.23。
ドSの女王様で常に乗馬用の鞭を携帯し、男たちを「教育！」と制裁して歩いている。特に教育されやすいのは口数が多いお調子者のアルフォンス。この行動が必然的に隊内の風紀を取り締まることになったため、ネームレスの鬼軍曹と恐れられる。ただし女性隊員には優しく教育は行わない。面倒見の良さからアニカやエイミーからは尊敬されている。
小さい頃からおこなっていたホーマーへの躾がエスカレートして、世の中のダメ男を躾けることに悦びを感じている。それが祟り、若い女性隊員にセクハラを行っていた軍の中佐を教育してネームレスに送られた。ホーマーのことはかわいい弟として愛している が彼の人格形成に重大な影響を与えたのはホーマーの項目にある通り、紛れもない事実である。ただし劇中で弟の名は口にしない。
彼女は自分が女王になり男を全て従えれば戦争は無くなって世の中が平和になると本気で考えており、敵軍である帝国軍を前に演説をぶって唖然とさせている。大陸中のダメ男達（マクシミリアンも含む）を教育したいと思っている。ただその考えの根底は性根の優しさから来ており、悲しみしか生まない戦争を嫌ってなんとかしたいという願いが彼女なりの形となったもの。
解散後は、世界平和のためにと、ダメ男を教育する旅へと旅立った。その際、職業を調教師と自称している。
アルフォンスと共に 『戦場のヴァルキュリア3』の公式サイトの「陣中日誌」 のMCを務める。
アルフォンス・オークレール (Alfons Auclair)
声 - 松本考平
No.11。「ガリアの隼」を自称する丸顔肥満体型の隊員。23歳。
顔や体型と、キザでダンディな言動行動が一致しない人物。「話さなければ格好良いのに」と言われることが多い世のイケメン男性に対し、それとは逆で「話せば話すほど格好良い男にみえる」と仲間たちからみられており、特にアニカからは心酔されている。明るく気配り屋でネームレスのムードメーカーだが前述通りお調子者。根っからのフェミニストで女性に対しては相手がエイミーのような子供や、グロリアのような老婆でも差別せず紳士的に振る舞うが、モテることはない。元は探偵だったため情報収集が趣味で偵察兵・スパイとして優秀な働きをしている。422部隊が神出鬼没でガリア軍最速部隊を誇るのも彼がもたらす正確な情報の賜物である。
貴族出身だったが、陰謀渦巻く貴族社会を嫌い、家を捨てて探偵稼業を始めた。開戦後、義勇軍に入隊していたが、趣味が高じ過ぎて個人情報の不正取得で捕まり、ネームレスに送られた。
やや斜に構えているが正義感が強く、悪徳貴族や役人の不正を見逃せない。ネームレス送りになった理由もその辺りの事情が関係しているらしい。帝国に情報を売っていた売国奴の悪徳貴族に友人を殺されたことがあり、その復讐のため彼の事をずっと調べ続け、最終的に監獄送りにした。
レイラに対してジュリオら隊の男性陣が制裁を恐れて避ける中、半ば彼女をわざと「女王様」に振る舞わせる恐れ知らずの言動をとり続けるため、彼女の実弟ホーマー同様の“なにか”に目覚めてしまいそうなほどに教育を受けまくっている。教育され過ぎて途中で失神してしまうほど。
解散後は探偵業に戻った模様。断章『NAMELESS、再集合』では、クルトとリエラの結婚式にセドリック以外の全員に連絡をして招待していた。
セルジュ・リーベルト (Serge Liebert)
声 - 河本啓佑
病弱で影が薄い隊員。年中咳をしている。18歳。No.45。
正規軍兵士だったが、不治の病で余命幾許もないことが判明したため軍を除隊させられた。しかしどうせ死ぬのであればせめて軍人として名誉ある戦死を遂げたいと考えて自分から志願してネームレスへとやってきた。
死に場所を求めるかのような無茶な行動が目立ったが、ある作戦で命令違反を犯して自らを危険に晒したことをクルトに激怒され、「自分の隊に居る限り名誉の戦死など許さない。今度命令違反で自ら命を投げ出すような真似をしたら即刻除隊させて病院に強制入院させる」と宣言され、クルトからセルジュ自身が考えている以上の信頼を置かれていると理解し一筋の希望を貰ったと改心。考えを変え、残りの命を精一杯生きる事を決意する。公私共にクルトを慕うようになるが、前述の通り「精霊節」では可哀想な目に遭っている。無愛想で極度の無口により隊内で孤立しているシンとは共感するところがあって親しくなり、シンの宥め役も買って出るようにもなる。
解散後は、クルトの命令を守り続け、高原の羊飼いの元で余生を過ごしている。
ダイト (Deit)
声 - 橋詰知久
悲観主義的で周囲に心を閉ざすダルクス人隊員。27歳。No.56。
唯一の肉親である妹ダイナを守るため義勇軍に志願して入隊した。しかし長身で目立つことからダルクス人差別の対象になりやすく、いわれない暴力や理不尽な扱いを受け続け軍規違反をでっち上げられてネームレス送りにされた。罪もなくネームレス送りにされたことに失望し、揃いも揃って訳あり他の隊員と関わりを持ちたがらず、同胞のグスルグだけは信頼していたが、グスルグが離脱すると隊内で完全に孤立した存在になってしまう。
一度は軍務に嫌気がさし、故郷近くでの作戦中に正規軍の緩い監視をかいくぐり脱走してダイナの元へ向かおうとしたが、それ以前から様子がおかしいことに気づいて止めようと同行したエイミーが逃亡罪を告発せず、更には『奇襲攻撃』という隊務をでっちあげて成功させたクルトの尽力により罪を逃れる。作戦後にクルトからダイナが戦火に巻き込まれて亡くなったと聞かされる。一時は自暴自棄に陥り、死地を求めようと必要以上に軍務に身を入れ、心身共にボロボロの状態に陥る。しかし、またしてもエイミーに気づかれた上で「貴方が死んだら私が泣きます」と励まされて自分を取り戻した。エイミーの口調がダイナに似ていることから本名を彼女にだけ明かし、それ以降は彼女には頭が上がらなくなり、照れ屋なだけで根は心優しい人物だと見抜かれている。
認めた相手には名前を名乗るのがネームレスの流儀だが、彼はエイミー以外には誰にも名乗っていない。エンディングでも他の隊員たちが解散に際して本名を名乗っているが彼だけはNo.56を自称している。
解散後は、得意だった針金細工で収入を得ながら各国を放浪し、そこに住む同胞達の元を訪れている。同胞達に触れ合っているうちに、自身のルーツを知りたいと思い始め、断章『NAMELESS、再集合』でヴァレリーにダルクス人の歴史研究の協力を懇願する。
ヴァレリー・エインズレイ (Valerie Aynsley)
声 - 佐々木愛
No.12。28歳。眼鏡に赤毛のボブカットという隊きっての才媛。作戦立案時には作戦参謀役としてクルトからも信頼を寄せられる。ただ、戦場でも旺盛な好奇心が災いして軍務がそっちのけになる悪い癖がある。元大学助教授という歴史学者だったが、ランドグリーズ城の蔵書庫に無断侵入して捕まり、ネームレス送りとなった。本人は自らを「政治犯」だと主張しているのだが、後にネームレス送りの経緯を聞いた隊員たちから単に「非常識な不法侵入犯」だと呆れられている。それ以前から遺跡への無断侵入などが多かったという。研究のためには手段を選ばない上に、夢中になると周りが見えなくなる。幸いにして最終戦でもヴァルキュリア人の古代遺跡と超兵器「ヴァルキュリアの鉄槌」に夢中になった彼女が弾道計算を誤るような事が起きなかったため最悪の事態には陥らずに済んだ。
ヴァルキュリア人について調べる事で「ダルクスの災厄」の真実を解き明かせるのではないかと考え、真相を明らかにすることが迫害され続けるダルクス人の地位向上にもなると考えているが、ダイトことNo.56からは迫害されているのは「ダルクスの災厄」が原因ではなく、差別対象への優越意識を持ちたい者たちの歪んだ意識にあると断じられている。ランドグリーズ家の書庫に侵入したのもダルクス人遺跡の調査でランドグリーズ家とダルクス人の関わりを確信し、その仮説を立証するためだった。砂漠遺跡調査の提案はクルトに即刻却下されたが、それを調査していた帝国軍の遺物についての調査は許され満足している。
彼女が長年抱き続けた仮説は、再びネームレスとなり国籍を棄てて帝国領内に侵入する間にコーデリア姫自身が自らダルクス人の末裔であることを国民に公表したことで正しかったことが立証されたが、ガリア国民の一人としてヴァレリーが耳にする機会は永遠に失われた。
解散後は、今まで築いていた歴史学者としてのキャリアと研究を失うが、親交のある他国の研究者を頼り、一から歴史学者を出直している。
フェリクス・カウリー (Felix Cowley)
声 - 松原大典
No.21。21歳。元々は正規軍に所属していたが、上官への具申が過ぎて疎まれネームレス送りとなった。
仲間思いの性格だが、過剰なまでに仲間を心配するため、周囲からは暑苦しい奴と鬱陶しがられている。とりわけウェットな関係を嫌うジゼルからは辛辣な表現で嫌われている。仲間を過剰に心配するのは過去に家族を全て失った経験からで、仲間達は自分にとって家族同然だと考えているため。
最大限の戦果を求めるクルトに対して仲間を危険に晒すなとしばしば対立した。しかしクルトの元で戦う内に、クルトの指揮能力を認め、クルトも彼の思いを汲むようになっていった。グスルグ離脱後は隊の士気を高めるリーダー補佐役として手腕を発揮する。
女性の気持ちを察するのが苦手で、いつも余計な一言をポロっと漏らすため全く女性にモテない。支援兵として平時も熱意を燃やすクラリッサの身を案じて彼女を休ませるように取り計らい、彼女が軽蔑されると頑なに口にしなかったネームレス送りの経緯を聞き出すなどしていい雰囲気になりかけたが、偶然にも戦場で負傷兵となっていた帝国軍人の恋人を発見し、自ら身を退くような形で二人の間を取り持った。役得として彼の胸の中でクラリッサが号泣した。
解散後は、傭兵となり帝国軍と戦い続けている。そこで高い信頼を得ているが、相変わらず女性にモテない。
ジュリオ・ロッソ (Giulio Rosso)
声 - 会一太郎
No.32。「料理は人を幸せにする」がモットーの生粋の料理人。マルギット分隊隊員。30歳。料理を通じて人は分かりあえるという考えを持っており、そのためなら労を惜しまない。ガリア義勇軍に所属していたが、軍の備蓄食料の無断使用が原因でネームレス送りになった。
料理人としてのスタンスは、創作料理を得意とするクルトに対して伝統の調理法を重視する傾向にある。
両親を亡くして貧しかった頃に一人のシェフのスープによって救われて料理人になることを決心し、様々な味を知ろうとガリア各地を旅して料理の修行するようになったという設定。ダルクス人のみが知る食材「コハクダケ」とその調理法も習得している。ダルクス人を蔑視して何も理解しようとしないガリア正規軍の兵士達に対し、あえてダルクス料理を振舞うことでその目を覚まさせたこともある。
ネームレスの中では一番の常識人であり、ツッコミ担当のような存在になっている。缶詰は兵站を担うカリサへの取引に出されているが、それでも私用のロッカーは不味い缶詰で埋まっているという。不味いモノを食わされるのは人間にとって不幸せというポリシーを持つが、それすら食べられない人間も世の中には存在するとカリサから真っ向否定される。
解散後は、流浪の料理人として各国を渡り歩き、味の探求に励んでいる。
アニカ・オルコット (Annika Alcott)
声 - 丸山未沙希
貪欲に強さを追い求め続ける少女。17歳。No.24。
町で絡んできたチンピラを手酷く撃退したとして、過剰防衛の罪でネームレス送りになった。明るく元気溌剌で、正義感に溢れている。常に自己の強さを高める事を考えて鍛錬を欠かさない。考えるより体を動かすほうが得意で、難しい話や計算が苦手。
10年前に自分を助けてくれた軍人が野菜好きだった影響で自分も野菜好きになり、いつか憧れの恩人に認めてもらうために強さを求め続けていた。しばし「野菜万歳!」という恩人に纏わる台詞を口にする。DLCにより「恩人」本人との共闘も可能。
しかし正しい強さというものをちゃんと理解できていなかったため、身につけた腕っ節の強さはただの暴力と化しつつあり、道を踏み外しかけていた。その間違いをグロリアに指摘され、心の強さも兼ね備えた「本当の強さ」を目指して心身を鍛え直す決意をした。自己鍛錬に熱心なイムカにも挑みかかるなどしたが、結果的には彼女に自分の存在を認めさせている。
解散後は、世界を巡る武者修行へと旅立った。その後もグロリアに修行の成果を知らせる手紙を送っている。
エイミー・アップル (Amy Apple)
声 - 津田美波
しっかり者で世話焼きが過ぎてややお節介な少女。15歳でネームレス最年少の隊員。No.15。
父は売れない画家で父に仕送りをするために義勇軍に志願した。義勇軍よりも給料が良い部隊だと騙されてネームレスに志願した。経緯はともかくとして真面目に軍務をこなして仕送りと父親への手紙は欠かしていない。そんなけなげな様子をグロリアからは「駄目な大人に関わってしまった不幸な子供」として「いずれ駄目な男に捕まる」とその将来を案じられてもいる。まっすぐな性格で歳のわりにしっかりしており、仲間たちからは妹のように可愛がられている。
敬虔なユグド教徒であり、ボルジア枢機卿を尊敬していた。
背が低く、実際の年齢よりも子供扱いされる事が多い。そのため身長を1cmサバを読んで150cmだと主張している。その体格ゆえに敵の銃弾から当たりにくく、「前線を単独で駆け回る兵種」に向いていながら寂しがり屋でひとりぼっちだと落ち込むという矛盾した個性をもっている。また、エイミーが隊にいるためなのか、「なんで子供がいるんだ」という通信ボイスがランダムで発生する。
過酷な戦いを続けている娘からの手紙に父親からの返事はないが、父親を理解して信じるエイミーは父を批判されると反発する。そんな父親にどことなく似ている雰囲気を持つダイトの事を部隊内の誰よりも気にかけており、脱走しようとする彼を止めたこともある。妹ダイナが死んでから荒れるダイトを支える中で、次第に心を通わせるようになっていった。彼の弱みを握ってダイトをしっかり尻に敷いている。
解散後は、ダイトに付いて行こうとしたが置いてかれてしまい、仕方なくグロリアのコネで下宿の管理人の仕事をしている。
グロリア・ダレル (Gloria Durrell)
声 - 池田千草
No.3。ネームレスの最年長者。マルギット分隊隊員。62歳。多くの犯罪歴を持ち、重量級の兵器も軽く扱うワイルドな老女。腕力体力健脚は達者で孫にも相当する若い隊員たちにも負けていないが腰だけは年齢相応の深刻な持病を抱え持つ。
裏社会の顔役で、彼女の声一つで動く裏組織はいくつもある。武器の密輸入容疑で逮捕されてから彼女自身の希望でずっとネームレスにいる。ネームレスには2年間在籍しており、イムカに次ぐ古株。面倒見がよく、最年長者として若い隊員達から相談を受ける事も多い。
本職は娼館の女将であり、リエラやエイミーにも仕事を紹介しようとしたことがある。
昔から裏社会で生きて来ており、政治家や貴族達の後ろ暗い出来事の尻拭いもしてきたため、彼らの本当の姿を良く知っている。そのため宰相ボルグが売国奴である事、自分の保身のためだけに連邦と通じて暗躍している事を誰よりも良く理解していた。裏社会で生きる者ではあるが、彼女なりの正義感というものがあり、祖国ガリアを想う気持ちは他の者にも負けていない。「犯罪王」セドリックの過去の所行の数々を本人と彼を追い回してきた元刑事のエイダに次いで精通しており、セドリックの真意については図りかねている。また、過去はフレデリカのように女の色香を使い数々の悪事を働いてきたと自身の口から語られており、同類だとみなされた彼女から帝国の皇太子マクシミリアンの出生に纏わる秘密など、裏設定に相当する重大な事実を明かされてもいる。
解散後は、裏社会へと戻って行く。そこで表社会から流れてくる若者達にエイミーやアニカのことを語って人の道を説いている。
アントニオ・ホセ・ロドリゲス (Antonio Jose Rodriguez)
声 - 岸野幸正
No.100。訓練場で教官として部隊の訓練を行う。48歳。実戦は全く駄目だが、指導訓練の腕は確かでそこを評価されている。ネームレスに送られた理由は不明。またネームレスでありながら戦闘に参加しなくてよいという謎の多い人物。
実戦に出ていないにもかかわらず造反部隊の一員にされ抹殺されかけたことに激怒し、ネームレスと運命を共にする覚悟を決めた。
容姿はカレルヴォ・ロドリゲスと酷似しているが、彼との関係は不明。
解散後は、妻子を呼び寄せてカリサのコネで某国の武器商で検品係の職を得る。

##### 補充隊員
クラリッサ・キャラハン (Clarissa Callaghan)
声 - 照井春佳
No.46。21歳。マルギット分隊隊員。トレードマークはナースキャップ。正規軍野戦病院に看護婦として勤務していたが、看護していた捕虜の脱走を幇助した罪でネームレスに送られた。愛らしい容姿で男性人気は高いが、時々儚げな表情を見せる。
怪我をしていた帝国兵の捕虜を介抱するうち、互いに好意を寄せるようになった。フェリクスにネームレスに送られた原因を聞かれた際に「聞けば絶対に軽蔑される」としてなかなか話そうとはせず、再会を約束した彼を脱走させた事、目印としてペアのペンダントを持っている事などを語った。ただ彼女の意に反し、フェリクスがクラリッサを軽蔑することはなかった。その後、前述のように事情に通じるフェリクスの配慮で帝国への帰還を許されず再び兵士として前線に立たされていた恋人と戦場で再会。治療する間にしばし語らい、「一緒に逃げよう」という誘いに対して「今逃げても絶対に幸せになれない」と断り、再会を約束して再び別れた。
解散後は、帝国でダンサーとして旅芸人の一座に加わり、恋人を探し続けていた。断章『NAMELESS、再集合』ではフェリクスとの会話の中で恋人と再会し、子供を儲けていることが明かされている。
彼女のキャラクターデザインは元々リエラにあたるヒロインの初期デザインを流用したものである。
シン・ヒューガ (Shin Hyuga)
声 - 小原雅人
元ガリア義勇軍所属。No.58。偵察兵。27歳。
孤高のサムライ。異国の血が混じった混血人種という理由でネームレス送りになったとされるのだが、後に「多分それだけが原因ではない」と隊員たちから思われるに至る。ネームレスに送られた後も、自分を受け入れてくれたガリアの地と主君のコーデリア姫には絶対の忠誠を誓っている。生真面目で融通が利かない性格なうえ、無骨かつ無愛想なため近寄り難い雰囲気を放っている。それ故に、ダイトからは「バカだ、コイツ」と評され、エイミーも「筋金入りですね」とそれに同調されてしまう有様であった。ただ、同じく口数が少なく人と話すのが苦手なセルジュとは相通じて親しくなっている。
父がガリアの人間で母が東方の島国の人間だった。母が死んでから父と共にガリアへと移り住んだ。東方で育ったため、そこの考え方とガリアでの考え方の違いに馴染めないでいる。主君のためなら死ぬ事を厭わない覚悟とコーデリア姫への忠誠心の高さを認められて部隊に溶け込んでいった。
ただし、彼の祖国の風習である「ハラキリ」はクルトから厳重に禁止された。また異国の地に馴染めないことに起因した彼のポテンシャルが極めて発動する機会が多いのが主君の居城のあるランドグリーズとなっている。
解散後は、某国の港でラグナイト貿易商の用心棒として働いている。なお、国を捨てることを最も嫌がっていたが、グロリアの説得により承諾した。
マルギット・ラヴェリ (Margit Ravelli)
声 - 池田千草
No.33。対戦車兵。マルギット分隊隊長。階級は少尉。22歳。クルトとは正規軍の階級としては同格であった。なお、マルギットはクルトより年上であるが敬語を使っている（クルトより年上のネームレス隊員でクルトに対して敬語を使っているのはマルギット、ヴァレリー、クラリッサ、ジゼル、カリサの5名と少数である）。植物が好きで、鉢植えの花を世話をしている。
ダモン将軍とも親戚筋にあたる名家の軍人一族の出身であるエリート女性軍人。ランシール王立士官学校を卒業しており、同期にユベール・ブリクサムがいる。開戦後に作戦失敗の責任を取らされネームレス送りになった。エリートであることを鼻にかけており、他の隊員達と打ち解けようとしなかった。
当初は作戦失敗の原因は部下のせいで、自分には一切非がないと本気で思っていた。そのためこの処分を納得しておらず、この部隊から一刻も早く抜けるために手柄を欲し、遂行中の任務のルートについてクルトに意見具申した。しかしその案は即座に却下され、「学生からやり直せ」といわれる。それを侮辱と感じ怒っているところをアルフォンスに窘められ、ガリア正規軍を「最底辺のネームレス」から見てみるといいと助言される。助言を受け入れたわけではなかったが、ネームレスを人間扱いしない正規軍指揮官の無茶な命令を見て、かつての自己中心的な考えで周りが見えていなかった自分の姿に気付き目が覚めた。結果としてマルギットが当初作戦具申していた状況に陥ったことでクルトから自分は一切命令しないから代わりに指揮を執れと命じられ指揮を代行する。日頃は見下していたネームレス隊員達の活躍と自身が売名のためとはいえ熱を入れて立案した作戦の方向性が正しかったことを自ら証明することで指揮官の自覚に目覚め、「学生からやり直せ」と言ったことを撤回したクルトから手腕を認められる。その後は前述通り分隊指揮官も任せられる。ただし、指揮官としてはそれなりに有能だが極度の方向音痴で地図が全く読めない欠点も併せ持つ。
解散後の動向は断章『NAMELESS、再集合』で明かされ、エリオットとイルマリの会話の中で他国で親戚の養子となり、軍人を続けている。なお、養子となったため名前が変わっており、「マルギット・ヘルムズ」と名乗っている。本当は「マルギット・アーヴィング」になりたかったということを明かしていた。本人はあくまで憧れていたからと話しているが、その後に酔った勢いで彼の名前を叫んでいたことから、好意も抱いていた様子が窺える。
ザハール・アロンソ (Zahar Alonso)
声 - 森岳志
元ガリア義勇軍所属の傭兵。No.57。59歳。
第一次大戦で帝国に滅ぼされたフィラルド王国の出身。ガリア戦役では傭兵として戦っていたが、酒癖が悪くトラブルを起こしてネームレス送りになった。アルコール中毒を思わせる描写が多々あり、軍務中だろうがお構いなしに酒をあおり、酔いが回ると能力が上がる反面、敵陣のど真ん中だろうがお構いなしに酔っ払って寝てしまう悪い癖がある。移動中に突如行動不能となる全ネームレス隊員中最も厄介なポテンシャルを保持する。
真偽は不明だが、過去に帝国の侵略により滅んだフィラルドの英雄的な将軍であり、イェーガーの才能を評価してその座を譲った「元将軍」ではないかと噂されている。イェーガーの事を子供の頃から知っていること、フィラルド軍人はそのほとんどが帝国に処刑されており、彼の事を小僧呼ばわりできる人物は極少数しか生き残っていないという点が根拠となっている。イェーガーが祖国復興のためマクシミリアンに取り入って帝国軍の主力を担うという手段を選んだ事に失望し、故国が廃墟となって滅んだ光景を忘れ去ることが出来ず、酒浸りに陥ったとされる。
イェーガーを主人公とするDLC「終戦、そして旅立ち」では直接の登場はないが、イェーガーから「師匠」、「あの酔っ払いの爺さん」と呼ばれており、まだ生きているのかとイェーガーはザハールを思い出していた。彼が噂通りの人物ならば酒癖の悪さは祖国滅亡以前からということにもなる。
解散後は、傭兵稼業を辞めてフィラルド王国があった地へ戻り、祖国再興を目指すイェーガーを密かに支援している。断章『NAMELESS、再集合』では、祖国再興を実現するために酒を控えている模様。
セドリック・ドレーク (Cedric Drake)
声 - 小原雅人
No.25。窃盗から殺人まであらゆる犯罪を犯してきた「犯罪王」と呼ばれる男。薄めのサングラスに両腕には入れ墨と異彩を放っている。マルギット分隊隊員。47歳。名前は仮名であり本名ではない。わざと逮捕された後に司法取引をしてネームレス送りになった。このような司法取引が認められたのは彼が戦死してくれれば山のような裁判手続きが省けるからだという噂がある。
多くの犯罪を犯してきた彼だが、飄々として陽気で明るい性格で基本的に人当たりはいい。ただ深い付き合いを持つことは避けたがる。ちょっとした軽口の類いもその実猛毒を孕んでいる。多くの修羅場を潜り抜けてきただけあり剛胆さでは抜きん出ている。ただ、ネームレスの中では唯一、ダルクス人に対し偏見を持っており、彼らを快く思っていない。ネームレスに入ったのは恩赦を受けるためと称しているが、その気になりさえすれば軍上層部を過去の弱みで脅して隊を抜けるのも簡単だと嘯いておりこの点ではグロリア、フレデリカとも共通している。戦場では殺人を犯せば犯すほど持て囃され、大量殺人者が「英雄」になることにも関心があり、「戦場で何人殺せば罪人が英雄になれるのか？」を実際に試したがっていた。クルトの決断の結果、422部隊が作戦中に全滅を遂げたことがクロウ中佐の工作で成立したため、彼に纏わる数々の容疑は被疑者死亡により永久に消失した。ある意味クロウの工作による恩恵を最も受けた人物となっており、「無名」（ネームレス）ではあるが「大戦の英雄」になる野望も達成した。
セドリック逮捕に執念を燃やす元刑事のエイダには彼自身にとって奥の手である隠しナイフを使わせた自身の認める宿敵。長年にわたって執拗に追跡されており、現在では腐れ縁に近い関係になっている。
解散後は、消息不明となりアルフォンスにも行方が掴めなかったが、断章『NAMELESS、再集合』で知らされていないにもかかわらずクルトとリエラの結婚式に姿を現した。
エイダ・アンゾルゲ (Ada Ansorge)
声 - 丸山未沙希
No.16。元エリート捜査官の女刑事。トレードマークである腰につけた手錠はその過去に由来している。マルギット分隊隊員。28歳。汚職の罪でネームレスに送られてきた。セドリックの監視に拘泥し、それ以外の事には一切関心を持たないため、他のネームレス隊員との協調性が皆無である。
かつてセドリックを追い詰めたことがあるが、油断から隠し持っていたナイフで刺されて取り逃がすという不覚をとった。このときの負傷により長期の療養生活を余儀なくされ、それが原因による人事異動により現場の第一線から遠のくことになって将来を絶たれた。以降執拗にセドリックを追い、様々な裏組織と繋がりを持ったり、不正・違法捜査に手を染めてきた。ネームレスに来たのもセドリックを追って自ら志願しての事で、自らの違法捜査をわざと暴露してネームレスに送られるよう仕向けた。セドリック自身が嘯く通りネームレスの隊員たちはセドリック、エイダも含めて、皆それぞれが手法や経緯、思想こそ異なれ「人として越えてはならない一線を越えてしまったはぐれ者の集まり」であり、この事実はクルトにさえも当てはまると主張した。セドリックの最期は全ての罪を公にされた上での公開処刑が妥当と考えているため、彼が戦場で国のために死ぬという高尚な死が決して許されるものでなく、彼の監視と戦死させない事が行動目的となっている。そのため、戦場において彼を守るためなら自分の身体をも平気で盾にする。ただ、セドリックに負わされた古傷の痛みがしばしば彼女を苦しめてもおり、それは彼女が持つ「古傷」というポテンシャルにも表れている。
解散後もセドリック逮捕を諦めず、裏社会のコネを使って潜伏し、セドリックの出現を待っている。断章『NAMELESS、再集合』でセドリックと再会して逮捕しようとするも、どちらも死亡扱いになっており、逮捕する権限も罪状も無いことを指摘される。
エリオット・オーツ (Elliot Oates)
声 - 橋詰知久
元ガリア義勇軍所属。No.18。偵察兵。36歳。
「結婚詐欺師」という触れ込みでネームレスに送られてきた人物。大層な女好き。自分に落とせない女性はほとんどいないという自信があるハンサムガイで、今まで数多くの女性と交際してきた。その数は不明で、100人から先はもう数えるのをやめている。エイミー唯一人を除く女性隊員全員（グロリアも含む）を口説こうとしてものの失敗。特にイムカには瞬殺された。本人は「ネームレスに送られるような女性たちだから」と言い訳している。
結婚の話があるとその女性から逃げ出していたのは事実だが、ネームレス送りの本当の理由は上官の情婦に手を出した事。普段ナンパばかりしているが、それは実は女性を本気で好きになるのを恐れている事の裏返し。少年時代の初恋と失恋を未だに引き摺っている。
「断章」は他の隊員（主にレギュラー）との関わりあいで進行するが、エリオットだけは途中まで「独白」という形で進行する。
解散後は女性さえいれば生きていけると言い、詐欺師に戻った模様。だが、未だに真剣な恋愛は出来ずにいる。
ジゼル・フレミング (Gisele Fleming)
声 - 照井春佳
No.26。長らく監獄生活を送っていた女性隊員。マルギット分隊隊員。24歳。無口で表情も乏しく、誰とも関わろうとしないが、嫌われている訳でもなく、微妙な距離感を保っている。どこか怪しくミステリアスな雰囲気を持つ。
食べ物に事欠き、いかなる粗食にも耐えられる孤児院育ちだったが、高い知能指数を持っていたため、国の研究所へ送られた。普通の遊び相手がいなかった彼女はいつしか炎を友達と呼ぶようになる。放火を繰り返し、その罪で刑務所へ送られた。ガリア政府はなおも利用価値があると踏んだのか、それとも処刑の手間を省くためか彼女をネームレス送りにしたという設定。真性のフェミニスト故、彼女自身が望んで孤立している状況を無視できなかったアルフォンスに詮索される。
自分にも他人にも無関心。相性のいいキャラは一人もいない。燃える炎だけに関心を示して友として会話する。一応、隊長のクルトの指示は素直に聞いている模様で、断章『NAMELESS、再集合』でクルトに結婚式で火を使った出し物を提案するが、危険過ぎるため却下された時は渋々ながらも諦めている。
炎を友達と称するだけあって火薬など火に関する知識は豊富であり 炎を巻き起こして育てるのもエサを絶って殺して消すのも自由自在。
解散後は、山で炭焼き職人の手伝いをしている。山を焼きたくなる衝動に駆られるが、クルトに「捕まることはしないように」と釘を刺されたため我慢している模様。
フレデリカ・リップス (Frederica Lipps)
声 - 津田美波
元義勇軍所属。No.19。マルギット分隊隊員。27歳。華のある風貌と色気を駆使し、男を誑し込む技術に長けたミステリアスな女性。上官とのスキャンダルが元でネームレスに送られてきたとされる。
クロウ中佐とは私的に懇意の仲で、2人きりの時はラムゼイと呼ぶ。実は多国間で活躍するスパイで、本来ガリアの人間ですらない。情報さえ得られるなら誰の相手でもするし、相応の金を払えばどんな情報でも売る。結構なやり手らしく、マクシミリアンの個人的な情報からダモン将軍の娘の事まで情報の範囲は多岐に渡る。義勇軍に入ったのも仕事の都合だったが、身元が発覚しそうになり身の危険を感じたため、故意にスキャンダルを仕掛けてネームレスに逃げ込んだ。奇しくもガリア正規軍の暗部について、生きてそこに居続けさえすれば探るまでもなく集まるネームレスに居心地の良さを感じているらしい。男性陣から過去を問われても言葉巧みにはぐらかすが、自分とは同類とみなしたグロリアには聞かれもしないことを語って聞かせている。彼女がもたらす情報はクロウ曰く「相当高く付く」らしいがその精度は極めて高いとクルトも認めている。
解散後は、元のスパイ活動に戻った。なお、ネームレス時代に集めた情報は高値で売られている模様。
イルマリ・ガソット (Ilmari Gasotto)
声 - 森岳志
元民間人。No.17。29歳。だらだら生きる事を信条としているニートで、徴兵拒否をしたためネームレス送りになった。ムラっ気が激しく、突然やる気を出したかと思えばすぐ止めたりする。
自分の好きな事には必死になるが、お国のためという理由で死ぬのはまっぴらだと主張して憚らない。昔トランペットに嵌った時期があったが、途中でやる気が無くなって止めている。女性の柔らかそうな頬っぺたが大好きというフェティシズム持ち。特に笑顔の時が最高らしい。その観点でリエラを好きになり、笑顔を見たいがために彼女の喜ぶ事を模索した結果、再びトランペットを手に取った。ただし、本人が言うには付き合いたいという具体的な好意とはまた違うらしい。
解散後は、放浪の旅に出る。旅の途中で突然釣りに目覚める。

#### ガリア正規軍
ラムゼイ・クロウ (Ramsey Crowe)
声 - 石川英郎
ガリア軍諜報部所属の中佐。422部隊の上官である正規軍軍人。34歳。トレードマークはヒゲと開いた胸襟から覗いた濃い胸毛。
ガリア辺境に領地を持つ三流貴族出身であるため、出世を諦めており、上層部への忠誠心もまったくない。酒と女にだらしない放蕩者で、面倒なことは部下に丸投げのいい加減な性格である。しかし軍の役目は国土と国民とその財産を守ることであると、軍人としての矜持や愛国心はしっかりと持ち合わせている。優れた軍略家の面もあり、ここぞというときに422部隊を投入して戦局を支えている が、反面売り言葉に買い言葉で余計な軍務を引き受けることもある。優秀な事を知られると警戒され、余計なトラブルに巻き込まれたり、いざという時に動きづらいという理由から、わざとボンクラ軍人を演じているらしいが、酒と女が大好きというのは素の性格らしい。寒さで行き倒れていたイムカを助け、ネームレスにスカウトした張本人。一人称は「俺さん」。イムカの人当たりを柔らかくし、上官の命令を悉く無視してきた彼女を上手に使いこなすクルトの手腕は認めている。
ラムゼイの部下という立場からクルトは大抵のことには免疫を持ち、彼に対して遠回しな皮肉を言えるようにまでなる。前述通りクルトをウェルキンにも匹敵するガリア軍でも抜きんでた英雄として評価することになった。
ガリア戦役後、退役を考えていたが、ダモンやアイスラーなどの戦死または失脚による上層部の深刻な人材不足のためこれを認められず、やむなく後進の指導に力を入れている。その際、アイツ（おそらくクルト）がいればとぼやいているらしい。
カリサ・コンツェン (Carisa Contzen)
声 - 佐々木愛
正規軍兵站部→ネームレスNo.63。調達屋。年齢不詳（本人曰く「20歳以降はカウントしていません」）。マルギット分隊隊員でもある。
ネームレスへの物資調達を担当する正規軍兵站部所属の女性軍人。ゲームにおいては彼女から武器や戦車パーツを買うことになる。
愛らしい容貌に反して凄まじい毒舌家で金銭が絡むことに厳しい。そのため、レイラからは陣中日誌で「守銭奴」と陰口を叩かれているとおり「神様はお客様じゃなくお金様ですよね」と言って憚らない。この異常な金銭欲は、父親が事業に失敗して消えたため残された母とカリサが無一文になった後、商人の意地で「盗まない」「自分は売らない」ために他人が口にしないような物で食いつなぐ極貧生活により培われていき、「砂漠では僅かな水が貴重資源のラグナイトにも勝る価値を持つ」という需要と供給の真理に辿り着いた結果、再び事業に成功して財を成した。外見は少女のようであるが、約20年前の第一次大戦では（学生では無いが）学生の募兵に紛れ込んで戦車兵として戦っており、物資不足で苦しむ最前線に補給部隊が到着した時に閃いた「あるべき物をあるべき場所に」という言葉を現在でもモットーとしている。
10章まではネームレス部隊に物資を提供する異質な存在だったが、10章における条約違反の毒ガス砲弾の製造と配備の責任を押し付けられ、11章からはネームレス送りとなり、直前に脱走したグスルグに代わって戦車長となる。グスルグに劣らない有能な戦車長だが花粉症持ちという弱点 も持つ。
ネームレスの隊員それぞれの軍服が個性的なのは彼女の趣味である。
解散後は、売買がある所が自分の居場所と考えており、多彩な商品を携えて各国の商業地を渡り歩いている。
カール・アイスラー (Carl Eisler)
声 - 掛川裕彦
ガリア正規軍少将。42歳。ランドグリーズ国立大学とランシール王立士官学校を出たエリートであり、優秀な実績を残す将軍。その態度は一見紳士的であるが、裏では策謀を巡らし、ユグド教枢機卿ボルジアと通じている。
クルトを高く評価していたが、彼が偶然にも手にしてその実中身は見なかった書簡を巡り、「ボルジアと自分との密書を読まれたのではないか？」という猜疑心から国家反逆罪をでっち上げてネームレス送りにして始末しようとした。しかし、それまで戦死者を出し続けていたネームレスがクルトという有能な指揮官を得た途端に犠牲を出さずに難題をやり遂げるようになり、意に反してネームレスもクルトも生存し続けたため、密かに毒ガス砲弾を新兵器と偽ってネームレスに提供。その巻き添えを食ってしまったバルドレンから毒ガス砲弾の件を追及されたため、ネームレスを造反部隊に仕立て上げ、作戦と偽って砂漠の直中におびき寄せ正規軍を差し向けて包囲攻撃しての抹殺を図る。だが、クルトさえも冷静さを失う絶体絶命の状況がヴァルキュリア人というリエラの覚醒を促してしまい、彼女が隊を守るためその能力を使った結果、恐れをなした正規軍部隊が遁走、包囲が崩れネームレスの逃亡を許してしまう。
正規軍と帝国軍のいずれも不在というガリア南部に逃れたネームレスを孤立無援に陥れ、補給を絶ち干上がらせるため、その上司であるクロウを自宅謹慎に追い込んで軟禁する。だが、その行為が放蕩者を装うクロウがいよいよ追い込まれ、諜報部を使って本気で上層部の追及に及ばざるを得ない状況にしてしまい、元々隊の運営に熱心と言えず上層部からの命令を丸投げしていたクロウが彼自身の逆転の切り札としてネームレスを援助することになる。結果、職務柄最も大戦の事情に精通する諜報部がネームレスを物資、情報、連邦とのコネクションといったあらゆる面でサポート。また、正規軍に追い回されるかわりに軍上層部の理不尽かつ人道に反する作戦命令から解放されたネームレスが隊を率いるクルト自身の正義感に基づいてガリア各地を転戦した結果、賞賛に値する数々の功績を積み上げることになってしまい、アイスラーに不都合な部隊の目撃者や協力者を増やしてしまう。ネームレス追撃のため共闘関係にあった帝国軍部隊カラミティ・レーヴェンと頻繁に情報交換するため連絡員を増員した結果、そこに諜報部の密偵が紛れ込んでしまい、軍の機密事項に相当するネームレスの情報を敵国に提供したという動かぬ証拠を握られる。子飼いの正規軍精鋭部隊でクロウのランドグリーズ到達を阻止する悪あがきをしたが、帝国軍の精鋭と死闘を重ねて成長したネームレスの敵ではなく突破されランドグリーズ入りを果たされ、後に開かれた軍法会議でクロウにより告発・糾弾されて失脚した。
彼もまたガリアの行く末を案じていたという。ただ、彼のやり口は公国軍人としては甚だしく逸脱しており、挙げ句にファウゼン攻略に戦力を集中しすぎて空き屋も同然と化していた首都ランドグリーズに帝国軍のカラミティ・レーヴェン部隊を招き入れて危機に陥れ、その意図を見抜き危険を冒して撃退に尽力したネームレスを正規軍部隊で追い払うといったあるまじき行為をクロウからとりわけ厳しく糾弾された。
紛れもない悪役ではあるが、やることなすこと裏目裏目に出る憐れな人物。その末路も自身に都合の悪い様々な事実を知ることから信頼していたボルジアの消去対象となり、その実施に尽力したグスルグが失敗して戦死したことで、彼自身の数々の謀略を徹底的に追及され、芋づる式にボルジアまでもが失脚に至ることとなった。
パウル (Paul)
ネームレスの前隊長。階級、ナンバー、フルネームは不明。
物語冒頭で、帝国軍の機甲部隊の足止めする時にリエラと行動していたが、彼女を庇って戦死した模様。

### 東ヨーロッパ帝国軍

#### カラミティ・レーヴェン
ダルクス人のみで編成された帝国軍の特殊部隊。部隊名は直訳すると「災厄の鴉」となる。監査役を除いて帝国では被差別民族であるダルクス人で構成される。
ダウンロードコンテンツの断章「もうひとつのボルジア護衛任務」ではプレイアブルキャラクターとして使用できる。
ダハウ (Dahau)
声 - 山寺宏一
東ヨーロッパ帝国軍特別遊撃部隊カラミティ・レーヴェン隊長のダルクス人。形式上の階級は大尉。28歳。
ダルクス人の独立を目指して戦っている。高いカリスマ性を備えた指導者、高い指揮能力を持った指揮官、また高い戦闘能力を持つ兵士でもある。そのため隊員たちからは英雄視されている。
かつて帝国に対して武装抵抗していた頃もあったが、彼の妻ミガをはじめとする多くの同志達を死なせ、ダルクス人迫害が強化されるだけの結果に終わったため、別の手段を模索するようになった。帝国領内にダルクス人独立自治区を樹立し、それによって全てのダルクス人の心に希望の火を灯す事を新たな理想に掲げ、その悲願を成就させるため密かに活動を開始する。
過去の経験から武力ではなく政治的に独立を勝ち取る事を目指しており、その手段として帝国議会にも強い発言権を持つユグド教団枢機卿ボルジアに接触し、彼の私兵として彼の意向に添うよう戦争に介入する見返りに帝国議会に根回しをさせようとした。その一方で保険として皇族の血に連なりながら人種で個人を判断しない実力主義者でもあるマクシミリアンにも協力し、彼の帝国内での発言権を上げると同時に彼の覚えをよくする事で目的の達成を狙うなど政治的能力もかなり高い。
帝国のダルクス人にとって平和とは「不平等な地獄」そのものである。そのためダハウはむしろ「平等な地獄」である戦場を愛している。武人然とした性格で手応えのある部隊と戦えることを喜びとしている。クルトとネームレスの前に何度も立ちはだかり、やがて彼らを好敵手と認めるようになった。
ボルジアの失脚とマクシミリアンの戦死により政治的独立の道が全て絶たれてもなお理想を捨てず、最後には武力による独立という強硬手段に打って出るが、ネームレスとの激戦の果て力尽きる。彼の死により、カラミティ・レーヴェンは全滅し、武力による独立という最終計画も阻止された。
迎撃時は機関銃兵、移動時は対戦車兵という、特殊兵種。彼専用の装備として機関銃「Sieg」 と対戦車槍「Horn」 を持つ。
特殊オーダーはCPを3消費して直接自分の拠点から相手の拠点まで移動する強制出撃。
リディア・アグーテ (Lydia Agthe)
声 - 久川綾
ダハウの副官を務める女性軍人。形式上の階級は中尉。戦車長、22歳。
カラミティ・レーヴェンで唯一ダルクス人ではないが、純粋な帝国人でもなく浅黒い肌をしている。巨大戦車「エヒドナ」および高機動重戦車「シャカール」に搭乗する。
帝国軍人というよりボルジアの部下であり、ダハウがボルジアの意向に従っているかどうか監視するため、カラミティ・レーヴェンに入隊した。隊長であるダハウに平然とタメ口をきくが、その指揮には一応従っている。ボルジアに敬意を持っているわけではないが、出世のために彼に従っている。元々「特別遊撃部隊」の名前しかなかったこの部隊に、「カラミティ・レーヴェン」と名付けたのは彼女である。
ユグド教の孤児施設で育ったが、教会から与えられた名であるアグーテ姓には嫌悪感を持っており、周囲にはリディアと呼ぶように徹底させている。ただ、ユグド教にはそれなりに信仰心を持っているようで、マントの留め金にユグド教のマークをあしらっている。
尊大な性格の女性で他人を「あんた」呼ばわりし、部下には「様」付けで呼ばせようとする。
ネームレスを離反してカラミティ・レーヴェンに加入してきたグスルグを「スパイ」呼ばわりして煙たがっていたが、最後には淡い思いを抱くようになる。最期はグスルグのための時間稼ぎでネームレスと戦い、愛車シャカールの爆発に巻き込まれて戦死した。カラミティ・レーヴェンの主要メンバーの中で、最初の戦死者となった。
ジグ (Zig)
声 - 入野自由
形式上の階級は少尉。ダハウからリディアの補佐を任されている18歳のダルクス人青年。ダハウが掲げたダルクス人独立の思想に共鳴し、彼に心酔している。良くも悪くも一直線で熱い人物である。その愚直なまでの真面目さや粘り強さなどは特筆物で、ダハウをして「ジグがダルクス人の代表」と言わしめるほど。
戦闘では両手持ちの大剣を使用する。政治的独立の道を絶たれ、武力による独立を決断したダハウとその理想に最後まで忠実であり、ダハウが「ヴァルキュリアの鉄槌」の発射準備を進めるあいだ、万が一ガリアからの邪魔が入る事を警戒して国境付近に陣を敷き、警戒態勢をとっていた。ダハウを阻止すべく国境を越えてきたネームレスを発見、迎え撃つも敗北、戦死する。
DLC「イサラ、走る!」ではアスロン市へ向かう途中のイサラと出会い、互いの素性を教え合い、彼女をカラミティ・レーヴェンに勧誘するも断られる。その際、彼女のことを「頑固だ」と評した。そして、イサラを見逃し、「戦場でないところで（イサラと）出会いたかった」とつぶやいた。なお、このエピソードの中で、両親が反政府レジスタンスに所属していた友人がいたというだけで（当人達は何もしていないのにも関わらず）射殺され、彼も殺されそうになった所をダハウに助けられた事がカラミティ・レーヴェンに加入するまでの経緯だと判明した。
専用オーダーは迎撃をものともせず突進する強行進撃。

#### その他帝国の人物
ミュンヒハウゼン
声 - 増谷康紀
OVA『戦場のヴァルキュリア3 -誰がための銃瘡-』で登場した帝国軍人。ディルスバーク橋頭堡の守備を指揮する司令官。
三両の自走砲を配備しており、それぞれにウッド、グリュン、イースと名付けて「娘たち」と呼んで愛用していた。他の帝国軍人のようにダルクス人を毛嫌いして見下している。
霧が発生している時にガリア正規軍と第7小隊が橋頭堡に攻めて来るが、霧が晴れるとすぐにウッドとグリュンで迎え撃ち、優位に戦況を進めていた。だが、援軍で来たネームレスに部隊を拡散された上、ウッドはヴァルキュリア化したリエラに、グリュンはエーデルワイス号の砲撃で破壊される。それに激怒してまだ整備中のイースを出して第7小隊に砲撃しようと自らやぐらに上り位置を観測しようとするが、そのイースもイムカに破壊されてしまい、その爆風に巻き込まれて戦死する。

### ユグド教
ジェンナーロ・ボルジア (Gennaro Borgia)
声 - 田中秀幸
63歳のユグド教枢機卿。「待ち続ければいつか必ずヴァルキュリアが現れて世界は救われる」と民衆に説く「ヴァルキュリア救世説」を教義に掲げる一派の代表。民衆からは徳の高い賢人として認識されており、非常に人気が高い。
だがその裏の顔は妄執に囚われた狂信者とも呼ぶべきもので、戦争を泥沼化させることにより希望を失った人々が自らの唱える「ヴァルキュリア救世説」にすがりつくことを狙い、自分の教義のもと大陸の統一を目論むガリア戦役におけるもう一人の黒幕。
帝国領内にダルクス人独立自治区を設立させることを条件にダハウ率いるダルクス人部隊を配下に取り込み、同部隊を帝国軍の特別遊撃部隊「カラミティ・レーヴェン」として発足させ、監視役としてリディアを送り込んでいる。ガリア側の要人であるアイスラー少将も抱き込んでいる。
ヴァルキュリアが実在するとは考えていなかったが、バリアス砂漠でセルベリアがヴァルキュリア化したことでその実在を知った。本物のヴァルキュリアに出現されて戦場で暴れ回られるのはヴァルキュリア救世説を唱える彼にとって疎ましく、カラミティを使って執拗にリエラの抹殺を狙う。
戦乱の裏で様々な計画や陰謀を画策するも、ネームレスの活躍で悉く失敗し、アイスラーが囚われたことで失脚の危機に陥る。最期はボルジアの企みが露見することで教団の存続が危うくなる事を危惧した教団から密かにボルジア暗殺を引き受けていたダハウによって射殺された。
ヴァルキュリア (Valkyria)
声 - 遠藤綾
DLC「反逆のヴァルキュリア」に登場する征暦ではないどこかの世界にいるヴァルキュリア人。ユグド教がイメージするヴァルキュリア人であるといい、容姿はヴァルキュリア化したリエラに酷似しているが、リエラ本人ではないという。非常に露出度の高いコスチュームを着ている。
「反逆のヴァルキュリア」をクリアすると加入する。リエラと同様に特殊化「ヴァルキュリア」を使用可能。

## 戦場のヴァルキュリアDUEL
この節では『戦場のヴァルキュリアDUEL』から登場する人物および『戦国大戦』とのコラボで登場した武将について解説する。公式サイト内におけるスペシャルラジオプログラム「戦場のラジキュリア」においても、ラジオパーソナリティーとして登場する。

### ガリア義勇軍

#### レンブラント三姉妹
ガリア公国の義勇軍に所属する名門家系のレンブラント家出身の三姉妹。彼女達の父親や兄も正規軍のメンバーとして所属していたが、兄は戦死し、父親も病気に倒れた結果、それぞれの想いから義勇軍に志願入隊する事になっている。
ロレッタ・レンブラント (Loretta Rembrandt)
声 - 村川梨衣
レンブラント三姉妹の次女。カチューシャを頭につけたロングヘアが特徴。義勇軍ではパーソナリティとして活躍する。
活発な性格で、幼い頃より郷土愛や正義感が強かった。その為、帝国の侵攻に対し強い義憤を抱いた結果、病気に倒れた父親に変わる形で義勇軍に志願入隊した。
領民同士における安否確認が目的で、個人的裏ラジオのパーソナリティーとして放送活動を始めるようになったが、いつしか前線で戦う兵士達と故郷を繋ぐ架け橋になりたいと考えるようになり、前線の兵士達からはアイドル的存在として多くの人気を得る事になった。
放送機材を持ち込んで、移動しながら放送活動をしているのだが、ロレッタ本人は致命的な機械オンチであり、セッティングに関しては妹のマーヤにまかせっきりとなっている。
リューナ・レンブラント (Ryuna Rembrandt)
声 - 磯村知美
レンブラント三姉妹の長女。メガネが特徴。兄の戦死や父が病気に倒れている事から、代理としてレンブラント家の当主を務めている。妹のロレッタ同様に郷土愛は強く、領地を守る為に志願で義勇軍に入隊した。
母親似のおっとりした性格の為に、戦闘に関しては不得意であるが、父の代理を立派に務めることを考えている事から、戦場では毅然と振る舞う。地元では小さい子や奥様方に人気がある。プライベートでの趣味は読書で、面白い本は徹夜をしてでも読破するほどの集中力をもっている。準備は得意である一方、片付けは苦手。まずいものをあまりまずいと認識せず食べてしまうことから 料理も得意ではない。
マーヤ・レンブラント (Maya Rembrandt)
声 - 津田美波
レンブラント三姉妹の三女。猫耳の帽子が特徴。姉二人に負けず劣らず、領地領民への愛着が強い。
三姉妹の中では最もしっかりした性格であるが、一方で他人に対する遠慮を知らない面があり、自分の言いたい事ははっきりと言い過ぎてしまう面がある。自分の事に夢中になると周りが見えなくなってしまうロレッタに対しては特に容赦が無いが、根は家族想いでもあり、義勇軍に志願したのも二人の姉のフォローをしたいが為である。しかし、リューナは片付けや料理が苦手で、ロレッタは機械オンチであるのが災いし、彼女達の身の回りの世話やロレッタのラジオ放送のセッティング等、様々な雑用の担当をせざるを得なくなり、貧乏くじを引いてしまう事も多いようである。

### ゲスト
小松姫 (Honda Komatsu)
本作のユリアナ・エーベルハルトをモデルとし、『戦国大戦』に登場する徳川家の武将、SS（戦国数寄）小松姫。
『戦国大戦』Ver2.1とのコラボイベントにてイベントボスとして登場。また、『戦国大戦』Ver3.0とのコラボにて再登場を果たした。
URのスキルは「戦乙女の一閃」
白井局 (Shiroi no Tsubone)
本作のリエラ・マルセリスをモデルとし、『戦国大戦』に登場する他家西の武将、SS（戦国数寄）白井局。

## 戦場のヴァルキュリア4

### 連邦軍

#### E小隊
クロード・ウォレス
声 - 金本涼輔
『4』の主人公。第32機甲レンジャー大隊のE小隊隊長・階級は中尉→大尉。戦車長兼偵察兵、22歳。
ガリア公国ハーフェン出身。エディンバラの士官学校を首席で卒業した。ミネルバとは同期。真面目で責任感が強い頼れる隊長だが天然な一面もあり、ふとした一言でレイリィを赤面させてしまう事も。昔は臆病な性格で当時のあだ名は「弱虫クロード」。当時を知るレイリィやラズとは当初はトラブルが絶えなかったが、戦いを通じて信頼を勝ち取っていく。
頭脳明晰で戦闘の判断も的確な隊長に成長するが涙もろいところは変わっておらず、ラズに未だによくツッコまれる。臆病だった時代、空ばかり眺めて毎日を過ごしていた結果、気象に関して動物的な勘を持つに至る。周りには「風のお告げ」と呼ばれる自己流の天気予報を会得しており、天候を味方につける戦術を武器にE小隊を連戦連勝に導き、特にノーザンクロス作戦緒戦における連邦軍快進撃の立役者となった。
しかし想定より早い冬の訪れに連邦軍は雪中行軍を余儀なくされ、冬季装備の充実度に勝る帝国相手に多くの戦死・餓死・凍死者を出しノーザンクロス作戦は瓦解するが、天候を予知するクロードは雪山でもその能力を存分に発揮する。他の小隊が壊滅か大打撃を受ける中、E小隊は唯一戦力を維持する。壊滅したF小隊を編入し、雪上巡洋艦センチュリオンの護衛部隊隊長として大尉に昇格。並行して実施されていたキグナス作戦に参加、引き続きE小隊を率いる。
作戦半ばでセンチュリオン艦長のモーガンがクライマリアの攻撃で重傷を負うと、モーガン直々にセンチュリオンの指揮権を委ねられ、実質艦長としてキグナス作戦を引き継ぐ。帝都シュヴァルツグラードにセンチュリオン突入を成功させ、作戦を成功直前にまで導く。しかし突如として休戦協定が締結された事で、作戦の中断か休戦協定を無視して帝都破壊を続行するかの選択を迫られるが、戦争に苦しむ帝都の子供を目の当たりにすると、作戦の中断を決断。そのまま停戦となる。停戦後、帝都破壊を「決断できなかった男」の烙印を押されて上層部から冷遇され、戦時昇進も取り消されるがその表情に後悔はなく、そのまま軍を辞める。
除隊後はハーフェンに帰り、傷の癒えたレイリィにプロポーズし結ばれる。レイリィと共にミラー商会の工場再建に尽力、工場長となる。工場にはかつてのE小隊の仲間も多くが参加、今度は工場長として気苦労が続く日々を送っている。
レイリィ・ミラー
声 - 東山奈央
『4』のヒロイン。エディンバラ軍技術少尉・技術士官兼擲弾兵、21歳。
ガリア公国ハーフェン出身。明るく自信家でプライドの高い理系女子。子供に優しく、研究と発明が好き。たまに失敗しては部屋を爆発させている。適当な軍服がなかった為、私服を戦場向けにカスタマイズしたものを着用している。ボトムスにはスカートを選ぶなどおしゃれにも敏感。
父のアルベルトが営むミラー商会の工場の裏庭が子供の頃のレイリィとクロードの遊び場であり、ある日ベルガー率いる帝国軍に工場が放火され、レイリィは助けに行こうとするも、「安全な場所にいる助けられる者だけ」を選んだクロードに止められ、両親と妹を一遍に失う悲劇に逢う。以降クロードは弱虫と断じて疎遠になり、単身ビンランド合衆国に留学、父の研究を手土産に帝国への復讐の為ラグナイト研究に携わる。
帰国後ラグナイト工学の技術士官としてエディンバラ軍に入隊。技術少尉 として砲兵顧問の擲弾兵となり、E小隊との共同作戦で偶然にクロードと再会する。過去の遺恨は残ったままだったが、レイリィの初陣となるレーヌ解放戦で見事な指揮を見せたクロードを少しずつ認めていくようになる。部隊ではかつての仲間の他、センチュリオン搭乗後は機関長のアンドレと、途中で救出した少女アンジェリカと仲が良い。ラグナイト圧縮の専門家でもあるレイリィはセンチュリオンの機関士も兼務する。ヴァルキュリアが動力源として使用されている真相を知り、父から引き継いだ自身のラグナイト研究が、そしてビンランド合衆国に研究の成果を曝け出してしまった事が正しかったのか疑問を持つようになっていく。
最終決戦では艦内に取り残されたアンジェリカを救出する為、暴走するセンチュリオン機関部に単身で突入し重傷を負うがクロードに救出されアンジェリカ共々一命を取り留める。戦後は仲間たちと共にハーフェンに戻りミラー商会の工場を再建。今度は本来父が手がけていた、ラグナイトの平和利用の研究に没頭する。クロードを工場長として迎え入れると彼のプロポーズに静かに頷いた。
ラズ
声 - 中井和哉
E小隊分隊長・軍曹。突撃兵、23歳。ダルクス人。
ガリア公国ハーフェン出身。自称不死身のラズ。怒りっぽく乱暴だが非常に仲間思い。好きなものは酒と女。タバコも好きだったがリナに嫌がられやむなく禁煙中。トラブルメーカーになることも多々あるが、突撃兵としての身体能力は突出しており、頼りにされている。ダルクス人の例に漏れず蔑まれる事もあったようだが本人は腕力でそれを跳ね除け、嫌われ者は慣れっこと全く取り合わない豪快な性格。以前クロードとは殴り合いの喧嘩 をし過去のわだかまりを解消した。今の二人には昔よりも強い絆がある。
リナとは普段は憎まれ口を叩き合う間柄だが、幼い頃から思いを寄せる存在。いざという時は必ず守ると心に決めており、スパイとしてE小隊に入隊したリナの良心の呵責に耐えられない姿にいち早く気付き、影から支え続けている。補給作戦を率いたカイ（フォルセ）と再会し、リナが兄のスパイである事が露呈した際も一切の迷いなくリナをかばい続け、無償の愛を貫くその姿にリナも少しずつ心を開き、やがてその想いは成就される。
しかしそれも束の間フォルセの策略に嵌り、センチュリオンは高圧ラグナイト電流の流れるワイヤーネットに行き手を阻まれ、身動きが取れなくなってしまう。危機を脱するため、クロードは少人数による生還不可能な強襲作戦 を企図するが、その作戦に最も向いている人物は誰あろうラズだった。親友を死地に送り出す事をどうしても決断できないクロードに自ら強襲作戦に志願した。
決死の突撃により作戦を成し遂げるも致命傷を受ける。無線でガリアの未来をクロード達に託し、リナの叫びを聞きながら、好きなタバコを懐から取り出し、しかし火を灯される事は無く壮絶な最期を遂げた。
カイ・シュレン
声 - 坂本真綾
E小隊分隊長・曹長。狙撃兵、23歳。
ガリア公国ハーフェン出身。元はハーフェンの自警団に所属しており、当時から狙撃兵として活躍していた。訓練時にその腕前を披露するや兄の「カイ」以上の腕前と皆に評価され「一弾一殺（ワンショット・キラー）」の二つ名を持つ凄腕の狙撃手。狙撃のみならず身体能力や腕っ節も「全くかなわない」とはクロード、ラズの談。燕尾形状のギリースーツを愛用、冬季装備もサイズが合わなかったため色違いのものを着用している。
普段は寡黙でそっけなくぶっきらぼう、だが瞳の奥には常に強い意思を秘める。意外に食い意地が張っており、中でも焼きたてのパンには目がない。ラズとは喧嘩仲間のような間柄、ラズのセクハラには容赦のない鉄拳を飛ばす。しかし内心ではラズを信じており時に背中を守り、時に守られる戦友。
本名は「リナ・シュレン」。帝国軍作戦参謀フォルセこと「本物のカイ・シュレン」の実妹であり、E小隊を除隊した兄の命令でスパイとして入れ替わりで「カイ」を名乗りE小隊に加わる。兄に情報をリークしており、E小隊が雪上巡洋艦センチュリオンの護衛部隊となってからは難民に紛れた帝国兵に無線機を渡され、その動向を逐次報告していた。しかし次第に窮地に陥る仲間の姿と、目的の為には一切手段を選ばないやり方を目の当たりにして盲目的に兄に従う自分に疑問を抱き、悩み抜く。
この時親身になって庇ってくれたラズに深く感謝し彼の好意を受け入れ、クロード達に正体を明かす。E小隊の本当の一員として戦争の狂気に飲み込まれた兄と戦う決意をする。その兄による策略でセンチュリオンが窮地に陥り、ラズが決死隊として非業の死を遂げてしまう。その混乱に乗じてアンジェリカを奪いにセンチュリオン機関部に潜入した兄に自らの狙撃銃で引導を渡した。
停戦後ヴォルツと対面した際に、兄カイが平和になったらリナとアンジェリカと三人で第三国で暮らそうと考えていた事を知り涙する。兄の意志を継ぎ恩人であるアンジェリカを匿い身分を隠し、胸の中にはリナに深い愛を寄せていたラズの面影を残したまま静かに暮らす。
マイルズ・アーベック
声 - 岡本寛志
戦車操縦士・軍曹、20歳。
クロードの士官学校時代からの後輩でクロードを先輩と慕う。真面目で柔らかい人当たりから誰とでも仲良くなれる好青年。戦車操縦に関しては天才的なセンスを持ち、教練の模擬戦では何度も優勝した。反面、逆境には弱くやや悲観的。弱音を吐いてしまうこともある。
実家は写真館を営んでおり自身も撮影が趣味。停戦後はクロードと共にミラー商会工場を再建を手伝う傍ら、趣味の写真を活かした事業を起こしたいと考えている。
ダン・ベントレー
声 - 江川央生
装甲車車長・軍曹、30歳。
戦車や装甲車をこよなく愛する、寝食も愛車のキャクタス号の中でという筋金入りの男。口数は少なくぶっきらぼうだが根は親切で、悩める兵士にアドバイスしたりしている為、周囲からの信頼は厚い。
敵を倒すよりも味方を生かす戦いをしたいという事から装甲車の操縦士を志願、人であれ物資であれ運ぶからには必ず目的地まで無事に送り届けるという信念を固く守っている。
戦車や装甲車が好き過ぎて愛想を尽かされてしまったが、キャクタス号の操縦席にはかつての恋人の写真を置いている。
カレン・スチュアート
声 - 斉藤祐圭
衛生兵・伍長、17歳。
大家族の長女、男だらけの中に女一人で育ったため男の扱いは上手い。医大に進みたかったが家計を助けるために志願して衛生兵になった。
おっとりとした性格で隊のマドンナ的存在だが軍医セルジオの指導のもと職人気質でもあり、メキメキと仕事を覚えるなど衛生兵として優秀。傷口の縫合が得意で負傷者が担ぎこまれると笑顔のまま麻酔なしで傷を縫っていく。なお趣味も縫い物。だがあくまで外科専門のため、薬学は苦手。内科の処方をうっかり任せると下痢の患者に下剤を渡したりすることも。
国際法違反である衛生兵殺しが発生した戦場で狙撃され負傷するも、他の負傷者のために応急手当のみで再び果敢に戦場に飛び出した。
ラグナロック
声 - 深川和征
衛生犬・特別戦闘支援兵。10歳オス。
愛称はラグナ。負傷者の救助を行う、ペットではなく肩書きつきの隊員。元野良犬だが従軍中に拾われ、今では隊のマスコット的存在でとても賢い。プライドが高く、知らない者に頭を撫でられると怒る。
どんなに激しい戦場でも助けを求める声があれば駆けつける勇敢さを持ち、その姿は多くの兵士の心の支えとなっている。クロード達に懐いてE小隊の一員となったが、ラグナの内心では半人前のクロード達を仕方なく面倒見ている。アンジェリカとは仲が良く、彼女が目覚めてからは護衛として常にアンジェリカのそばに付いている。
追加断章『隊長不在のE小隊』は、ザイガにエサをもらえなかったラグナがエサを求めて外出してしまう事から始まる。
兵卒
所謂一般兵だが戦闘を重ねる毎に、二等兵→上等兵→伍長と昇格してゆき、伍長になれば8章以降はリーダーに任命できる。各隊員をより掘り下げて描かれた隊員断章 があり、それに準じて掲載する。
カルト・ブラックウェル
声 - 阿座上洋平
偵察兵、18歳。
腕利きの偵察兵。エリーンは実妹。周りからは無口でクールな人物と思われているが、実は極度の上がり症。思ってもない事を口にする癖があり、その度にしっかり者の妹エリーンに叱咤されている。誰とでも仲良くなれるローランに憧れており、軍に入ったローランを心配して後を追うように入隊した。しかし実際の戦闘となると三人の中で最も勇猛果敢、ローランからも頼りにされている。草花を愛し、停戦後はエリーンと共に花屋を営む。
ローラン・マクラウド
声 - 坂田易直
対戦車兵、18歳。
強い意志を持った男らしい性格。外見がコンプレックスで可愛いと言われることを嫌うが、その姿がまた可愛いと女性隊員の間では人気がある。正義感が人一倍強いがあまり、帝国は悪と決めつけ偏った価値観を持っていたが、幼馴染の親友カルトの影響や実戦を経験した事で心境に変化が表れ始めた。停戦後は故郷の村に自警団を設立、真の正義とは何か常に己に問い正しながら団長として責務を果たしている。
エリーン・ブラックウェル
声 - 下地紫野
支援兵、16歳。
社交的でしっかり者の優等生、E小隊メンバーからも何かと頼られている。昔は泣き虫で気弱だったが兄のカルトを守る為、心身ともに成長した。実は大のブラコン、大きくなったら兄と結婚すると宣言した事もある。普段は気弱な兄に厳しく当たっているが、現在でも兄に対しては強い愛情を抱いている。停戦後は兄と共に花屋を営むも、戦争を生き抜き凛々しく成長してモテモテとなった兄にやきもきしている。
ゲーム内ではポテンシャルが充実している優秀な支援兵。
ゴドウィン
声 - 高塚正也
偵察兵、35歳。
ダルクス人。戦場の火事場泥棒。戦場で死体から盗んだ金品を換金して生活していた。その素行の悪さから軍に捕まり、半ば強制的に入隊させられる。戦災孤児で身寄りもなく、他人を一切信用していないが、同じ境遇のニコとの出会いで少しずつ考えを改め始めた。被差別民族であるダルクス人の彼が生きるには死体漁り以外に方法がなく、自然と鑑定眼を身につけさせた。停戦後は老舗宝石商の鑑定士として働く事になり、本人以上にニコが喜んだ。
ロゼッタ・ヴァレリアーノ
声 - 岡本寛志
偵察兵、28歳。
美女に見えるが実は男、本名はロゼット。ダルクス人差別の撤廃を願って戦っている。ダルクス人のゴドウィンにニコを引き合わせたのは彼。女装癖あり、女装をするのは物事の偏見に囚われないという意思表示。ダルクス人の友人の死をきっかけに理想だけでは世の中を変える事はできないと悟り、戦いに身を投じるようになる。停戦後は戦いではなく対話を広めるために小さな酒場を経営、聞き上手な彼に様々な境遇のお客が賑わっているという。
追加断章『隊長不在のE小隊』のメンバー。機転が利き、リーダーシップを持つ彼を見ることができる。
ニコ・エーメリー
声 - 津田美波
偵察兵、16歳。
貧しい家に産まれてすぐに教会に預けられた孤児。だがそんな事は微塵も感じさせない真面目で健気な少女。人を疑う事を知らずどんな人にも必ず良心があると信じ、天使の様な微笑にやられてファンになった男性隊員は数知れず、性格まで善良になった者もいるほど。それは人を信じず、火事場泥棒で生きてきたゴドウィンも例外ではなかった。一生懸命生きれば必ず報われるが信条、過酷な戦場で何かできる事はないかと入隊した。停戦後は戦争被災者の救済活動に従事、たまにドジをやらかすもその姿すら被災者達の癒しになっている。
アラディン・バラード
声 - 新井良平
狙撃兵、24歳。
スキンヘッドが特徴のフェミニスト精神の持ち主、女性を守る為に戦う。帝国兵に元恋人を殺されており、二度と目の前で女性を死なせない誓いとして愛銃には元恋人の「イザベラ」の名をつけている。口が悪く愛想のないレオンハルトと周囲のパイプ役でもある。昔は長髪だったがカイ（リナ）との狙撃勝負に負け、自分を鍛え直す為に頭を丸めた。毎朝頭の手入れをする度に強さへの決意を固め直す。カイは除隊し再挑戦する機会は失ったが、最早勝負には拘っておらず女性を守る為、彼は毎朝頭の手入れを欠かさない。
レオンハルト・ストラウク
声 - 岡本寛志
狙撃兵、25歳。
プライドが高く、常に上から目線で自らをキングと呼ぶが、王族ではない。家柄は高いが厳しい親で、ほぼ虐待に近い英才教育を受けたが、人としての優しさは母親代わりの乳母に受けて育った。ガリアの狙撃訓練学校を首席で卒業するなど、態度に見合った実力を持っているが天才肌ではなく実は隠れた努力家。E小隊入隊後も狙撃訓練は欠かさないがそれを周囲に漏らす事はなく、その生き様はネージュに多大な影響を与えた。入隊したのは行方不明となっていた乳母と兄弟同然の息子を探す為。辺境の村で再会すると周囲の反対を押し切り、ストラウク家に迎え入れた。
ネージュ・ルプルトン
声 - 和多田美咲
狙撃兵、16歳。
気弱で何に対しても自信が持てない少女で、赤面症。前髪の三つ編みは勇気のおまじない、挫けそうになると触れて勇気を出す。帝国侵攻の戦火を避けるためエディンバラに移住し、故郷を取り戻そうとする同郷の仲間に誘われ共に軍に入隊した。狙撃訓練での成績は良く潜在能力は高いがプレッシャーに弱く、実戦では緊張から実力を発揮できない。自信家に見えるレオンハルトが陰では努力を積んでいる事を知り、何の為に戦うか、誰の為に戦うかを持つ事が自分を変えるきっかけになると悟る。強くなって皆を守りたいという目的ができた事で、仲間に危機が迫ると勇敢な戦いぶりを見せる。戦後はE小隊との交流や激しい戦闘を生き延びた事で自信が芽生え、片思いの同郷の男性に勇気を出して告白、幸せな結婚生活を送っている。
追加断章『隊長不在のE小隊』のメンバー。「吹雪の魔女」と行動を供にする白狼・フェンリル相手にも怯まず立ち向かう勇気を見せた。
サイモン・ベイル
声 - 千葉俊哉
突撃兵、23歳。
銃を持たせると「ヒャッハー！」と叫びながら乱射するモヒカン男。悲鳴や怯えた声が大好きで趣味は弱い者苛め、しかし自分より強い者には一切逆らわず別人のように大人しくなる、北斗の拳のザコキャラを地で行く男。実は女性が苦手、周りが女性だけになると途端に丁寧語になり萎縮してしまう。単独行動が目立つが、クロードの企画した更生プログラムで少しは改心した模様。停戦後は昔の仲間と共にロックバンドを始め、非常識なパフォーマンスで人気を集める。一時期は「ヒャッハー！」が流行語になった。
追加断章『隊長不在のE小隊』のメンバー。「吹雪の魔女」に遭遇した際もやはり女性が苦手な事に変わりなく、頭を抱え込んでいた。
ヴィオラ・ブライス
声 - 斉藤佑圭
突撃兵、20歳。
戦いを何よりも好み、強くなる為に戦う女狂戦士。帝国に母親を殺され、軍人の父親に最強の戦士として育てられた過去を持つ。その為強さこそが全てが信条であり、上官であっても自身より弱い者には決して従わない為、命令違反の常習犯。クロードの事も最初は認めていなかったが、更生プログラムで仲間と協力する大切さだけは知った。最強を追い求める姿勢はその後も変わらず、停戦後は期待の新人女性レスラーとしてデビューし脚光を浴びる。
ゲーム内では基本ポテンシャル・バトルポテンシャル共に性能が高く、使いやすい。
エメ・ミストラル
声 - れいみ
突撃兵、21歳。
傭兵や賞金稼ぎを生業とする。己の利益の為には手段を選ばず金に汚い。時には仲間を裏切る事もある。仲間内で嫌われているが、本人は気にしていない。金にならないことはやらない主義の為、単独行動が目立つ。元々家が貧しく闘病中の母に仕送りをしている。金に汚いのはその反動で決して悪人ではない。停戦後は母の療養の為、田舎に移り住む。穏やかな田舎暮らしで性格は以前より丸くなった。
スチルショッツ
声 - ボルケーノ太田
擲弾兵、46歳。
本名は「ベン・スミス」で、スチルショッツは「鉄屑」の意のあだ名。無口で無表情、何を考えているか分からない。長い戦歴で負傷した数だけ義肢が入り、鉄の身体となっていった。機械のように不眠不休で戦い続けられる。長い間死に場所を求めて戦場を渡り歩いてきたが、ルフやマリーとの交流がきっかけで生きる目的を見つけられた。今も戦場を渡り歩いている。だが死に場所を求めてではなく頑丈な鉄の身体で一人でも多くの仲間を守る為。
フルーレ・ヴァロワ
声 - 祖山桃子
突撃兵、21歳。
真面目で一本気な性格、良くも悪くもまっすぐで融通が利かない。幼少から剣術を学んできた騎士道精神の持ち主。二人称は○○殿、剣術や騎士道を語ると話が長くなる。一時期フェンシングの道を目指した、その世界では伝説の選手。銃は卑怯者が使う武器として射撃訓練に参加しない問題児として蔑まれてきたが、勇敢に正々堂々戦う仲間達の姿を見て考えを改めた。そのきっかけをくれたメーベルとレベッカとは今では大の親友。銃を扱うようにはなったが剣もいまだに忘れてはいない。今は東洋剣術に興味を持ち、いつかは東の国へ渡ってみたいと考えている。
メーベル・ドレイク
声 - 小松由佳
狙撃兵、19歳。
代々軍人を輩出する名門一族の娘、子供の頃から軍人としての在り方を叩き込まれて育つ。どんな状況でも任務の遂行を最優先する為、周りからはクールでドライと思われているが一度怒らせると手がつけられなくなるほどの激情家。フルーレへの陰口を耳にした際にはフルーレをかばって激怒した。表には出さないが実は可愛いものに目がなく、少女らしい趣味も持ち合わせているが、それをうっかり指摘すると相応の反撃が来る為、誰も口には出さない。停戦後も軍に残り、士官を目指している。
レベッカ・ロングハースト
声 - 小松由佳
支援兵、24歳。
ドライな性格で素っ気無い態度の為、周囲の反感を買うことも多い。少々の傷ではラグナエイドを使おうとせず、冷たい性格と思われる事もしばしばである。支援兵の中には昔の彼女を知る者もおり、昔は今と違って明るく献身的な性格で味方が少しでもケガをすると大騒ぎしていた。ある戦闘でうっかりラグナエイドを切らしてしまい、大勢の仲間を死なせてしまった過去を持ち、それ以降はできるだけラグナエイドを温存しながら戦闘に加わるようになった。未だに当時の悪夢を見ることもあったが、フルーレ達に過去の過ちを告白してからは肩の荷が下りて明るさも少し戻った。停戦後は厳しくも明るい病院の看護士として働き始めた。
ザイガ
声 - 坂井易直
突撃兵、18歳
お調子者のダルクス人の青年で、ラズと同じハーフェン出身でラズの1番の弟分を名乗っているがあくまで自称。不良グループにいた頃からラズに強い憧れの気持ちを抱きつつも、いつの間にかラズという虎の威を借る形になっていた。ガートルードにラズに依存しすぎている事を指摘され、独り立ちする為にヴァンティに弟子入りし強くなる事を決意、心身共に成長しガートルードにも頑張りを認められる。停戦後も軍に残り、戦死したラズのように命を懸けて成すべき使命を見つけられるその日まで戦うと誓った。
追加断章『隊長不在のE小隊』のメンバー。無許可で8名が隊を離れる原因を作ったのは、ラグナにエサをやり忘れた彼。帰還後兄貴分のラズに無断外出の原因を問い詰められても、他の仲間の為に決して口を割らない男気も見せた。
ヴァンティ・フィオーレ
声 - 川庄美雪
突撃兵、27歳。
酒好きで常に酔っており呂律の回らない話し方をする。絡み上戸で仲間には少し疎まれている。ウイスキー、ウォッカ、ワイン、テキーラが好き。だが酒の次に銃が得意と豪語する通り、戦闘では意外な程に優秀でフラついた足取りで銃弾の雨を掻い潜り、震える手元でも確実に敵に命中させる。身の危険を感じたり覚悟が決まると、自然と手の震えが止まり表情が少しだけ引き締まる。その正体は元特殊部隊のエリート兵士。ある任務で部隊が全滅し1人生き残ったヴァンティはそのまま部隊を引退した過去を持ち、以来飲んでる間だけは過去を思い出さずに済む為、酒浸りの日々を送るようになった。ザイガ達、若者の成長する姿を見て昔の事が吹っ切れると一切酔わなくなりまともになった。
ゲーム内では設定通り高いパラメーターを誇る突撃兵だが、常に酔っているためマイナスポテンシャルも複数持つ。
ガートルード・オルブライト
声 - 庄司宇芽香
対戦車兵、19歳。
大貴族のお嬢様。貴族としてのプライドを傷つけられる事を何より嫌う。相手を生まれや身分で判断する一面があり、特にダルクス人に対する当たりは強く、仲間内でいざこざを起こす事もある。二人称は○○殿だがダルクス人に対しては呼び捨てる。過去に囚われ酒に溺れるヴァンティを諌めるが、逆にダルクス人の過去に拘り続けている自身を指摘され、ダルクス人に対する考えを改めるようになる。負傷した友軍を自身をオトリにして逃がすなど仲間思いな面も持ち、ザイガに助けられた事で貴族とは全ての民に対し平等に接する事という結論に行き着いた。待機時には貴族らしく優雅にティータイムを嗜み、ザイガも相伴に預かっている。戦後は人種差別反対運動に興味を示している模様。
ゲーム内では高いパラメーターとポテンシャルを持つ優秀な対戦車兵。但し出現条件がやや高い。
ミレニア・ハドスン
声 - 祖山桃子
偵察兵、26歳。
戦場には凡そ似つかわしくないおっとりした女性。気配り上手でリタからは女神扱いされるほど。軍に入る前は看護士をしていた、簡単な応急処置ならば施す事もできる。そんな彼女が入隊した真相は軍人だった夫が行方不明になり探す為、だが連邦本部から非情の連絡が入る。夫は亡くなっており、我を失い部隊から抜け出した。その後リタとブリトニーによって救出され、救われた命を無駄にしない事を心に誓う。愛する者の為ならば決してめげない芯の強さも持っている。停戦後は亡き夫と出会った思い出の地へ移り住み、最期まで夫への愛情を胸に抱き生涯独身を貫いた。
ブリトニー・スカーレット
声 - れいみ
対戦車兵、42歳。
娘を一人持つシングルマザーで娘のベッキーを何よりも大切にしており、手紙を欠かさず書いている。娘が安全に暮らせる世の中を実現する為に志願した。人生経験豊富でE小隊の母親的存在でもあり、隊の女性兵士の相談によく乗っている。前夫とは家庭内暴力が原因で離婚した。その影響で男嫌いになり娘さえいてくれれば十分だと考えるようになった。特に身勝手な男に対しては喧嘩腰にさえなる事も。ミレニアが単独行動を取った際には軍法会議覚悟で命令を無視して救出に向かう程の仲間思い。停戦後は除隊し娘と暮らす。ミレニア達の話を聞き男に対する印象は若干和らいだようで、最近では再婚相手を探してみようかと考えている。
リタ・レイウォーター
声 - 大空直美
支援兵、24歳。
明るく誰に対してもフレンドリーな性格。結婚願望が強烈だが基本は仕事中心、男運がない。無防備なタンクトップ姿で整備する姿は実は男性兵士の間で話題だが、当人は仕事一辺倒の為自覚がなく、結果ロクな男が寄って来ない。経験豊富なブリトニーに恋愛相談しては愚痴をこぼす事もしばしば。亡き夫に向けるミレニアの強い愛情に憧れており、彼女を見て理想の男性を見つけるまで諦めないと決意した。その後数人の男性付き合ったが、全員見事にダメ男だった。毎度ブリトニーに慰められてはめげずに理想の相手を探し続ける。
追加断章『隊長不在のE小隊』のメンバー。何があっても全員口を割らないという誓いを立てた。
スコット・オールディス
声 - 深川和征
突撃兵、24歳。
とても口下手で驚くほどに命令に愚直。どんな命令でも素直に従ってしまう。喋る言葉は殆どが「イエッサー！」か「アイアイサー！」。生まれは片田舎で間違えて連邦軍入隊希望者送迎バスに乗ってしまい、本人もよく分からないまま入隊してしまった。分かりにくいが人一倍優しく、純粋。損得は全く考えず時には自己犠牲を払ってでも仲間の為に尽くしたいと思っている。その純粋さは諜報や暗殺に生きてきたアズサの凍った心を溶かしてしまう程。停戦後も上官の命令に従い軍に残ったが、最も仲の良かったノリドが軍を去ったからか時折寂しそうに遠くを見つめている。
ノリド・サーリネン
声 - 蟹江俊介
狙撃兵、24歳。
自然を守る為に軍に志願した無類の動物好き、穏やかでマイペースを全く崩さない。幼い頃から北方の自然の中で育ち、道に迷った時に狼に助けられた事から狼に憧れている。恵まれた容姿で女性からよくモテるが動物偏愛主義者の為、人間の女性にほとんど興味を持てない。軍に対する忠誠心は高いとは言えず自由を愛する為、自身の使命から逃れようとするアズサの脱走を手助けした事もある。そのあまりの自由な生き方にアズサも自由を欲するようになったと言える。停戦後は故郷の森に戻り、狼達と幸せに暮らしている。
アズサ・ツキカゲ
声 - 庄司宇芽香
偵察兵、24歳。
遥か東の国の出身の憂いのある黒髪の女性。その正体は連邦の内情を探る為、東の国から派遣されたスパイ。諜報や暗殺を生業とする一族の生まれで宗家に言われるままにスパイ任務をこなしているが、内心では自由な生き方に憧れを抱いている。温厚で社交的、受けた恩は必ず返すが信条。ノリドとスコットの協力で一度は脱走を試みるものの、二人の自由さと優しさに触れ、仲間を見捨てられずE小隊の一員として生きて行く事を選んだ。匂いに非常に敏感で匂いフェチな一面がある。酒は飲まないが匂いだけで酔ってしまう事があり、酔うと普段とは別人のようにはしゃぐ。停戦後、本国と合衆国の関係が極端に悪化し、帰国を余儀なくされる。彼女の帰国と時を同じくするように欧州のみならず世界を巻き込んだ新たな大戦の気配が漂い始める。
追加断章『隊長不在のE小隊』のメンバー。ラグナの行方が分からなくなった時、捜索の方向を決めたのは彼女の人並み外れた嗅覚である。ロゼッタと共にメンバーを引っ張る活躍が描かれる。
オラール・アビントン
声 - 千葉俊哉
支援兵、28歳。
戦車をこよなく愛する男、知識も豊富で戦車の車種や装備を一目で見分けられる戦車オタク。実家は機械の部品工場で戦車のパーツの一部を製造していた。それがきっかけで戦車好きに目覚める。しかし思い入れが強すぎるあまり、修理に余計な時間を費やしたり、支援兵の仕事そっちのけで戦車整備を手伝おうとするなど度が過ぎた行動が目立つ。しかし戦車修理に関しては間違いなく小隊随一で師匠と崇めるダンにも太鼓判を押された。停戦後は各国の戦車を見て回る旅をしていたが、実家の工場の経営難に際し帰郷。その豊富な知識は傾いていた部品工場を見事に立て直した。
ライアン・フォード
声 - 江川央生
突撃兵、63歳。
戦争あるところに必ず現れ、勝利をもたらしていくという伝説を持つ凄腕の傭兵、隻眼。物心付いた頃にはすでに戦場にいた。傭兵だった父の命令で弾運びや、子供と油断した敵を暗殺するなど利用されていた。無口で無愛想だが決して悪人ではない。酒もタバコもやらず周囲からはストイックだと思われているが、実は甘いものに目がないという一面を持つ。戦う事以外の事は大体苦手、文字が読めない。停戦後すぐ別の軍に雇われ数々の伝説を打ち立てるも、ある時期からパタリと噂が途絶える。引退したのか死亡したのかは不明。
カイゲル・ホーマン
声 - ボルケーノ太田
対戦車兵、60歳。
元ガリア軍の叩き上げ軍人、怒りっぽく説教臭いが心根は優しく、よく新兵の面倒を見ている。1人でも多くの兵士を生き残らせる事を信条とする。老いてからは新人育成にあたっていた。全盛期からの衰えを経験と技術でカバーしており、兵士としてはすでに衰えたと自覚しているが、周りからすれば今でも十分強い。同じベテラン軍人のライアンからは口うるささから煙たがられている。前線へ出るのは今回を最後とし、新兵育成の教官に戻った。とはいえ老いてなおまだまだ健在、今日も訓練場には彼の怒鳴り声が響いている。
スタンレー・バークレー
声 - 蟹江俊介
突撃兵、19歳。
ビンランド合衆国出身の陽気な男。ジョークで周りを笑わせるのを信条とするが、空気を読まずジョークを連発する為、周囲の反応は芳しくない。物事をあまり深く考えないタイプで軍に入ったのも自分のような人間が軍にいたら面白いだろうと考えた為。戦場の皆を笑顔にしたいという信念を持つ。常にクールなフェリエを笑わせたいという願望があり、交流を通じてその心を開かせるきっかけを作った。停戦後は軽いノリで芸能界デビュー、身体を張った体当たり芸で人気を博している。
フェリエ・ブランシェール
声 - 國府田マリ子
突撃兵、17歳。
素顔を鉄仮面で隠したどこか悲しげで影のある少女。仮面をつける理由については本人は話そうとしない。人見知りというわけではないようだが積極的に他者と交流しようとしない。正体は大貴族の父と愛人の間に生まれた子。容姿が母と瓜二つであった為、正妻に関係の発覚を恐れた父から鉄仮面をつけて生活するように命令された。父に捨てられたフェリエの母は娘の幸せの為に親権を父に譲り、自身は貧民街へと墜ちていった。何事にも縛られないスタンレー達の生き様に触れ、自身も仮面を外して生きていく事を決意するが、素顔を晒して生きていくことにはまだ抵抗がある模様。素顔を拝んだスタンレー曰く、フェリエは「羽が生えてない本物の天使」。停戦後は仲間に勇気付けられ、家を飛び出した後、実母と再会。2人で田舎に移り住んだ。
ジェニー・メルトリクス
声 - 浅野真澄
対戦車兵、29歳。
美しく鍛え上げられた筋肉を持つ女兵士。何でも力で解決する豪腕を持ち、部隊内の腕相撲大会では負け知らず。最もストイックに自分を鍛えられる場として軍を選んだ。あまり女性らしさは感じさせないが、年齢の事に触れられると激怒するなど女性的な面もある。笑いのセンスが独特で、他の隊員からは不評なスタンレーのジョークを理解する数少ない人物。自身で外す事もできない鍵付きのフェリエの鉄仮面を外したのは彼女の腕力である。実は既婚者、夫とは訓練で負傷した際に野戦病院で知り合った。夫は彼女とは対照的に線が細く落ち着いた優しい男性、夫婦仲は良好。停戦後主婦となるが腕相撲の欧州大会で優勝するなど鍛錬は欠かさない。ちなみに夫と腕相撲をすると照れて力が出ず、負けてしまう。
その台詞と名前からして、キャラ構成の元ネタは映画「コマンドー」であることは間違いないであろう。
ハンナ・キャロル
声 - 川庄美雪
対戦車兵、25歳。
一兵士として戦いながらセンチュリオンの食堂のコックでもある。気が強くサバサバした性格で声が大きい。笑顔が似合う理屈よりも根性、大体の事は気合で解決しようとする体育会系タイプだが、ヤーシュが隠していた負傷にいち早く気づくなど視野の広さも持っている。イーファに恋心を抱くヤーシュの応援をする。理屈や計算は重要視していなかったが計算を元に擲弾を的確に命中させるヤーシュの戦闘を見て考えを改めた。その後はヤーシュに教えを乞い数学を習う姿が食堂で目撃されるようになりヤーシュに対して本当に恋心を抱くようになる。ヤーシュが恋に破れると今度はハンナが猛アタックの末、ついにヤーシュが折れる形で二人はゴールインした。
追加断章『隊長不在のE小隊』のメンバー。持ち前の前向きな明るさで皆を叱咤する。
ヤーシュ・アラト
声 - 宮坂俊蔵
擲弾兵、32歳
元数学教師でどんな事でも計算式に当てはめようとする数学オタク。彼に教わった生徒は例外なくテストで高得点だった。頭が固く理屈っぽいが、周りに心配させまいと負傷した事を誰にも言わず戦闘を続ける男気も持ち合わせる。感情論には理解がなかったがイーファに一目惚れした事で考えを改める。恋は叶わなかったが、その騒動をきっかけに正反対の性格であるハンナに数学を教える事になり、計算とは違うハンナの反応に新鮮さを感じている。親交を深めた二人はやがてハンナに猛アタックされ、彼女と結婚。周囲を大いに驚かせたが、告白された彼自身が実は一番驚いていた。
ゲーム内ではレイリィに匹敵する射撃能力を持ち、優秀なポテンシャルを持つ擲弾兵。
イーファ
声 - 元吉有希子
擲弾兵、24歳。
どことなく色気を感じさせる大人の女性。ダルクス人。年下に対しては優しく、年上に対しては甘えた雰囲気で接する無自覚の魔性の女。誘惑される男性兵士は後を絶たず、それまで恋愛というものに興味のなかったヤーシュを一目惚れさせるほど。実は婚約者持ちで彼の護衛任務を受けた時に知り合った。その男性は大きな自動車会社で次期社長を約束されている御曹司。婚約者と式を挙げ、現在は新婚生活を満喫中。しかし無意識に男を誘惑する彼女の性格は全く変わっておらず、夫をやきもきさせている。
リリィ・アシュリー
声 - 津田美波
突撃兵、18歳。
とんでもない不幸体質の少女、彼女の周りでは次々と良くない事が立て続けに起こる為、周りからは疫病神として扱われているが、彼女自身は不幸を楽しんでいる節すらある不幸ジャンキー。入隊したのも自分のような不幸体質の人間が戦争に身を投じれば、どれほどの不幸が降りかかるか知りたかった為。交友関係は広くないが、気に入った人間に対しては積極的に仲良くなろうとするタイプで最近はオーディンを本名の「トーマス」呼びしてからかっている。同じ不幸体質を持つジミーとも仲がいい。発言は不幸を予感させるものばかりだが性格は暗くはなく、悪い方向に前向き。戦場で不幸体質を極めた後、停戦。その後は他人に降りかかる不幸の予兆さえ感じられるようになり、悪い事だけ的中率100％の占い師として人気を博す
ゲーム内ではパラメーターとポテンシャルのバランスの良い優秀な突撃兵。
オーディン
声 - 新井良平
偵察兵、25歳。
妄想好きの元引きこもり青年、かなり中二病。本名は『トーマス・ケビン』だが部隊では「戦の神オーディン」と名乗っている。自分で考えた設定を書き込んだノートを大量に隠し持っている。普段はオーディンとして強気な性格を装っているが、実際はかなりの臆病者かつ怠け者。軍に入ったのも引きこもり生活を両親に咎められ、無理やり入隊させられたから。しかし窮地に陥ったリリィとジミーを助けるために突撃して救うなど、仲間との交流を経て彼の中で何かが変わり始めている。停戦後は故郷に帰還、引きこもることはやめて実家の畑仕事を手伝うようになった。今は「豊穣の神ハデス」を名乗っている。
ゲーム内では射撃能力と回避率が高く、偵察兵としてバランスが良い。
ジミー・フランク
声 - 深川和征
対戦車兵、32歳。
面倒見の良いベテラン兵士。何かと死を予感させるようなセリフばかり言うため周囲を不安がらせており、激戦前になると急に過去の話を始める。だが毎回しぶとく生き残るため「本当は運がいいのでは」とも言われている。リリィとオーディンと共にあたった作戦で被弾、今度こそだめかと思われたが、受けた弾は数センチのところで急所を外しており結局停戦まで生き抜いた。妻の出産時、赤ん坊は逆子で生死が危ぶまれたが無事に誕生、驚異の生命力は父親似だと皆が口をそろえて言っている。
ジェスター・ムーニー
声 - 宮坂俊蔵
偵察兵、43歳。
楽天家で精神的にはとてもタフな男。給料のすべてを注ぎ込むほどのギャンブル狂、ハマり過ぎて多額の借金を背負っている。自分に甘く根性なしのダメ人間、女性にも甘く過去に何度か酷い目に遭わされているが全く懲りていない。その性根を叩き直そうとテレサに内臓を売り飛ばされそうになった。持ち前の前向きさや気風の良さが幸いし、ダメな所を変に取り繕わない所が周囲に壁を作らず親しみやすいと不思議に人望はある。天性の人たらしを活かし、後に映画プロデューサーとして大成、巨額の制作費をベットするのがギャンブル以上に刺激的とのこと。
テレサ・リーチ
声 - 藤井ゆきよ
偵察兵、19歳。
医者志望の女学生、真面目で知的な性格だが趣味は解剖。見た目より中身で文字通り内臓の美しさに人間の価値を感じる危険な価値観を持つ。医療知識に長けており手術も上手いが医療以外の手先を使った作業は苦手、基本的には不器用。一方で仲間を思いやる程度の良識も持ち合わせており、ギャンブル狂のジェスターを改心させる為、ひと芝居打ったこともあった。停戦後は軍の医療機関で医師として働く。人間を解剖する時を待ち望んでいるが、いまだにその機会は得られていない。
コナー・ドハティ
声 - 阿座上洋平
擲弾兵、30歳。
小説家志望の男、執筆の為ならば文字通り命をかける。戦争のノンフィクション小説を執筆中で小説の良いネタになるなら危険な任務も嬉々として参加する。その情熱と行動力はすさまじく、ジェスターの腎臓を売り飛ばそうとするなど手段は選ばない。妻子持ちで妻からは小説バカの夫と呆れられている。停戦後は戦場小説を書き上げ念願のデビューを果たすが、E小隊の面々をそのまま描いた事で、実体験を元にしたにも関わらず「架空だとしても荒唐無稽すぎる内容」と賛否両論の評価を受けた。
追加断章『隊長不在のE小隊』のメンバー。ネタ集めが日々の習慣となっているおかげで、遭遇した戦車部隊が難敵・ヴォルツ率いるアオスブルフだといち早く見抜いた。

#### F小隊
ミネルバ・ウィクトル
声 - 早見沙織
第32機甲レンジャー大隊第2中隊副隊長兼F小隊隊長・中尉。戦車長兼偵察兵、22歳。
エディンバラの陸軍士官学校でのクロードの同期で、首席卒業を目指して訓練と勉強に努力を惜しまずクロードと争うが及ばず、次席で卒業した。以来彼を強くライバル視し、未だに実力が今一歩及ばない事は内心で認めつつもそれを良しとせず、何かにつけてクロードと張り合おうとする。
赤いストレートヘアに眼鏡が特徴、大戦の数ヶ月前にE小隊との合同模擬訓練でF小隊を勝利に導き、それが上層部の目に留まりクロードに先んじて中尉に昇進する。小隊指揮官として指揮権を持ち、第2中隊の副隊長も兼任する。高級将校である父の影響でエリート意識が高く、正々堂々と戦う騎士道精神を重んじている。生真面目で融通が利かないところもあるがF小隊の信頼関係は良好。一兵卒にまで騎士道精神が浸透している。
一方で基本男言葉で感情的になると周りが見えなくなりがちで、特にクロードが絡むと感情的になりやすい。その点ではF小隊の部下の反感を買う事もあり、その度にクリステルがミネルバをなだめている。ぬいぐるみを抱いて寝ていたり、大胆な水着を見つけるや陰で試着してみたりするなど、決して表には出さないが内面はかなり乙女。
ノーザンクロス作戦が瓦解し連邦軍の敗走が始まった矢先、ヴォルツ率いるアオスブルフに強襲され大戦車部隊相手に疲弊の重なった歩兵のみでは勝ち目なくF小隊は壊滅、片腕であるクリステルを失い、直後に遅れて到着したE小隊率いるクロードを激しく叱責する。その後部隊の再編成で生存したF小隊隊員はE小隊に編入され、護衛部隊の指揮権を依頼されるが固辞。クロードに指揮権を推薦 し、勝利の為ならば自らの命をも使う覚悟を決める。その後はクロードの下、偵察兵として奮戦。たまに顔を出すクロードの弱気には鉄拳を浴びせて叱咤する事も。
キグナス作戦を戦い抜いたセンチュリオンは帝都シュヴァルツグラードに突入。突如として発令された停戦協定にクロードは新型爆弾 を使わない事を決めるが、それに納得しないミネルバは艦橋に乱入。帝都を滅ぼすべく起爆レバーに手をかけるが「誰も人を殺す為に戦っていたのではない、平和な故郷を取り戻したくて、ただ笑って暮らしていたくて戦っていた」というクロードの説得に涙し翻意する。停戦後も軍に残り壊滅の汚名返上の為、F小隊の再建に邁進している。新たに配備された戦車には「クリステル号」と名づけた。
ゲーム内では突出したパラメーターと優秀なポテンシャルを誇る偵察兵、8章から使用可能になる。
ロナルド・オールビー
声 - 谷昌樹
戦車長・少尉、20歳。
ミネルバの陸軍士官学校時代の後輩で部下。ミネルバに絶大な信頼を寄せているが一方で「クロードが絡まなければ理想の上司」とも考えている。感情を抑え込む性格のため自分に正直に生きる人間が羨ましい。だがF小隊壊滅時だけは彼も感情を抑えられず悲嘆に暮れた。F小隊壊滅時に遅れてきたE小隊の面々とは最初折が合わず距離を置いていた。だがF小隊隊員たちの死を彼らなりのやり方で弔うカイゲルやライアンと接した事で、自分の為すべき事を思い出す。
ロナルドの駆る戦車・グローリー号は汎用性が高く、戦況に合わせて武装を変更できる。8章より使用可能。
クリステル・ウォード
声 - 斉藤佑圭
偵察兵・伍長、22歳。
ミネルバの部下の一人。右目に片眼鏡を愛用している。しっかり者で社交的、ミネルバに取っては右腕的存在でありよき友人でもある。実は周囲が呆れるほどにミネルバが大好きで、それがあまりクロードを敵視したり、彼女を想い一人で勝手に悶絶するなど、暴走してしまう事も少なくない。E小隊と折り合いが悪く補給物資の食料を奪い合って対立する事もあった。
かつてミネルバの勝利と栄光の為に命を捧げると誓いを立てる。ノーザンクロス作戦からの敗走の折に帝国軍の大戦車部隊の包囲を受け、その誓いを果たす為に奮戦し命を落とす。彼女の死はミネルバの後の戦いに大きな影響を与えた。
ゲーム内ではクリア後に慰霊碑を訪れることで復活可能、優秀な偵察兵として使える。

#### 海軍
ローランド・モーガン
声 - 池水通洋
キグナス艦隊雪上巡洋艦センチュリオン艦長・大佐、52歳。
柔和で温厚な人柄でどんな状況でも取り乱さない。精神的支柱としてクルーからは絶大な信頼を置かれている。アンドレとは同期でかつては「鬼の艦長」として恐れられていた事が語られる。艦橋を不在にしていたところ奇襲に遭い、艦と多くの部下を失った過去を持ち、以来どんな事があっても艦橋を動こうとしなくなった。帝国の攻撃により重傷を負い、センチュリオンの指揮権をクロードに託した。停戦後は海軍大学校の教官として後進の育成にあたっている。
ブライアン・ハドック
声 - 桐本拓哉
センチュリオン航海長・中尉、26歳。
艦内では副艦長に相当する仕事を任されている。モーガンに憧れて海軍に志願、その後初めての任務でモーガンの艦に着任して以来、共に多くの戦場で戦ってきた。だがモーガンが「鬼の艦長」と呼ばれていた頃は知らない。海軍至上主義でやや頭が堅い面があり当初はクロードと衝突する事も少なくなかったが、次第にその能力を認めていく。趣味は植木栽培で艦の私室は植木で溢れている。停戦後は自分の庭を作ってのんびり過ごす事を夢見ている。
隊員断章『海軍魂』クリア後は偵察兵として使用できる。
マリー・ベネット
声 - 牛田裕子
センチュリオン通信士・曹長、年齢不詳。
常に落ち着いた物腰のおっとりとした女性。艦内ではお姉さん的存在としてクルーから慕われている。年齢不詳で年齢の話題は一切スルーする。10代の頃から軍人として前線を経験してきたベテランで歳の割に軍歴は長く腕っぷしも確か、血の気の多い若い兵士をねじ伏せる程度は軽い。通信士になる前はスチルショッツと同じ部隊で戦っていた事もあった。センチュリオン搭乗後は訓練時の指導係も行う。婚約者を戦争で亡くした過去を持ち、当時贈られた指輪をお守り代わりとして今も大切に肌身離さず持ち歩いている。
ルフ
声 - 下地紫野
センチュリオン測的手兼擲弾兵・軍曹、18歳。ダルクス人。
海軍の訓練校を飛び級で卒業した才女。特に最新機器の扱いに長けている。まともな人付き合いを経験する前に戦場に駆り出され、訓練校時代の教官が鬼軍曹でその口調がそのままルフの口調になってしまった。クルーからは敬遠されており彼女と交流を図る者は少ない。本来は気配りのできる真面目なしっかり者でクルー達とももっと仲良くなりたいと思っているのだが、人前だと口調がどうしてもきつくなってしまい唯一仲の良いマリーからは心配されている。マリーの計らいでスチルショッツと共に作戦にあたった後は、少し口調が改まった。軍人として一通りの訓練は受けており奪われたセンチュリオンを取り戻すため作戦に志願する。
隊員断章『孤独な戦士達』クリア後は擲弾兵として使用できる。
アンドレ・デュノア
声 - 青森伸
センチュリオン機関長・大尉、56歳。
海軍に30年以上在籍するベテラン機関士でモーガンとは旧知の仲、誰でも容赦なく怒鳴りつける職人気質の頑固オヤジとして機関室をまとめている。かつてモーガンが「鬼の艦長」として恐れられていた頃はむしろアンドレがモーガンの諌め役だった。センチュリオンへの思い入れは深く、子供同然に愛している。アンドレの仕事についていけるものは少なく、その中の貴重な一人であるレイリィの事は認めていて「お嬢ちゃん」と呼んで見守っている。
隊員断章『海軍魂』クリア後は支援兵として使用できる。
セルジオ・マスキュラー
声 - 高塚正也
センチュリオン軍医中尉、35歳。
筋トレが趣味で艦内でトップの腕力を持つ。いかつい外見に反して柔和で穏やかな人柄。元小児科医で子供の扱いが上手く、保護したアンジェリカに助手を頼むなど接し方も心得ている。だが治療から逃げる者には厳しく、鬼の形相で追いかけてはベッドに縛りつける事もあるほど。普段は血気盛んな若い兵士に手を焼かされることも多いが、E小隊の事は高く買っている。
隊員断章『海軍魂』クリア後は対戦車兵として使用できる。
アンジェリカ・ファーナビー
声 - 佐倉綾音
センチュリオンの機関室で発見された少女、推定12歳。
自分の名前以外の記憶を失っている少女、センチュリオンの機関室で倒れているところを発見された。しばらくは船内のマスコット的存在として皆に歓迎されるが、自身は戻らない記憶に苦悩する。補給作戦遂行中にある力を感じ艦を脱走、クライマリアに出会いヴァルキュリアの力を使ってアンジェリカの記憶を取り戻すきっかけを作る。
その正体はセンチュリオンの動力炉にヴァルキュリアの力を供給して動力源となっていたヴァルキュリア。高いヴァルキュリア適正を持っていたことから、ビンランド合衆国が進めていた『ヴァルキュリア狩り』の対象となり家族の生活の為に志願した。
レイリィに懐いておりE小隊やクルーとの交流を通じて自分の為すべき事を思い出し、自ら動力炉に戻る事を決意する。彼女の生き様はフォルセこと本物のカイ・シュレンが連邦軍を抜けるきっかけとなり、命尽きるその直前までカイはアンジェリカを憂いていた。停戦後はリナと共に軍から逃れ、静かに暮らした。

### 帝国
ハインリヒ・ベルガー
声 - 速水奨
帝国科学院技術開発局局長。兵器実験部隊『ゼクス・オウル』主管、54歳。
かつて実験の光にやられ、目が悪い。徹底した合理主義者。周りを見下しており他人は自分が目的を遂げるための駒としか考えていない。口調は丁寧で慇懃無礼。かつて帝国に併合された国の貴族で研究の為には権力が必要な事を心得ており、科学院で多大な実績を上げ皇帝から大きな信頼を得て帝国を利用している。
レイリィの父アルベルトは親友で彼を殺害し技術を奪ったが殺害は故意ではなく今でも後悔はある。天才肌のアルベルトに愛憎に近い感情を抱いていた。次世代のエネルギーを作り出し、いつか星の海を渡りたいと思っていた。ヴァルキュリアの力で稼動するラグナイト爆縮技術に興味を抱き、センチュリオン奪取を試みるが、正気を失ったニコラの自爆に巻き込まれ死亡する。
フォルセ
声 - 石川界人
帝国軍作戦参謀・特務大尉、25歳。
ベルガーに一目置かれている策略家。力押しばかりのヴォルツの参謀役。
本名は「カイ・シュレン」で、リナの兄。クロードらと共にハーフェンで育った。かつては連邦軍でE小隊のまとめ役であったが、年端も行かない少女達を兵器として利用するヴァルキュリア狩りを目の当たりにして連邦からの離反を決意、その際に自身を救ってくれたアンジェリカを連邦から解放する為、ベルガーの部下となり暗躍する。連邦軍離反の際、足を撃たれて以降は杖を突いて歩いている。
アンジェリカへの執着は常軌を逸しており、目的の為なら妹のリナでさえスパイとしてE小隊に送り込み、どんな犠牲も厭わない。一方で戦闘においては優秀な頭脳を持ち、策略でクロードを何度も窮地に陥れたが、団結したE小隊の壁を破る事はできず、最期はアンジェリカを目前にしたセンチュリオンの機関室で妹リナの銃で撃たれ死亡する。停戦後ヴォルツと対面した際にリナとは袂を分かつ事にはなったが、最期まで妹の事を気にかけていたことが語られる。
クライマリア・レヴィン
声 - ゆかな
特務大尉、24歳。
連邦軍に『吹雪の魔女』と恐れられるヴァルキュリアの超戦士。狼のフェンリルをいつも供に連れている。他のヴァルキュリア戦士 に比して強い劣等感を持ち、表向きは他人に突き放す態度を取るが、実は寂しがり屋で内心では誰かに必要とされることを強く欲している。精神不安定でネガティブ思考。研究所では「泣き虫マリア」と揶揄されていた。ラグナイトを高結晶化させたものを杖に仕込み、いくつもの巨大な氷塊を高速で飛ばして攻撃する。
セルベリア・ブレスとは研究所での同期。大戦の2年前ベルガーが発案した「特殊能力調査試験」と称したセルベリアとの実戦訓練に臨み、攻撃出力そのものは他のヴァルキュリアの比ではなく、最高傑作とされるセルベリアをも凌駕する。しかし力を完全に制御できず「失敗作」とされ、セルベリアには「最強にして最弱のヴァルキュリア」と評されるものの、ベルガーには破棄はせず実戦訓練に移行すべきと具申、結果的にセルベリアに救われ生き抜くことを諭される。
大氷洋でキグナス艦隊と交戦、元々は艦の奪取が主目的だったが三番艦コメットを轟沈させてしまった上、力を使い果たしてしまい未だに力の制御がままならない事を露呈する。相変わらずモノのように扱われる彼女を見てヴォルツが放っておく事ができなくなり、最初はクライマリアも突き放すが粘り強いヴォルツに折れ、少しずつ心を開いていく。
その後E小隊と交戦、ヴォルツ駆るヴァルキュリア支援型重駆逐戦車・ヴルカンヘルツォークとの共闘でE小隊を後一歩まで追い詰めるものの、ヴルカンヘルツォークが撃破されてしまう。それを見たクライマリアは自我が崩壊、力が際限なく放出され制御ができなくなってしまうが、重傷を負いながらも生き延びたヴォルツが杖のラグナイト高結晶を外し事なきを得た。気を失ったヴォルツを涙ながらに介抱し、目を覚ました彼のそばという念願の居場所を手に入れて生きていくことを決意する。
停戦後に帝都シュヴァルツグラードでクロードらE小隊と対面した際には、ヴォルツがリナとフォルセの話に花を咲かせていた時に、相変わらずの女好きに嫉妬するなど少しずつ心は癒されていっている。その後もシュヴァルツグラードでヴォルツとフェンリルと共に幸せに暮らしている。
追加断章「ふたりのヴァルキュリア」クリア後は使用が可能になる。常にヴァルキュリア状態で攻撃は多連光線と非常に強力だが、1回の行動にCPを2つ消費する。扱いは「擲弾兵」で弾数も有限であるため、支援兵による弾薬補充が必須だが、命中範囲も広いため一度に多くの敵を殲滅できる強力なユニットとなっている。
フェンリル
声 - 千葉俊哉
クライマリアと行動を供にする狼、年齢不明・オス。
とても賢く人語を理解している節がある。主人であるクライマリアにだけ忠実で彼女に手を出そうとする者には容赦なくその牙を剥く。だが、自分より小さい者、力の弱い者には優しくアンジェリカとラグナロックにはすぐに心を許した。しかし主人の恋人になったヴォルツには未だ心を許しておらず、クライマリアに不貞を働こうとしようものならすぐに噛み付いている。
クラウス・ヴォルツ
声 - 東地宏樹
帝国第502重戦車大隊隊長・中佐、31歳。
高速駆逐重戦車・ヴルカンを駆り、帝国軍独立愚連隊『アオスブルフ』を率いる。戦いを楽しみ、常に好敵手を探している。細かいことは気にしない豪快な性格。E小隊との初戦となったジークヴァル会戦で自身を破った鮮やかな手並みを気に入り、E小隊を運命の女（ファム・ファタール）と呼び好敵手と認め執拗に付け狙うようになる。
有力貴族の落胤、幼い頃に母を亡くすが下町でたくましく育つ。無類の女好きで人間好き。自身と共に戦う者は誰であろうと戦友であり背中を預ける仲間だと考える主義であり、仲間という概念自体ありえないクライマリアやフォルセ相手でもそれは例外ではなく、クライマリアの心を開き、滅多に自身の話をしないフォルセにも妹（リナ）を連邦軍のスパイとして派遣している事を聞きだしている。
ベルガーとの取引で「ゼクス・オウル」に入隊、そこでモノのように扱われるクライマリアの姿を見て放っておく事ができずクライマリアに積極的に関わろうとする。自分の居場所を求めていたクライマリアに自分こそが居場所だと宣言、女癖も直すことを誓いクライマリアもようやく心を開き始める。E小隊との最後の対決ではヴルカンをヴァルキュリア支援型に改造、クライマリアと共にヴルカンヘルツォークで打倒E小隊を誓うが、ギリギリのところでヴルカンヘルツォークを撃破され敗北、重傷を負う。
傷もまだ癒えぬ中、休戦協定が結ばれると帝都シュバルツグラードでクライマリアと共にクロード始めE小隊と対面を果たし、互いの健闘を称え合う度量を見せたが、フォルセのわずかな面影を見たリナに色目を使いクライマリアに睨まれる等、生来の女好きは健在。停戦後もシュバルツグラードでクライマリアとフェンリルと共に暮らしている。ヴァルキュリアを恋人に選んだことから「ヨーロッパで最も危険な男」と称される。
ニコラ・グレフ
声 - 大空直美
ゼクス・オウル特殊隊員・特務少尉、20歳。
幼少期にキアラと共にベルガーに引き取られた。キアラとは仲良しに見えるが裏では彼女を単純バカと見下している。上品な言葉で喋るが本性は陰湿極まりない。他人を精神的に追い詰めることを好むサディスト。裏ではキアラと共にクライマリアをいじめていた。
だが度重なる失敗によるベルガーの「調整」によって精神が崩壊、「失敗は許されない」という教えに従い最期はベルガーを巻き添えに自爆した。
キアラ・ロジーノ
声 - 藤井ゆきよ
ゼクス・オウル特殊隊員・特務少尉、20歳。
幼少期にニコラと共にベルガーに引き取られた。ニコラとは仲良しに見えるが裏では彼女の陰湿さを気味悪がっている。口が非常に悪く荒っぽい性格で他人をいたぶることを好む。ベルガーに捨てられる事を何より恐れており、そういう面ではニコラより気弱。
度重なるベルガーの「調整」によって精神が崩壊、自爆の命令を忠実に実行して戦死するが最期に彼女が呼んだのはニコラの名前だった。